# Liste der Baudenkmäler in Rothenburg ob der Tauber/Altstadt
Diese Liste ist eine Teilliste der Liste der Baudenkmäler in Rothenburg ob der Tauber. Grundlage der Liste ist die Bayerische Denkmalliste, die auf Basis des bayerischen Denkmalschutzgesetzes vom 1. Oktober 1973 erstmals erstellt wurde und seither durch das Bayerische Landesamt für Denkmalpflege geführt und aktualisiert wird. Die folgenden Angaben ersetzen nicht die rechtsverbindliche Auskunft der Denkmalschutzbehörde.
Dieser Teil der Liste beschreibt das Ensemble der Altstadt Rothenburgs und dessen Baudenkmäler.
Darin befinden sich folgende Straßen- und Platzbilder von besonderer Bedeutung und deren Baudenkmäler: Alter Stadtgraben, Galgengasse, Grüner Markt, Hafengasse, Herrngasse, Judengasse, Kapellenplatz, Klingengasse, Marktplatz, Obere Schmiedgasse, Plönlein, Spitalgasse, Spital Zum Heiligen Geist, Rödergasse, Schrannenplatz, Untere Schmiedgasse, Wenggasse.
Folgende Straßen bieten Baudenkmäler außerhalb der besonderen Bereiche: Alte Burg, Alter Keller, Bronnengäßchen, Brudergäßchen, Burggasse, Deutschherrngasse, Eckele, Feuerkessel, Förstersgäßchen, Freudengäßchen, Fuchsengäßchen, Georgengasse, Goldene Ringgasse, Heringsbronnengäßchen, Heugasse, Hirtengasse, Hofbronnengasse, Jakobsgäßchen, Kirchgasse, Kirchplatz, Klingenschütt, Klingentorbastei, Klostergasse, Klosterhof, Klosterweth, Kobolzeller Steige, Krebengäßchen, Küblersgäßchen, Markt, Mergentheimer Straße, Milchmarkt, Mühlacker, Neugasse, Nuschweg, Paradeisgasse, Pfäffleinsgäßchen, Rahmengäßchen, Rosmaringäßchen, Schlegeleinsweth, Schmidtsgäßchen, Sülzengäßchen, Trompetergäßchen, Weinsteige.
Im Taubertal liegen innerhalb des Ensembles Altstadt das Wildbad und am Taubertalweg die Mühlen Bronnenmühle,  Ludlesmühle,  Lukasrödermühle, Fuchsmühle,
Gipsmühle, Hansrödermühle, Herrenmühle, Schmelzmühle, Schwabenmühle und die Steinmühle.

## Ensemble Altstadt

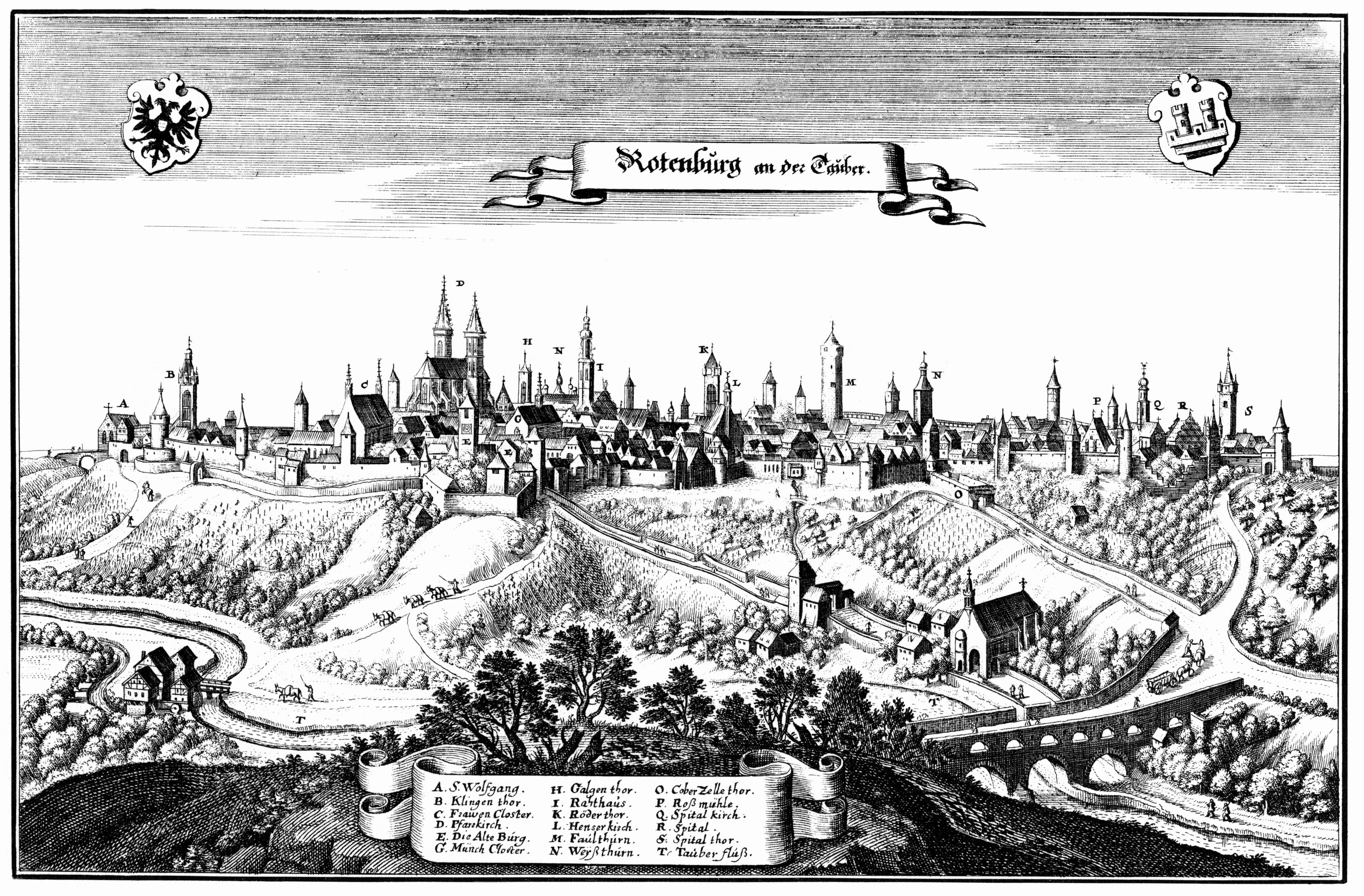
Historische Ansicht von Matthäus Merian, 1648

Das Ensemble umfasst die historische Reichsstadt innerhalb ihrer Stadtbefestigung einschließlich der ehemaligen Grabenzone im Norden und Osten. Im Süden, Westen und Nordwesten schließt es das Hanggebiet unterhalb der Stadtbefestigung sowie einen Teil des Taubertals mit Wildbad, der
Doppelbrücke, der Kobolzeller Kirche, dem Topplerschlösschen und einigen der ehemals städtischen Mühlen ein.
Der erste Siedlungsplatz wurde von einer Burg bestimmt. Es wird angenommen, dass sie von den Grafen von Komburg in der zweiten Hälfte des 11. Jahrhunderts in der Flur des „Essigkrugs“, unweit des heutigen Spitalhofes gegründet wurde. 1116 traten das Benediktinerkloster Komburg mit seiner Propstei in Gebsattel und ein Bruder des Herzogs Friedrich von Schwaben, der Stauferkönig König Konrad III., die Besitznachfolge an. Dieser ließ 1142 auf dem heute als „Alte Burg“ bezeichneten Standort, einem nach Westen exponierten Bergsporn, der an drei Seiten von steilen Hängen zur Tauber umgeben ist, die namensgebende „Rothenburg“ errichten, die im 12. Jahrhundert pfalzähnlichen Charakter annahm. Vor dieser Burg, östlich des Bergsporns, wurde dann ebenfalls im 12. Jahrhundert die Burgsiedlung als eigenes Gemeinwesen gegründet. Die Anlage der Stadt war offenbar nicht als Verkehrsknotenpunkt gedacht, doch wirkte sich die Lage in der Nähe einer belebten Nord-Süd-Straße, die von Würzburg nach Augsburg bzw. vom Rheinland nach Italien führte, günstig aus. Das zu dieser Zeit entstehende Bürgertum entwickelte sich zu einer wesentlichen Kraft; aus Ministerialen des Burgherren und niederem Adel der Umgebung wurden städtische Patrizier. Seit 1215 ist ein Schultheiß erwähnt, Ratsherren erst 1269 nach dem Ende der Staufer-Herrschaft. Zur Ausbauzeit des 13. Jahrhunderts gehören neben dem inneren Mauerring mit den zum Teil noch erhaltenen ehemaligen Tortürmen das nach Brand 1240 neu errichtete Rathaus und das ehemalige Brothaus, vor allem aber die von den Ordensgemeinschaften getragenen kirchlichen Niederlassungen: die Deutschordenskomturei 1258 als Träger der Pfarrei St. Jakob, das Dominikanerinnenkloster 1255/56 (zuvor Wirtschaftshof der Burg), das Johanniterspital Mitte des 13. Jahrhunderts an der heutigen Burggasse und das Franziskanerkloster 1281 in der heutigen Herrengasse. Der bestehende Bau der Stadtpfarrkirche St. Jakob wurde anstelle einer Kirche der zweiten Hälfte des 12. Jahrhunderts und der 1266 geweihten Heilig-Blut-Kapelle errichtet (Chorbau erste Hälfte 14. Jahrhundert; Langhaus 1373 bis ca. 1436, Westbau und Türme durch Nikolaus Eseler d. Ä. 1453/84). In der Ausbauphase wurde auch das neue Spital vor der Stadt gestiftet. Die Gewährung der Reichsfreiheit 1274 und die Loslösung der Pfarrei Rothenburg von der Mutterpfarrei Detwang 1258 sind die wichtigsten historischen Eckdaten dieser Entwicklung. Auch der Bevölkerungszustrom, der die Anlage neuer Vorstädte notwendig machte, illustriert das Aufblühen der Stadt. Zwischen das letzte Viertel des 13. Jahrhunderts und den Zeitraum um 1370 fallen insgesamt vier Etappen der Stadterweiterung. 

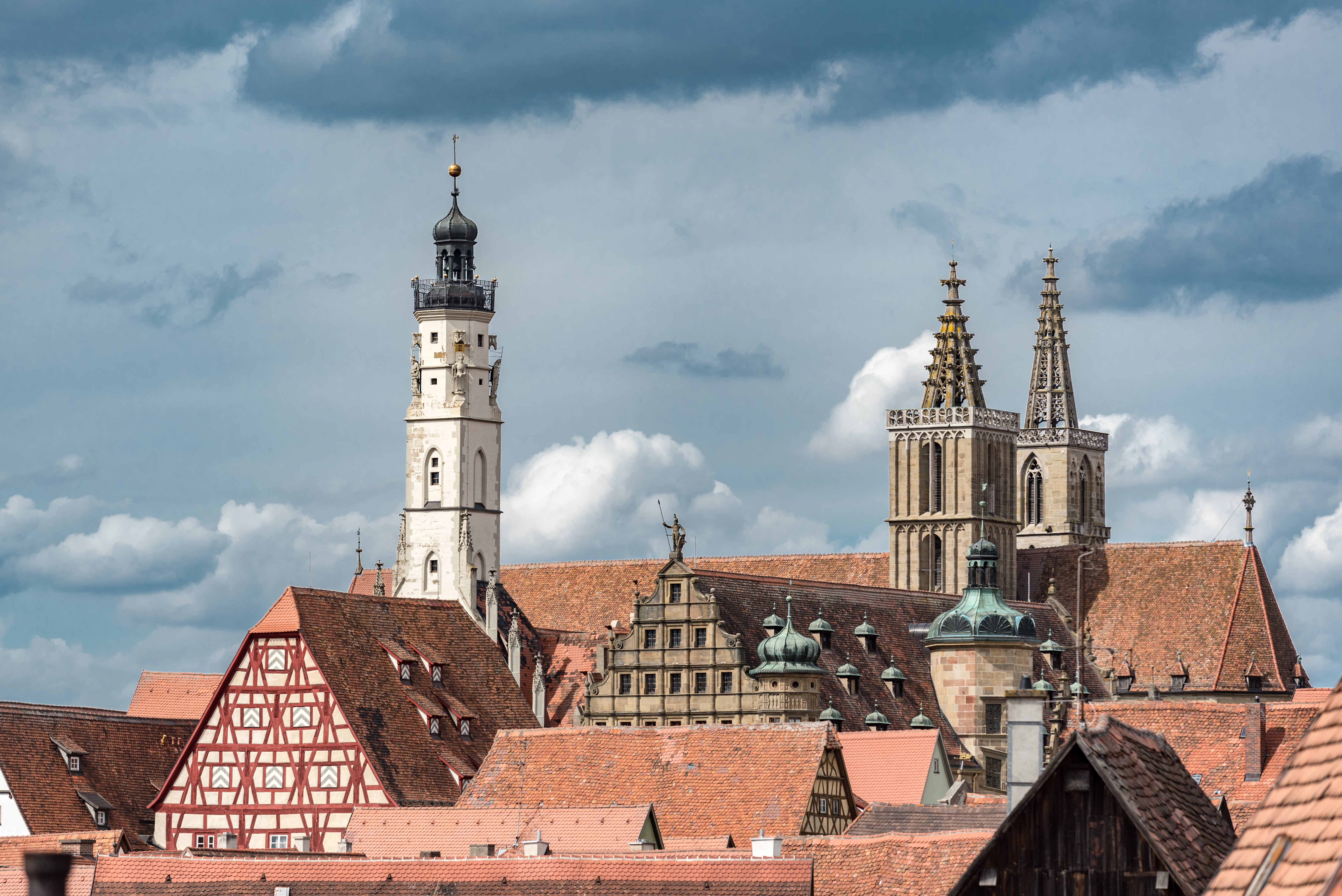
Rathaus und Kirche St. Jakob, Ansicht von Süden, Aufnahme 2020

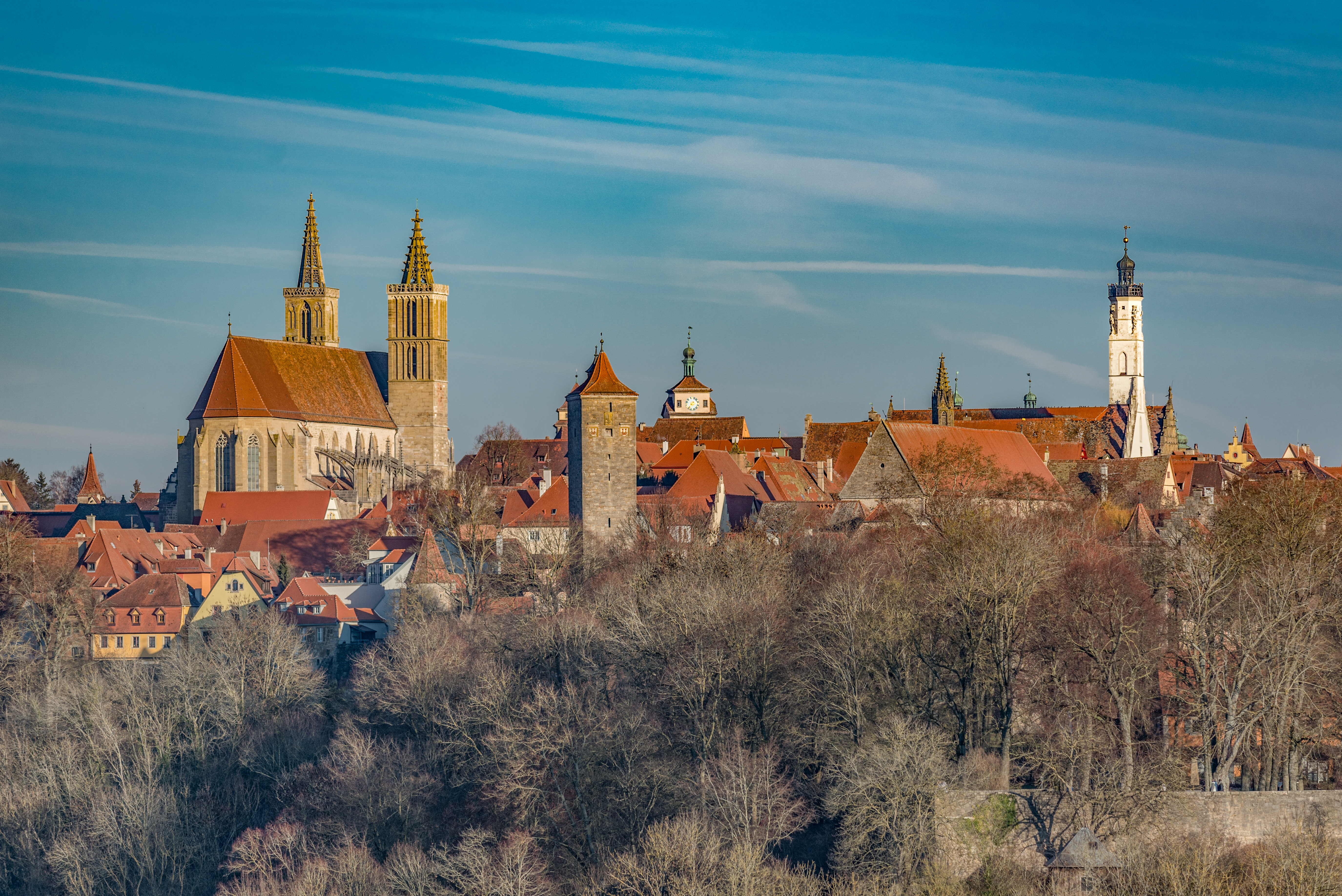
Jakobskirche und Burgtor von Westen, Ansicht 2018

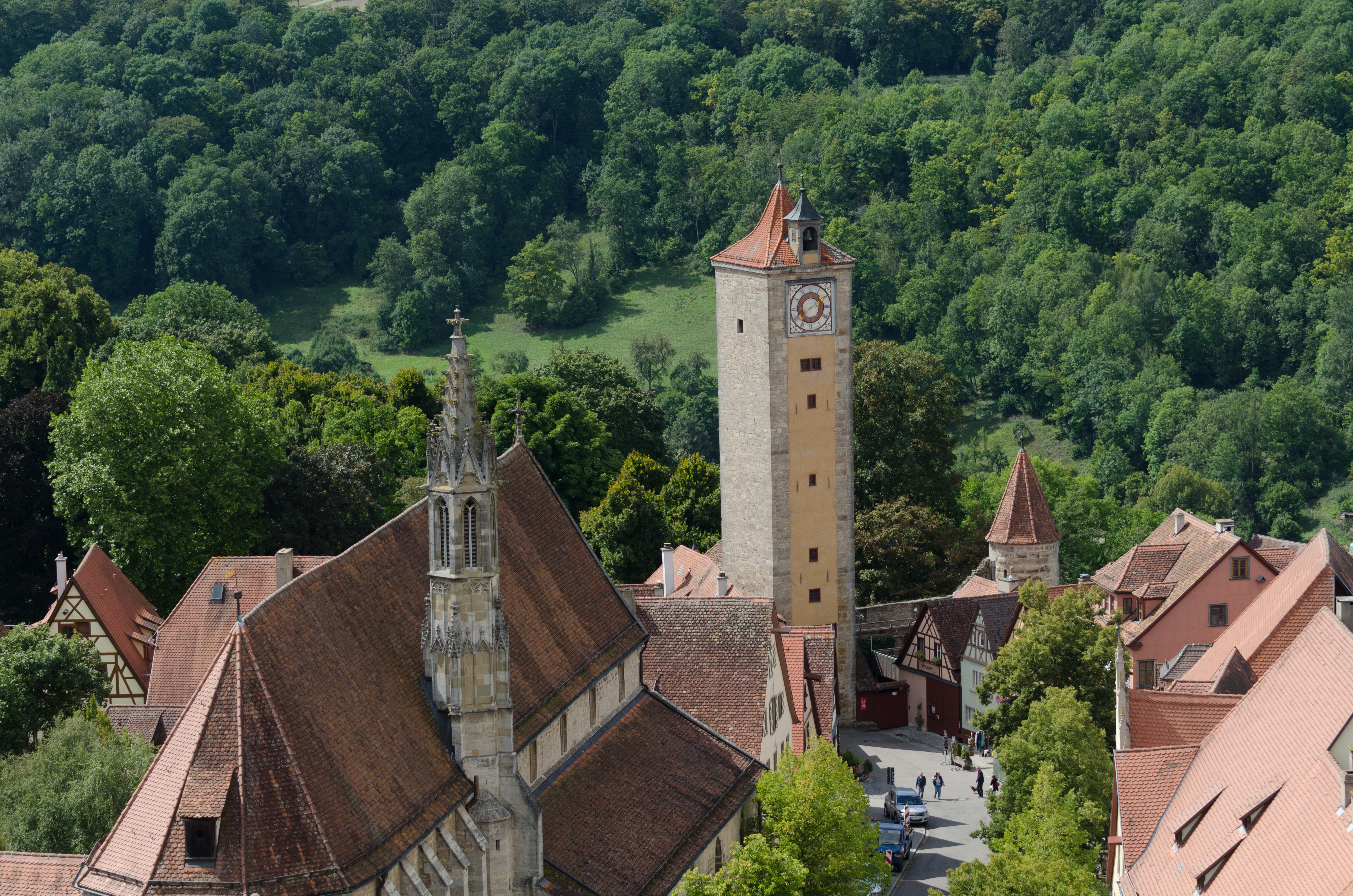
Franziskanerkirche und Burgtorturm in der Herrengasse, Aufnahme 2014

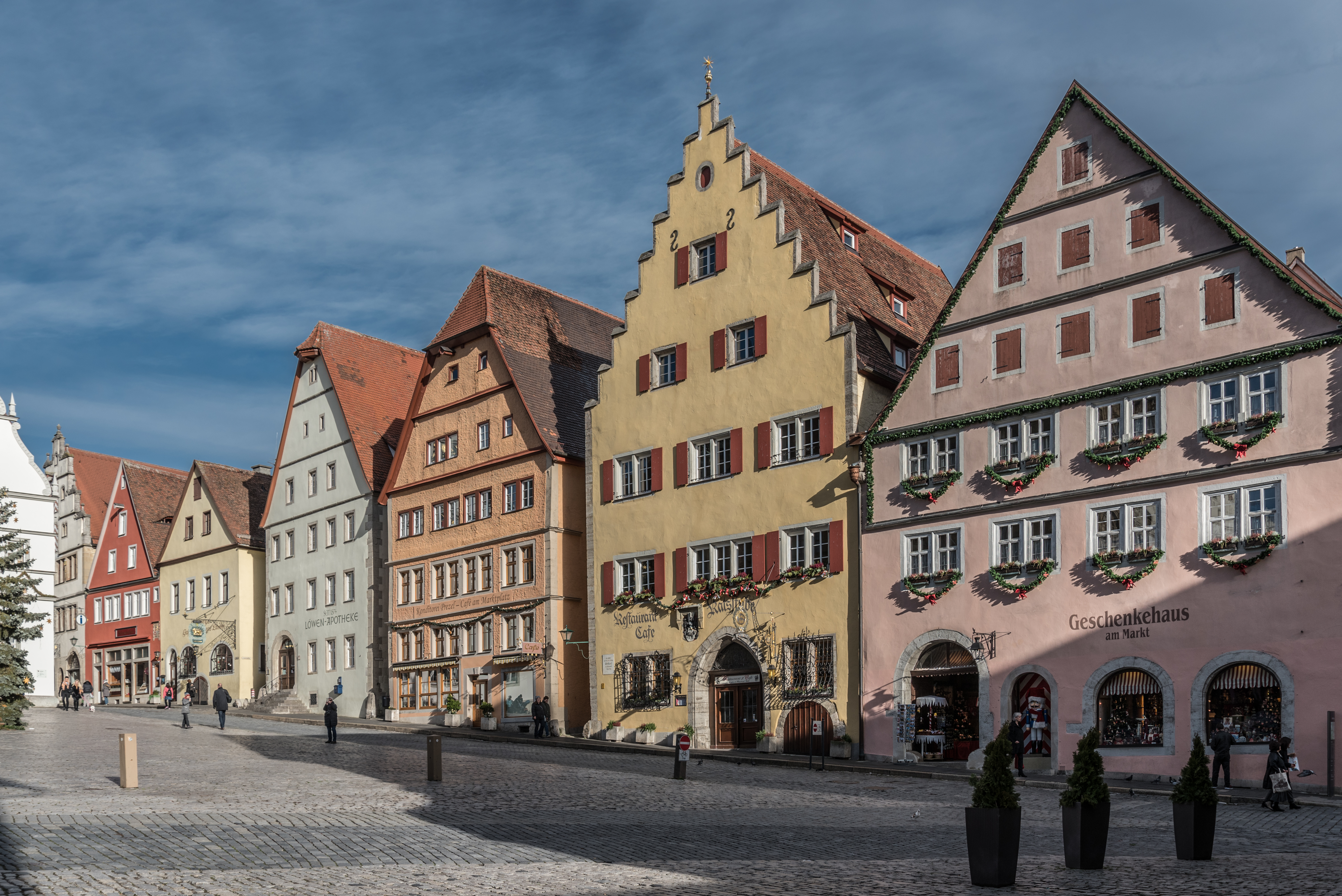
Häuserzeile an der Ostseite der Marktplatzes, Markt 4, 3, Marktplatz 3, 4, 5, 6, 7, Aufnahme 2016

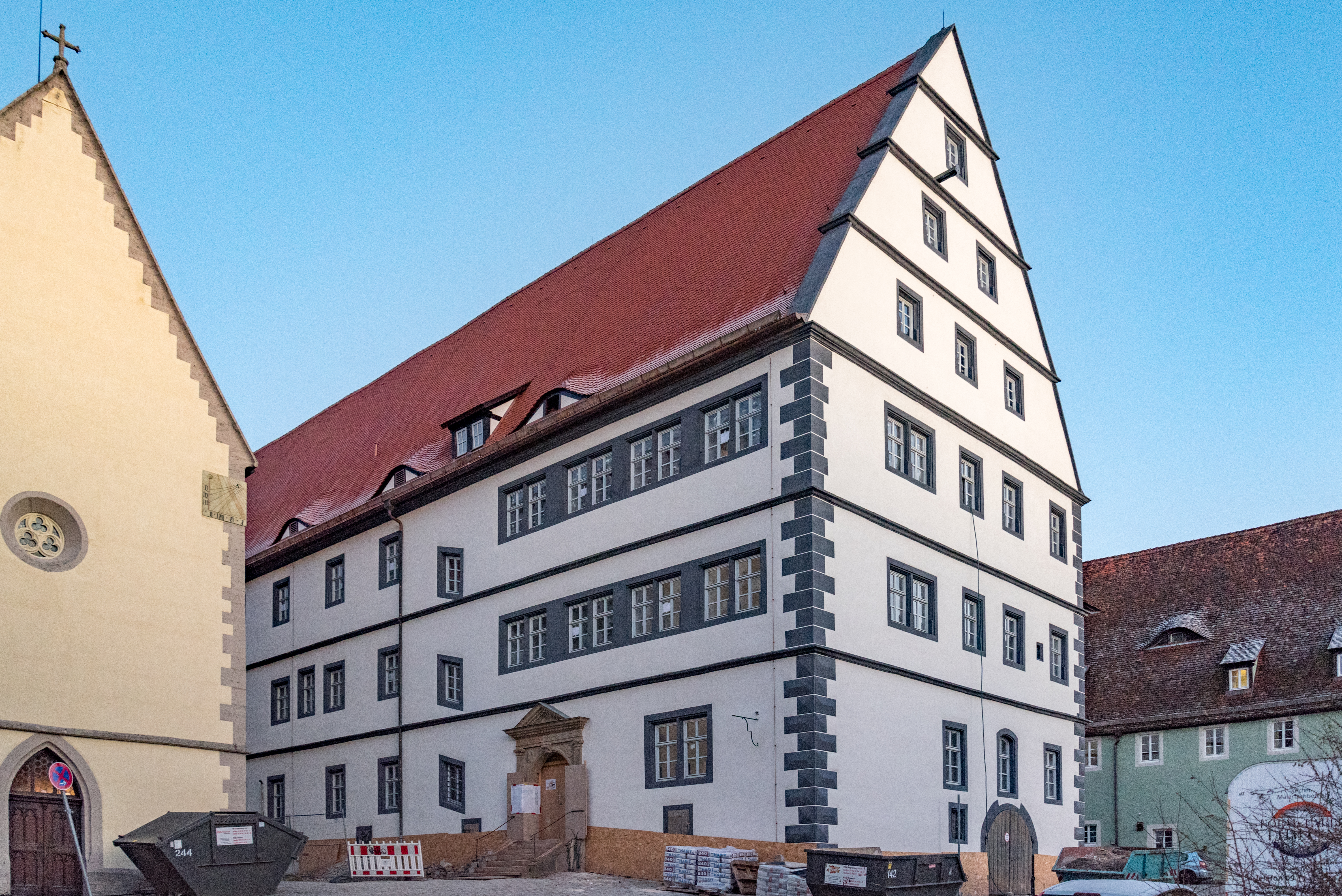
Spitalhof, Spitalgebäude, Aufnahme 2016

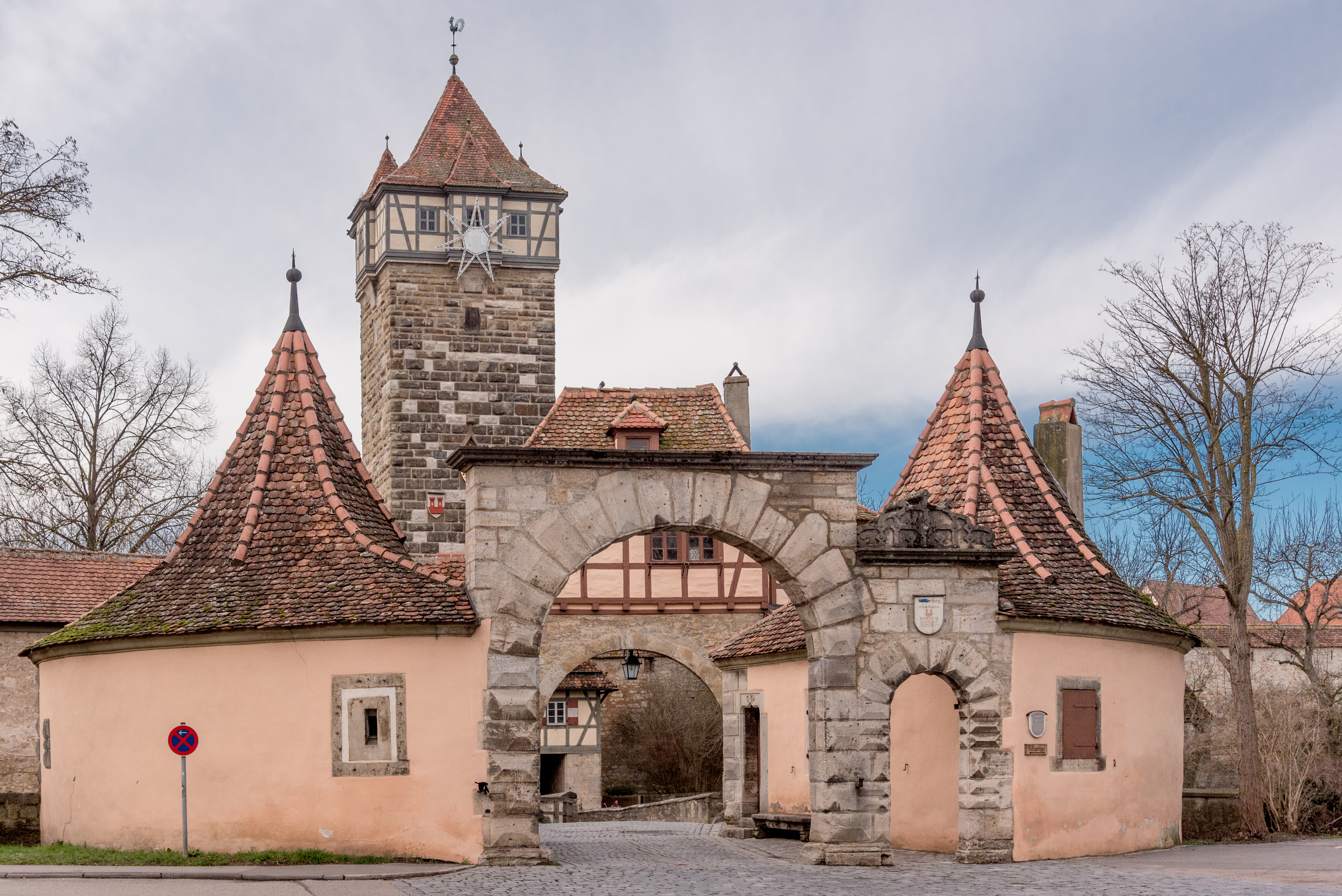
Rödertor mit Vortor, Ansicht von Osten, Aufnahme 2016

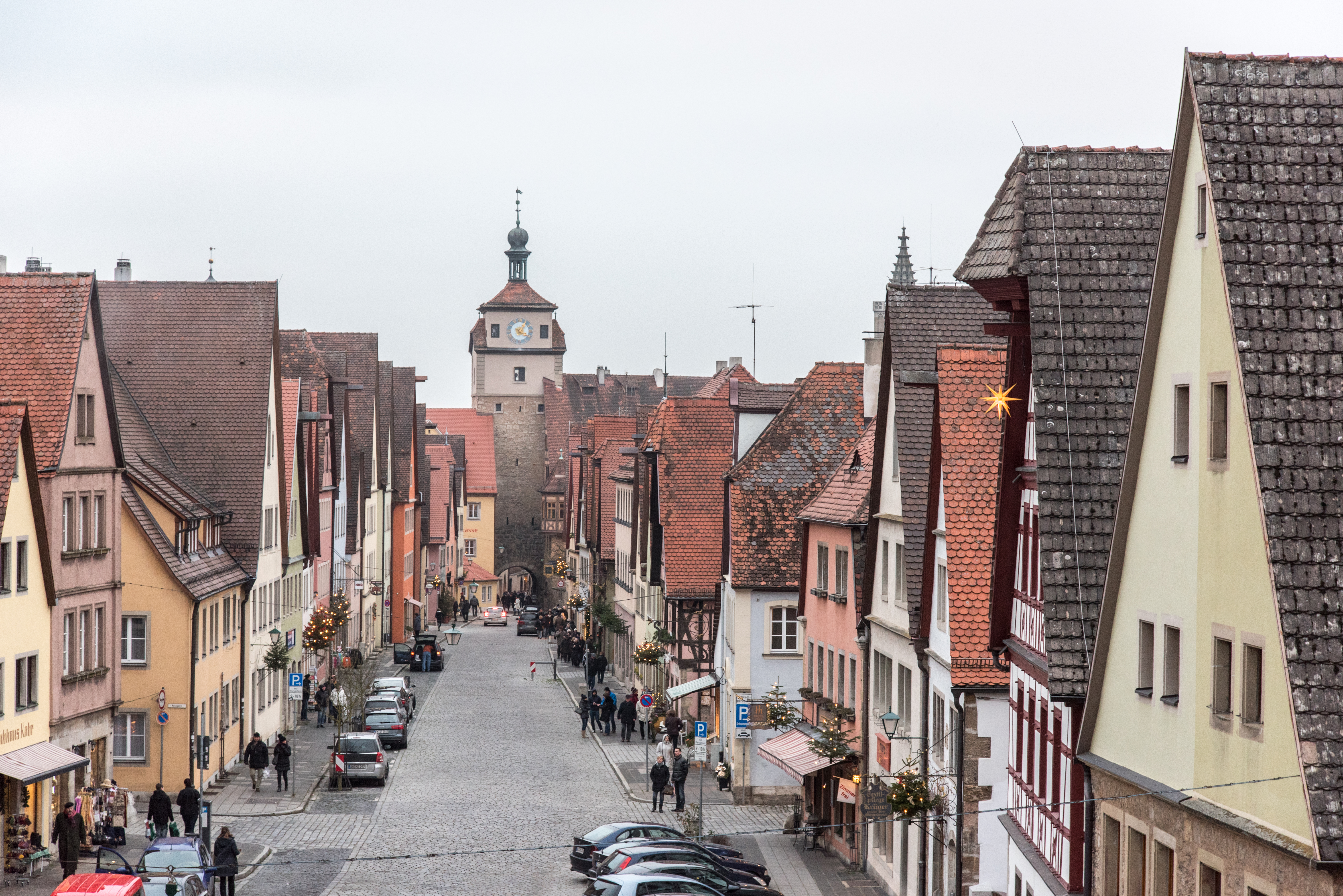
Die nach 1945 wiederaufgebaute Galgengasse, Ansicht von Osten, Aufnahme 2015

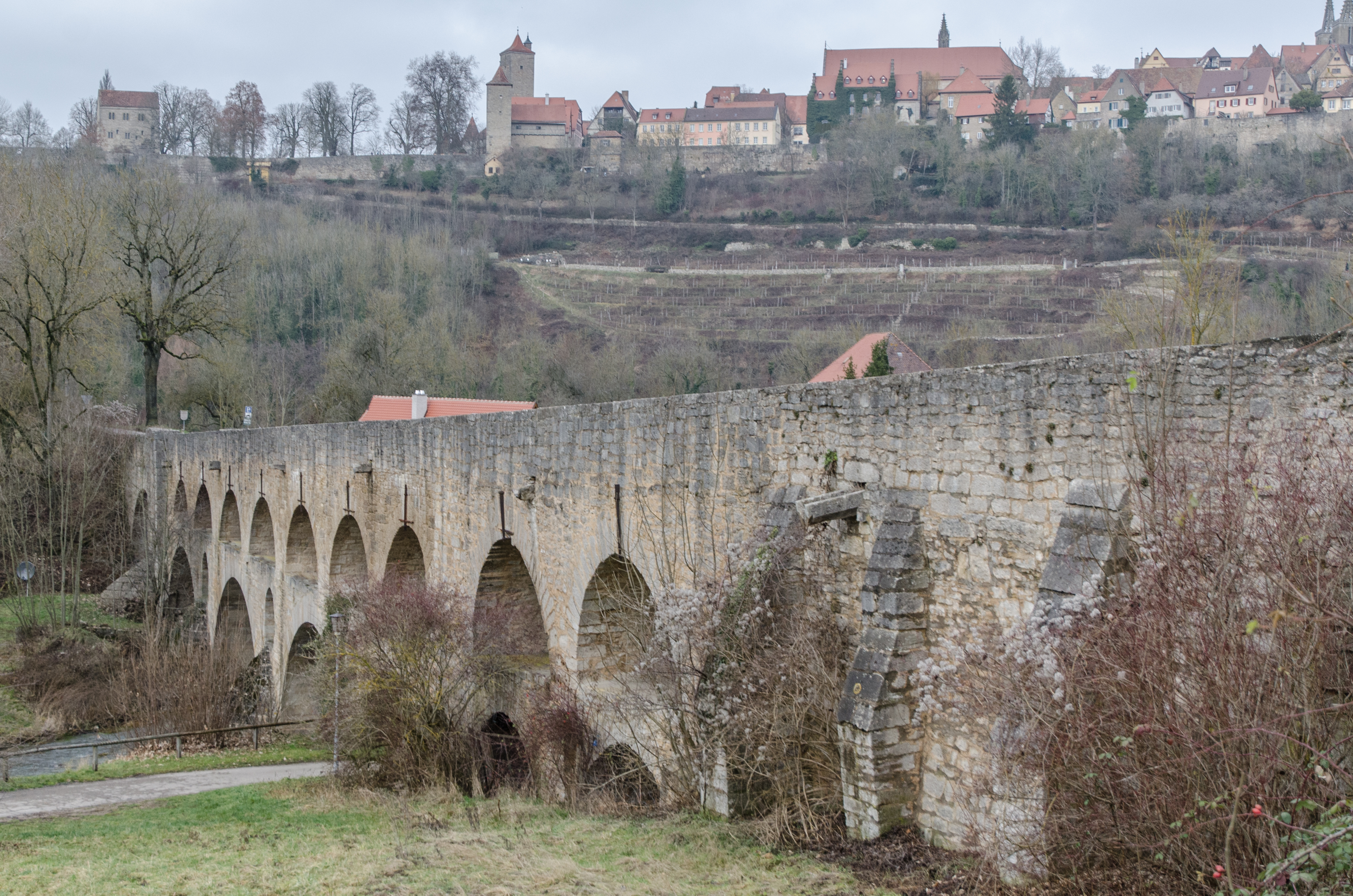
Die nach 1945 wiederaufgebaute Doppelbrücke, Aufnahme 2012

Die ehemaligen Außenbezirke, die die neue Stadtbefestigung nunmehr einschloss, waren nicht Neustädte mit eigenem Recht, sondern Vorstadt, deren Zentrum der Stadtkern bildete. Die Bemühungen der Handwerker, die hauptsächlich dort wohnten, um das volle Bürgerrecht waren im 14. Jahrhundert erfolgreich. Das Ausmaß der europaweiten Auswirkungen des Basler Erdbebens im Jahr 1356 ist in Bezug auf die Zerstörungen in der Burg und der Stadt Rothenburg umstritten. Von der Burg ist heute lediglich die Blasiuskapelle (ein im Kern romanischer Bau mit Buckelquaderwerk) erhalten. In der Blütezeit der Stadt hatten die Aktivitäten des bis 1408 mehrfach zum Bürgermeister gewählten Heinrich Toppler wesentlichen Einfluss auf die Entwicklung der Stadt in verfassungsmäßiger und städtebaulicher Hinsicht. Das eigene, damals größte reichsstädtische Territorium, das besonders unter Toppler auf Kosten des verarmenden Landadels erweitert wurde, erhielt zum besseren Schutz seit 1430 die Landhege, ein Wallgrabensystem, das noch heute an verschiedenen Stellen deutlich zu verfolgen ist. Gegen Ende des 15. Jahrhunderts fand diese Entwicklung der Stadt zu einer Großstadt ihrer Epoche den Abschluss. Für die Rothenburger Architektur stellt das späte 16. Jahrhundert einen weiteren wichtigen Abschnitt dar. Der Renaissancetrakt des Rathauses gestaltete den Marktplatz zum heutigen repräsentativen Platzraum um. Die Patrizierhäuser wie das Baumeisterhaus, die verschiedenen Stadtbrunnen und die zu Symbolen der äußeren Repräsentation erweiterten Stadttore (Burgtor, Rödertor), die Spitalgebäude mit Hegereiterhaus, das Pfarrhaus und Gymnasium wurden errichtet. Neben der strategischen Bedeutung des steil abfallenden Hangs zum Taubertal als Teil des Verteidigungssystems wurde der Fluss bereits im Mittelalter als Energie- und Wasserreservoir genutzt. Im Taubertal entstand, neben der Kobolzeller Kirche (1298 baufällig, Neubau 1472–1501) und der Doppelbrücke (1330), eine Reihe von heute meist stillgelegten Mühlen. Sie waren in Verbindung mit dem städtischen Handwerk stark spezialisiert. 
Die Auswirkungen des Dreißigjährigen Krieges auf Rothenburg und seine Landwehr gehörten zu den größten Verheerungen in ganz Franken. Nach dem Übergreifen weiterer kriegerischer Auseinandersetzungen auf das Rothenburger Gebiet in der zweiten Hälfte des 17. Jahrhunderts konnten die Bevölkerungsrückgänge erst Anfang des 18. Jahrhunderts wieder ausgeglichen werden. Mit dem Verlust der Reichsfreiheit kam die Stadt 1803 zum Königreich Bayern. Dabei verlor die Stadt auch den Westteil ihres Territoriums an Württemberg. Die Verluste an historischer Bausubstanz waren in den ersten Jahrzehnten des 19. Jahrhunderts erheblich: die Dominikanerinnenkirche, die Bastion vor dem Galgentor, der Konventbau der Franziskaner und komplette Abschnitte des Stadtgrabens durch Verfüllen. Bereits in diesem Zeitraum entdeckten Künstler die Stadt. Zu ihnen gehörten 1826 der Dresdener Maler Ludwig Richter und 1858 Carl Spitzweg aus München. Damit setzte der Ruf Rothenburgs als Symbol für eine „mittelalterliche Stadt“ ein. Die Tatsache, dass die Industrialisierung des 19. Jahrhunderts in Rothenburg eine sehr geringe Rolle spielte, und die verkehrstechnische Randlage, die durch die 1869/73 erfolgte Anbindung an eine Nebenlinie des Eisenbahnnetzes kaum verändert wurde, wirkten sich auf die Erhaltung der historischen Stadt günstig aus. Diese Entwicklung führte zur Erhaltung des einmaligen Stadtbildes; erst 1884 begann die Ausweisung von Baugebieten außerhalb der Stadtmauer. Mit den großen Schulbauten der Jahrhundertwende an der Nord- und Ostseite ergänzte die Neuzeit die von älteren Türmen geprägte Stadtsilhouette. Die Anziehungskraft des weitgehend erhaltenen Stadtbildes zog neben Künstlern zunehmend weitere Gäste an. Der Fremdenverkehr entwickelte sich zu einem wichtigen Wirtschaftszweig. Die Aktivitäten des 1898 gegründeten Vereins „Alt-Rothenburg“ hatten Ausstrahlung über die Stadt hinaus und können als bedeutender Beitrag zur sich entfaltenden landesweiten Heimatschutz-Bewegung bewertet werden.
Bei einem Bombenangriff am 31. März 1945 wurden etwa 40 Prozent des Stadtkerns zerstört; im Schwerpunkt die Erweiterungsgebiete des späten 13. bis zur zweiten Hälfte des 14. Jahrhunderts im östlichen Bereich innerhalb der Stadtmauer. Der Wiederaufbau begann bereits 1945. Im Sinne einer Wiederherstellung des Stadtbildes wurde die Kleinteiligkeit der Baustruktur neu erstellt. Unter Leitung des Münchener Architekten Fritz Florin entstand dafür ein 1948 von der Stadt verabschiedetes und 1951 endgültig in Kraft getretenes Konzept als Leitfaden. Dabei wichen viele der neu errichteten Gebäude vom zerstörten Vorbild ab, um dem vorherrschenden Bild einer „mittelalterlichen Stadt“ besser zu entsprechen. Dieser spezifisch Rothenburger Beitrag zum Wiederaufbau kriegszerstörter Städte wurde in ein bis 1957 gefördertes Sonderbauprogramm der Bundesrepublik Deutschland als Modellvorhaben aufgenommen. Um 1960 war der Wiederaufbau entsprechend dieser Rahmensetzungen beendet. Unverändert gilt die Stadt Rothenburg ob der Tauber für den Fremdenverkehr bis heute als typische Stadt des Mittelalters, was die anhaltende Bedeutung dieses Gewerbes für die Stadt unterstreicht.
Als staufische Siedlung weist Rothenburg ein einheitliches kreuzförmiges Grundriss-Schema auf. Seine Hauptachse in West-Ost-Richtung wird durch die platzartig breite Herrngasse, den ältesten Marktbereich und Zugang zum Burgareal, und durch die später verengte Hafengasse gebildet. Den Kreuzungspunkt mit der in Nord-Süd-Richtung verlaufenden Nebenachse bildet der weitläufige Marktplatz. Die Herrngasse und der Marktplatz, wo sich auf tiefen Grundstücken stattliche Häuser des reichsstädtischen Patriziats konzentrieren, meist dreigeschossige Massivbauten mit umfangreichen Fachwerkrückgebäuden, verdeutlichen bis heute den Schwerpunkt und Kern der Stadt. 
Im Zusammenhang mit dem starken Aufschwung der Stadtentwicklung im 14. Jahrhundert und in Folge eines kaiserlichen Privilegs führte 1340 die Nord-Süd-Straße mit verändertem Verlauf unmittelbar durch den Stadtkern. Die Lage des älteren Stadtmauerrings parallel zu den Gassen Alter Stadtgraben, Pfarrgasse, Pfeiffersgäßchen und Judengasse ist in der Stadtstruktur noch heute deutlich ablesbar. Neben der Bezeichnung, die unmittelbar auf den „Stadtgraben“ hinweist, markieren der Röderbogen, der Weiße Turm, der Markusturm und das Burgtor diese Stadtbefestigung auch im Stadtbild. 
Die erste Stufe der Vorstadtentwicklung fällt bereits in die Zeit um 1270 bis 1300, als eine regelmäßige Vorstadt angelegt wurde, die sich östlich der Kernstadt zwischen Hirtengasse und Wenggasse und bis zur Rosengasse ausdehnte. Die Galgengasse bildete ihre Hauptachse. Als zweite Stufe folgte um 1330 die Ausweitung dieser Vorstadt nach Süden in den Bereich der Neugasse. Als dritte Stufe erfolgte die Besiedlung der Südvorstadt an der südlichen Ausfallstraße, die seit 1387 als „Kappenzipfel“ bekannt ist. Als letzte Stufe der Vorstadtentwicklung ist das nordöstliche Quartier an der äußeren Klingengasse aus der Zeit um 1370 anzusehen. Als die neue Stadtmauer bereits geschlossen war, begann um 1370/80 die Parzellierung und Überbauung des alten Stadtgrabens. Im 14./15. Jahrhundert erfolgte die Errichtung eines erweiterten Befestigungsrings mit vorgeschobenem Streichwehr- und Zwingersystem, dessen Verlauf das Ensemble der Altstadt in wesentlichen Teilabschnitten arrondiert. Die vier Tortürme, Klingen-, Galgen-, Röder- und Spitaltor, erhielten burgartigen Charakter. Das einheitliche Befestigungssystem umfasste nun die Gesamtstadt, die sich schrittweise um die vier Vorstadt-Bereiche bis zu dieser Größe entwickelt hatte. 
1670 wurden 18 Mühlen innerhalb der Stadtmarkung gezählt. Darunter befand sich die Bronnenmühle, die mit Hilfe der Wasserkraft der Tauber Flusswasser über einen Höhenunterschied von etwa 80 Metern in das Wasserbecken im oberen Klingentorturm pumpte. Der Torturm diente somit zugleich als Wasserturm (1594). 
Der Abhang zur Tauber westlich der Stadt stellt in eindrucksvoller Weise den Übergang von der befestigten Stadt zur freien Landschaft her. In der Gegenrichtung unterstreichen die vielfältigen reizvollen Blickbeziehungen die optische Verbindung von Stadt und Mühlen bzw. dem Landschaftsraum insgesamt. Wie schon in älteren Ansichten deutlich wird, ist die Dominanz der Silhouette über den von Bäumen und Sträuchern weitgehend freien Abhängen für das Erscheinungsbild der Stadt charakteristisch. In längeren Zeiträumen des Mittelalters und der frühen Neuzeit waren die Hanglagen fast vollständig durch den Weinbau genutzt.
Das Leitbild einer „mittelalterlichen“ Stadtstruktur bestimmte den Wiederaufbau der im Frühjahr 1945 bombardierten Quartiere. Die Rahmenvorgaben sahen keine Verbreiterung der Straßenräume zugunsten eines höheren Verkehrsaufkommens vor, ebenso blieb die kleinteilige Parzellenstruktur diesen Festlegungen gemäß erhalten. Den aus der Heimatschutz-Architektur geprägten vorherrschenden Vorstellungen entsprechend wurden die Gebäude in verschiedenen Häuserzeilen aneinander angepasst. Dies betraf vor allem die Gebäudeausrichtung, Geschosszahlen, Kubaturen, Dachformen, Höhen und Fassaden. Besonders in der Galgengasse und der Rödergasse fallen die harmonisch aufgereihten Giebel von Gebäuden annähernd gleicher Größe auf. Ähnliche, vor 1945 in dieser Form nicht vorhandene stadträumliche Situationen sind auch in der Rosengasse, der Pfarrgasse, dem Pfeifersgäßchen oder der Neugasse anzutreffen. Sichtfachwerk und Schopfwalmdächer sind eher selten, dann aber gezielt zur Aufwertung wichtiger Teilräume von Straßen und Plätzen eingesetzt worden. Das weitgehende Festhalten an den ursprünglichen Vorgaben des Wiederaufbaus über einen relativ langen Zeitraum von über zwei Jahrzehnten legte die Grundlage für die heute vorhandene, nahezu einheitliche Stadtstruktur. Vorteilhaft wirkte sich dabei aus, dass künstlerisch herausragende Sakral- und Profanbauten – abgesehen von der Stadtbefestigung – von den Kriegszerstörungen kaum betroffen gewesen waren. 
Die Masse der historischen Bebauung charakterisiert die Stadt als Bürgergemeinde. Neben der ursprünglich vom Friedhof umgebenen Pfarrkirche St. Jakob, dem Rathaus am Marktplatz, wo noch weitere öffentliche Gebäude zu finden sind, und dem Spital besteht die Stadt vornehmlich aus Privathäusern. Die meisten Anwesen im 1945 nicht zerstörten Teil umfassen außer dem Wohnhaus noch Scheune und Garten. Die große Zahl der privaten Vorratshäuser erklärt es, warum in Rothenburg das städtische Kornhaus keine Rolle spielte, das in vielen Städten ein ganz wesentliches städtebauliches Element ist. Heute dienen die Scheunen fast ausnahmslos nicht mehr ihrem ursprünglichen Zweck als landwirtschaftliche Speicherbauten.
Die mit hohen Türmen bewehrte Stadtmauer beschreibt nicht nur eine Bebauungsgrenze, sie stellt gleichzeitig monumentale städtebauliche Bezugspunkte aus dem inneren Stadtraum her. Als Baumaterial charakterisieren Sandstein und Kalkstein, Holz und Backstein das Stadtbild, das heißt als Fachwerkbau und verputzter Steinbau treten sie nebeneinander auf, doch findet sich der Quaderbau außer bei den Kirchen und der Befestigung nur an wenigen Profanbauten. Die steilen ziegelgedeckten Dächer sind ein verbindendes Element, das die unterschiedlichen Bauten zu einem einheitlich wirkenden Stadtbild zusammenschließt. Bei den öffentlichen Bauten überwiegt die mittelalterliche Bausubstanz; der private Profanbau setzt sich vorwiegend aus nachmittelalterlichen Bauten zusammen, vom 16. bis zum 20. Jahrhundert. In der äußeren östlichen Altstadt, im Quartier zwischen Galgen- und Rödergasse, dominiert der Wiederaufbau nach 1945.
Umgrenzung: Ludlesmühle – Mergentheimer Straße – Bezoldweg – Hornburgweg – Topplerweg – Friedrich-Hömer-Weg – Obere Walkmühle – Taubertalweg – Schwabenmühle – Steinmühle – Herrenmühle – Lukasrödermühle – Hansrödermühle – Kaiserstuhl – Fuchsmühle – Bronnenmühle.
Aktennummer: E-5-71-193-1.

## Besondere Bereiche
Als Platz- und Straßenbilder von besonderer Bedeutung innerhalb des Ensembles Altstadt sind folgende zu nennen.

### Alter Stadtgraben
Umgrenzung: Alter Stadtgraben 1–31, Untere Schmiedgasse 1, 3, Rödergasse 4, 6.
Die Gasse verläuft auf dem zugeschütteten Stadtgraben außerhalb des Mauerrings der älteren Stadtbefestigung. Die geschlossene Bebauung entstammt überwiegen der Zeit zwischen 16. und 18. Jahrhundert.

| Lage                            | Objekt                                            | Beschreibung | Akten-Nr.     | Bild           |
| ------------------------------- | ------------------------------------------------- | --- | ------------- | -------------- |
| Alter Stadtgraben 1 (Standort)  | Wohnhaus                                          | Großer zweigeschossiger Giebelbau mit steilem Satteldach, Rundbogenportalen und verputzten Fachwerk-Giebelgeschossen, um 1600                                                | D-5-71-193-24 | weitere Bilder |
| Alter Stadtgraben 2 (Standort)  | Ehemaliges Wohnhaus                               | Zweigeschossiger Eckbau mit steilem Satteldach und vorkragender Traufe, wohl verputzter Ständerbau, erste Hälfte 15. Jahrhundert                                             | D-5-71-193-25 | weitere Bilder |
| Alter Stadtgraben 12 (Standort) | Wohnhaus                                          | Zweigeschossiger Eckbau mit steilem Satteldach und verputztem Fachwerk-Obergeschoss, um 1600                                                                                 | D-5-71-193-26 | weitere Bilder |
| Alter Stadtgraben 14 (Standort) | Wohnhaus                                          | Zweigeschossiger Eckbau mit steilem Satteldach, verputzter Fachwerkbau, im Kern 16. Jahrhundert, Umbau bezeichnet „1704“                                                     | D-5-71-193-27 | weitere Bilder |
| Alter Stadtgraben 17 (Standort) | Wohnhaus                                          | Zweigeschossiger verputzter Giebelbau auf hohem Kellergeschoss, mit steilem Satteldach, Rundbogenportal und Fachwerk-Obergeschoss, dendrochronologisch datiert 1382          | D-5-71-193-29 | weitere Bilder |
| Alter Stadtgraben 19 (Standort) | Wohnhaus                                          | Zweigeschossiger verputzter Traufseitbau mit steilem Satteldach und Rundbogenportal, im Kern spätmittelalterlich, tiefgreifender Umbau bezeichnet „1788“                     | D-5-71-193-30 | weitere Bilder |
| Alter Stadtgraben 20 (Standort) | Wohnhaus                                          | Großer zweigeschossiger Giebelbau mit steilem Satteldach, Kranausleger und verputztem Fachwerk-Obergeschoss sowie -Giebel, dendrochronologisch datiert 1441                  | D-5-71-193-31 | weitere Bilder |
| Alter Stadtgraben 21 (Standort) | Wohnhaus                                          | Dreigeschossiger verputzter Traufseitbau mit flachem Satteldach, 18. Jahrhundert, im Kern spätmittelalterlich                                                                | D-5-71-193-32 | weitere Bilder |
| Alter Stadtgraben 22 (Standort) | Wohnhaus                                          | Zweigeschossiger verputzter Massivbau mit steilem Satteldach und Stehgaube, bezeichnet „1734“, im Kern älter                                                                 | D-5-71-193-33 | weitere Bilder |
| Alter Stadtgraben 23 (Standort) | Wohnhaus                                          | Zweigeschossiger verputzter Traufseitbau mit Satteldach und Rundbogenportal, im Kern 16. Jahrhundert                                                                         | D-5-71-193-34 | weitere Bilder |
| Alter Stadtgraben 25 (Standort) | Wohnhaus                                          | Zweigeschossiger Traufseitbau mit steilem Satteldach, Zwerchhaus und verputztem Fachwerk-Obergeschoss, im Kern 15./16. Jahrhundert                                           | D-5-71-193-35 | weitere Bilder |
| Alter Stadtgraben 26 (Standort) | Ehemaliges Handwerkerhaus, jetzt Handwerkermuseum | Zweigeschossiger Giebelbau mit steilem Satteldach und teilweise verputztem Fachwerk, 1270/1300                                                                               | D-5-71-193-36 | weitere Bilder |
| Alter Stadtgraben 27 (Standort) | Wohnhaus                                          | Zweigeschossiger verputzter Traufseitbau mit steilem Satteldach, 18. Jahrhundert                                                                                             | D-5-71-193-37 | weitere Bilder |
| Alter Stadtgraben 29 (Standort) | Wohnhaus                                          | Zweigeschossiger verputzter Traufseitbau mit steilem Satteldach und Zwerchhaus, 18. Jahrhundert, im Kern älter                                                               | D-5-71-193-38 | weitere Bilder |
| Alter Stadtgraben 30 (Standort) | Wohnhaus                                          | Freistehender zweigeschossiger Putzbau mit steilem Satteldach und Kranausleger, im Kern Fachwerkbau, 16. Jahrhundert                                                         | D-5-71-193-39 | weitere Bilder |
| Alter Stadtgraben 31 (Standort) | Wohnhaus                                          | Schmaler dreigeschossiger Traufseitbau mit steilem Satteldach, Krangaube mit Ausleger und verputzten Fachwerk-Obergeschossen, im Kern 16. Jahrhundert, Umbau 18. Jahrhundert | D-5-71-193-40 | weitere Bilder |

### Galgengasse
Umgrenzung: Galgengasse 1–57, 59, Würzburger Tor, Rosengasse 31. Die Gasse wurde erstmals 1302 genannt und erhielt den Namen von dem Galgen der vor der ersten Stadterweiterung gegenüber den Häusern Nr. 46 und 47 stand. Durch Kriegszerstörung im Zweiten Weltkrieg wurde die historische Bausubstanz dieser Straße fast völlig zerstört. Der historisierende Wiederaufbau versucht das historische Straßenbild zu vermitteln.

| Lage                        | Objekt                     | Beschreibung | Akten-Nr.      | Bild           |
| --------------------------- | -------------------------- | --- | -------------- | -------------- |
| Galgengasse 8 (Standort)    | Wohn- und Geschäftsbau     | Zweigeschossiger verputzter Giebelbau mit vorkragendem Fachwerk-Obergeschoss und Giebelgeschossen sowie steilem Schopfwalmdach, als Wiederaufbauleistung in Anlehnung an spätmittelalterliche Stadtkernbebauung, von Leonhard Kernther, 1946 | D-5-71-193-751 | weitere Bilder |
| Galgengasse 37 (Standort)   | Rokokoinschrift            | Bezeichnet „1787“ | D-5-71-193-108 | weitere Bilder |
| Galgengasse 43 (Standort)   | Wappenstein eines Sattlers | Bezeichnet „1762“ | D-5-71-193-109 | weitere Bilder |
| Galgengasse 46 (Standort)   | Gartenportal               | Massiver Rundbogen, bezeichnet „1607“, Aufsatz mit Gerberzeichen wohl 19. Jahrhundert nach altem Vorbild | D-5-71-193-110 | weitere Bilder |
| Galgengasse 47 a (Standort) | Plakette                   | Für Adam Hörber, Gusseisen, nach 1945 | D-5-71-193-111 | weitere Bilder |

### Grüner Markt
| Lage                       | Objekt                  | Beschreibung | Akten-Nr.      | Bild           |
| -------------------------- | ----------------------- | --- | -------------- | -------------- |
| Grüner Markt 1 (Standort)  | Ehemaliges Wohnhaus     | Dreigeschossiger verputzter Traufseitbau mit Mansarddach und breitem Zwerchhaus, bezeichnet „1728“, mit älterem Kern | D-5-71-193-129 | weitere Bilder |
| Grüner Markt 2 (Standort)  | Wohnhaus                | Mittelalterliche Gebäudegruppe aus Wohnhaus, Torhaus und Rückgebäude mit Innenhof bestehend, dreigeschossige Bauten mit steilen Satteldächern, Spitzbogenportal und Fachwerk-Obergeschossen, dendrochronologisch datiert 1513, Keller dendrochronologisch datiert 1280/82, Wohnturm im Innenhof dendrochronologisch datiert 1347 | D-5-71-193-130 | weitere Bilder |
| Grüner Markt 3 (Standort)  | Wohn- und Geschäftshaus | Zweigeschossiger Putzbau mit steilem Satteldach und vorkragendem Fachwerk-Obergeschoss, im Kern 16. Jahrhundert | D-5-71-193-131 | weitere Bilder |
| Grüner Markt 5 (Standort)  | Wohnhaus                | Viergeschossiger verputzter Traufseitbau auf hohem Kellergeschoss, mit steilem Satteldach und Krangaube mit Aufzugsbalken, 18. Jahrhundert | D-5-71-193-133 | weitere Bilder |
| Grüner Markt 6 (Standort)  | Wohn- und Geschäftshaus | Dreigeschossiger verputzter Traufseitbau mit Halbwalmdach und Krangaube mit Aufzugsbalken, 18. Jahrhundert, im Kern älter | D-5-71-193-134 | weitere Bilder |
| Grüner Markt 7 (Standort)  | Wohn- und Geschäftshaus | Schmaler dreigeschossiger Giebelbau mit steilem Satteldach, Aufzugsbalken und verputzten Fachwerk-Obergeschossen, im Kern 16. Jahrhundert, teilweise historisierend wiederaufgebaut | D-5-71-193-135 | weitere Bilder |
| Grüner Markt 8 (Standort)  | Wohn- und Geschäftshaus | Dreigeschossiger, verputzter Traufseitbau mit steilem Satteldach und vorkragendem Fachwerk-Obergeschoss, dendro.dat. 1385/95, teilweise historisierend wiederaufgebaut | D-5-71-193-945 | weitere Bilder |
| Grüner Markt 9 (Standort)  | Wohn- und Geschäftshaus | Ehemals zwei Gebäude, dreigeschossiger verputzter Traufseitbau mit Satteldach, 18. Jahrhundert, zusammengefasst zu einem Haus 19. Jahrhundert | D-5-71-193-136 | weitere Bilder |
| Grüner Markt 10 (Standort) | Wohn- und Geschäftshaus | Ehemals zwei Gebäude, viergeschossiger verputzter Traufseitbau mit flachem Satteldach, im Kern 18. Jahrhundert, im 19. Jahrhundert zu einem Gebäude zusammengefasst | D-5-71-193-137 | weitere Bilder |
| Grüner Markt 11 (Standort) | Wohn- und Geschäftshaus | Viergeschossiger verputzter Traufseitbau mit flachem Satteldach, wohl 18. Jahrhundert | D-5-71-193-138 | weitere Bilder |

### Hafengasse
| Lage                                    | Objekt                  | Beschreibung | Akten-Nr.      | Bild           |
| --------------------------------------- | ----------------------- | --- | -------------- | -------------- |
| Hafengasse 2 (Standort)                 | Wohn- und Geschäftshaus | Dreigeschossiger Traufseitbau mit Mansarddach, breitem Zwerchhaus und verputztem zweiten Fachwerk-Obergeschoss, 18. Jahrhundert, im Kern älter                                                                         | D-5-71-193-139 | weitere Bilder |
| Hafengasse 4 (Standort)                 | Wohn- und Geschäftshaus | Dreigeschossiger verputzter Giebelbau mit steilem Satteldach, 16. Jahrhundert, verändert 18./19. Jahrhundert | D-5-71-193-140 | weitere Bilder |
| Hafengasse 6 (Standort)                 | Wohn- und Geschäftshaus | Dreigeschossiger Giebelbau mit steilem Satteldach und verputzten Fachwerk-Obergeschossen sowie -Giebel, zweite Hälfte 16. Jahrhundert, rückseitig angebauter ehemaliger Stall mit Fachwerk-Obergeschossen gleichzeitig | D-5-71-193-141 | weitere Bilder |
| Hafengasse 8 (Standort)                 | Wohn- und Geschäftshaus | Dreigeschossiger Giebelbau mit steilem Satteldach und verputzten Fachwerk-Obergeschossen sowie -Giebel, zweite Hälfte 16. Jahrhundert, rückseitig angebauter ehemals Stall mit Fachwerk-Obergeschossen gleichzeitig    | D-5-71-193-142 | weitere Bilder |
| Hafengasse 9 (Standort)                 | Wohn- und Geschäftshaus | Zweigeschossiger Eckbau mit verputztem Fachwerk-Obergeschoss und halbem Krüppelwalmdach, 16. Jahrhundert, Umbau bezeichnet „1712“                                                                                      | D-5-71-193-143 | weitere Bilder |
| Hafengasse 13 (Standort)                | Wohn- und Geschäftshaus | Dreigeschossiger Traufseitbau mit steilem Satteldach und verputzten Fachwerk-Obergeschossen, im Kern 16. Jahrhundert                                                                                                   | D-5-71-193-147 | weitere Bilder |
| Hafengasse 15 (Standort)                | Wohn- und Geschäftshaus | Dreigeschossiger Traufseitbau mit Mansardsatteldach, Zwerchhaus und verputzten Fachwerk-Obergeschossen, im Kern 16. Jahrhundert, verändert 18./19. Jahrhundert                                                         | D-5-71-193-148 | weitere Bilder |
| Hafengasse 17 (Standort)                | Wohn- und Geschäftshaus | Dreigeschossiger verputzter Giebelbau mit steilem Satteldach, im Kern um 1500, wesentlich verändert 19. Jahrhundert | D-5-71-193-149 | weitere Bilder |
| Hafengasse 18 (Standort)                | Wohn- und Geschäftshaus | Dreigeschossiger Traufseitbau mit steilem Satteldach und verputzten Fachwerk-Obergeschossen, 18. Jahrhundert, im Kern älter                                                                                            | D-5-71-193-150 | weitere Bilder |
| Hafengasse 20 (Standort)                | Wappenstein             | Bezeichnet „1545“ | D-5-71-193-151 | weitere Bilder |
| Hafengasse 23, Hafengasse 25 (Standort) | Doppelhaus              | Dreigeschossiger Eckbau mit Schopfwalmdach, Kranauslegern und verputzten Fachwerk-Obergeschossen und -Giebelgeschossen, dendrochronologisch datiert 1496/98, teilweise erneuert 19. Jahrhundert                        | D-5-71-193-152 | weitere Bilder |
| Hafengasse 24 (Standort)                | Bäckerzeichen           | Bezeichnet „1791“ | D-5-71-193-153 | weitere Bilder |

### Herrngasse
| Lage                                    | Objekt                                                                                               | Beschreibung | Akten-Nr.                | Bild           |
| --------------------------------------- | --- | --- | ------------------------ | -------------- |
| Herrngasse (Standort)                   | Ehemaliger Marktbrunnen, sogenannter Herrenbrunnen                                                   | Steinernes Becken mit Fischweibchen auf ornamentierter Brunnensäule, Bronzeplakette bezeichnet „1595“, Becken bezeichnet „1615“ und „1722“                                                                                                  | D-5-71-193-196           | weitere Bilder |
| Herrngasse 1 (Standort)                 | Wohn- und Geschäftshaus                                                                              | Zweigeschossiger verputzter Giebelbau mit Satteldach und Fachwerk-Giebel, südlich anschließend Hinterhaus, vor 1550 | D-5-71-193-160           | weitere Bilder |
| Herrngasse 2 (Standort)                 | Ehemaliges Brothaus                                                                                  | Dreigeschossiger Eckbau mit Zwischengeschoss, Satteldach und Schweifgiebel, Obergeschoss teilweise Fachwerk, 1556/59 | D-5-71-193-161           | weitere Bilder |
| Herrngasse 3 (Standort)                 | Ehemaliges Patrizierhaus, dann Weinstube, jetzt Hotel Eisenhut                                       | Dreigeschossiger verputzter Eckbau mit Mansardwalmdach, Sandsteingliederung und geschwungenem Zwerchhaus, bezeichnet „1759“, über mittelalterlichem Kern                                                                                    | D-5-71-193-162           | weitere Bilder |
| Herrngasse 4 (Standort)                 | Wohn- und Geschäftshaus mit ehemaliges Wirtschaftsgebäude                                            | Dreigeschossiger Giebelbau mit steilem Satteldach und Fachwerk-Obergeschoss und -Giebel, bezeichnet „1564“ und „1571“ | D-5-71-193-163           | weitere Bilder |
| Herrngasse 4 (Standort)                 | Gartenmauer                                                                                          | Hohe Einfriedung aus Werksteinen mit Spitzbogenportal, 18. Jahrhundert | D-5-71-193-163 zugehörig | weitere Bilder |
| Herrngasse 5 (Standort)                 | Ehemaliges Patrizierhaus                                                                             | Dreigeschossiger verputzter Giebelbau mit steilem Satteldach, Kranausleger und abgetrepptem Giebel, 13./15. Jahrhundert | D-5-71-193-164           | weitere Bilder |
| Herrngasse 6 (Standort)                 | Wohn- und Geschäftshaus                                                                              | Dreigeschossiger verputzter Eckbau mit steilem Satteldach, Kranausleger sowie vorkragendem Fachwerk-Obergeschoss und -Giebel, im Kern vor 1500, Umbau zweite Hälfte 16. Jahrhundert, Renovierung bezeichnet „1704“                          | D-5-71-193-165           | weitere Bilder |
| Herrngasse 7 (Standort)                 | Ehemaliges Patrizierhaus                                                                             | Dreigeschossiger verputzter Traufseitbau mit steilem Satteldach und Zwerchhaus, 18. Jahrhundert, im Kern mittelalterlich | D-5-71-193-166           | weitere Bilder |
| Herrngasse 7 (Standort)                 | Gartenhaus                                                                                           | Kleiner Putzbau mit Walmdach im neubarocken Stil, um 1910 | D-5-71-193-166           | weitere Bilder |
| Herrngasse 8 (Standort)                 | Ehemaliges Patrizierhaus, sogenanntes Raatsches Haus                                                 | Viergeschossiger verputzter Eckbau mit steilem Satteldach und abgetrepptem Giebel mit Obelisken, im Kern 12./13. Jahrhundert, Umbauten um 1550                                                                                              | D-5-71-193-167           | weitere Bilder |
| Herrngasse 9 (Standort)                 | Ehemaliges Ökonomiegebäude                                                                           | Dreigeschossiger Putzbau mit steilem Satteldach und Spitzbogenportalen, 15./16. Jahrhundert | D-5-71-193-168           | weitere Bilder |
| Herrngasse 10 (Standort)                | Wohn- und Geschäftshaus                                                                              | Dreigeschossiger Giebelbau mit Fachwerk-Obergeschossen und -Giebel sowie Krüppelwalmdach, im Kern zweite Hälfte 15. Jahrhundert, Fachwerk erneuert zweite Hälfte 16. Jahrhundert, im Hof Laubengänge                                        | D-5-71-193-169           | weitere Bilder |
| Herrngasse 11 (Standort)                | Wohn- und Geschäftshaus, sogenanntes Hornburghaus                                                    | Viergeschossiger Traufseitbau mit steilem Satteldach, Krangaube und vorkragenden Fachwerk-Obergeschossen, Hofanlage mit Altane, dendrochronologisch datiert 1477 und bezeichnet „1588“                                                      | D-5-71-193-170           | weitere Bilder |
| Herrngasse 12 (Standort)                | Wohn- und Geschäftshaus                                                                              | Dreigeschossiger Giebelbau mit steilem Satteldach und Fachwerk-Obergeschoss sowie -Giebel, erste Hälfte 15. Jahrhundert, Fachwerk erneuert zweite Hälfte 16. Jahrhundert                                                                    | D-5-71-193-171           | weitere Bilder |
| Herrngasse 13 (Standort)                | Ehemaliges Brothaus des Franziskanerklosters, dann Patrizierhaus, sogenanntes Gotisches Haus         | Dreigeschossiger verputzter Giebelbau mit steilem Krüppelwalmdach, Kranausleger und Spitzbogenarkade, vor 1400, Umbauten dendrochronologisch datiert 1433 und 1496, Rückgebäude dendrochronologisch datiert 1409 und 1582                   | D-5-71-193-172           | weitere Bilder |
| Herrngasse 14 (Standort)                | Ehemaliges Patrizierhaus                                                                             | Dreigeschossiger verputzter Traufseitbau mit Satteldach und Krangaube, 18. Jahrhundert, mit älterem Kern | D-5-71-193-173           | weitere Bilder |
| Herrngasse 14 (Standort)                | Rückgebäude                                                                                          | Fachwerk, 18. Jahrhundert | D-5-71-193-173 zugehörig | BW             |
| Herrngasse 15 (Standort)                | Ehemaliges Patrizierhaus, sogenanntes Wittgenstein-Haus                                              | Dreigeschossiger verputzter Giebelbau mit steilem abgetrepptem Satteldach, dendrochronologisch datiert 1423/24 | D-5-71-193-174           | weitere Bilder |
| Herrngasse 15 (Standort)                | Rückgebäude                                                                                          | Zweiflügelige Anlage mit zwei Geschossen, Satteldächern und östlichem Fachwerklaubengang, Südflügel dendrochronologisch datiert 1423, sonst zweite Hälfte 16. Jahrhundert                                                                   | D-5-71-193-174 zugehörig | weitere Bilder |
| Herrngasse 15 (Standort)                | Ziehbrunnen                                                                                          | 15./16. Jahrhundert | D-5-71-193-174 zugehörig | BW             |
| Herrngasse 16 (Standort)                | Ehemaliges Patrizierhaus                                                                             | Dreigeschossiger verputzter Massivbau mit Halbwalmdach und hoher Toreinfahrt, vor 1600 | D-5-71-193-175           | weitere Bilder |
| Herrngasse 17 (Standort)                | Ehemalige Klostergebäude, östlicher Kreuzgangflügel des teilweise abgebrochenen Franziskanerklosters | Zweigeschossiger Massivbau mit Sattel- und Walmdach, 14./15. Jahrhundert, Brunnenhaus 1539 | D-5-71-193-176           | weitere Bilder |
| Herrngasse 18 (Standort)                | Sogenannter Staudthof, ehemaliges Patrizierhaus                                                      | Dreigeschossiger verputzter Traufseitbau mit Sattel- und Halbwalmdach, ehemals zwei Gebäude, im Kern vor 1400 und zweite Hälfte 16. Jahrhundert, Veränderungen bezeichnet „1678“ und „177“2; mit Ausstattung                                | D-5-71-193-177           | weitere Bilder |
| Herrngasse 18 (Standort)                | Sogenannter Staudthof, Nebengebäude                                                                  | Schmaler dreigeschossiger Fachwerkbau mit Satteldach und Laubengang, zweite Hälfte 16. Jahrhundert | D-5-71-193-177 zugehörig | weitere Bilder |
| Herrngasse 18 (Standort)                | Sogenannter Staudthof, Ehemalige Kelter                                                              | Walmdachbau mit seitlichem Anbau, 18. Jahrhundert | D-5-71-193-177 zugehörig | BW             |
| Herrngasse 18 (Standort)                | Sogenannter Staudthof, Scheune                                                                       | Massiver Giebelbau mit steilem Satteldach und vorkragenden Fachwerk-Giebelgeschossen, 16./17. Jahrhundert | D-5-71-193-177 zugehörig | weitere Bilder |
| Herrngasse 19 (Standort)                | Evangelisch-lutherische Franziskanerkirche, ehemalige Franziskanerkirche Beatae Mariae Virginis      | Dreischiffige basilikale Anlage mit langgestrecktem Polygonalchor, Dachreiter, um 1285 bis erste Hälfte 14. Jahrhundert, Wiederherstellungen 17./18. Jahrhundert und 19. Jahrhundert; mit Ausstattung                                       | D-5-71-193-178           | weitere Bilder |
| Herrngasse 20 (Standort)                | Ehemaliges Patrizierhaus, sogenanntes Herrenschlösschen                                              | Dreigeschossiger verputzter Giebelbau mit steilem Frackdach, Kranausleger und rückseitig Wohnturm mit Fachwerk-Obergeschoss und Halbwalmdach, im Kern vor 1300, Dachwerk dendrochronologisch datiert 1343 und 1456, Umbau bezeichnet „1558“ | D-5-71-193-179           | weitere Bilder |
| Herrngasse 20 (Standort)                | Garten                                                                                               | Mit barocken Buchseinfassungen, 18. Jahrhundert | D-5-71-193-179 zugehörig | weitere Bilder |
| Herrngasse 20 (Standort)                | Toreinfahrt                                                                                          | Rückwärtiger Bruchsteinbau mit zwei Rundbogenportalen, 16. Jahrhundert | D-5-71-193-179 zugehörig | weitere Bilder |
| Herrngasse 21 (Standort)                | Ehemaliges Patrizierhaus, dann Synagoge (1875/1938)                                                  | Dreigeschossiger verputzter Eckbau mit steilem Satteldach und Kranausleger, 17. Jahrhundert, im Kern mittelalterlich, Umbau zur Synagoge 1875, angefügtes steinernes Hinterhaus mit Halbwalmdach dendrochronologisch datiert 1559           | D-5-71-193-180           | weitere Bilder |
| Herrngasse 22 (Standort)                | Ehemaliges Patrizierhaus                                                                             | Zweigeschossiger giebelseitiger Putzbau mit Rundbogenportalen und steilem Satteldach, im Kern 14./15. Jahrhundert, abgetreppter Giebel mit Obelisken 16./17. Jahrhundert                                                                    | D-5-71-193-181           | weitere Bilder |
| Herrngasse 23 (Standort)                | Wohn- und Geschäftshaus                                                                              | Zweigeschossiger verputzter Giebelbau mit steilem Satteldach und Kranausleger, wohl Ständerbau, 16. Jahrhundert | D-5-71-193-182           | weitere Bilder |
| Herrngasse 24 (Standort)                | Ehemaliges Patrizierhaus                                                                             | Dreigeschossiger verputzter Traufseitbau mit steilem Satteldach, im Kern wohl 1566, Fassade 1862 erneuert | D-5-71-193-183           | weitere Bilder |
| Herrngasse 25 (Standort)                | Wohnhaus                                                                                             | Zweigeschossiger Giebelbau mit steilem Satteldach und vorkragendem Fachwerk-Obergeschoss und -Giebelgeschossen, bezeichnet 1590 | D-5-71-193-184           | weitere Bilder |
| Herrngasse 26 (Standort)                | Ehemaliges Patrizierhaus                                                                             | Dreigeschossiger verputzter Traufseitbau mit Walmdach und teilweisem Fachwerk-Obergeschoss, 16. Jahrhundert; mit Ausstattung | D-5-71-193-185           | weitere Bilder |
| Herrngasse 27 (Standort)                | Wohnhaus                                                                                             | Schmaler zweigeschossiger Giebelbau mit steilem Satteldach, ehemals Ständerbau, erste Hälfte 15. Jahrhundert | D-5-71-193-186           | weitere Bilder |
| Herrngasse 28 (Standort)                | Wohnhaus                                                                                             | Kleiner zweigeschossiger Giebelbau mit steilem Satteldach und verputztem Fachwerk-Obergeschoss, um 1500 | D-5-71-193-187           | weitere Bilder |
| Herrngasse 29 (Standort)                | Wohnhaus                                                                                             | Kleiner zweigeschossiger Eckbau mit steilem Satteldach und vorkragendem verputztem Fachwerk-Obergeschoss über Rundbogenfries, um 1500 | D-5-71-193-188           | weitere Bilder |
| Herrngasse 30 (Standort)                | Wohnhaus                                                                                             | Zweigeschossiger Putzbau mit Walmdach, Querfirst mit Zwerchhaus und barocken Portal- und Fensterrahmungen, 18. Jahrhundert, im Kern mittelalterlich                                                                                         | D-5-71-193-189           | weitere Bilder |
| Herrngasse 31, Herrngasse 33 (Standort) | Wohnhaus mit Weinstube Zum Pulverer                                                                  | Zweigeschossiger verputzter Eckbau mit steilem Satteldach, Kranausleger und Fachwerk-Giebel, um 1600; mit Ausstattung | D-5-71-193-190           | weitere Bilder |
| Herrngasse 32 (Standort)                | Wohnhaus                                                                                             | Kleiner zweigeschossiger Eckbau mit steilem Satteldach und verputztem Fachwerk-Obergeschoss, 15./16. Jahrhundert, Gebäudeerweiterung und Dachanpassung 18. Jahrhundert                                                                      | D-5-71-193-191           | weitere Bilder |
| Herrngasse 34 (Standort)                | Wohnhaus                                                                                             | Dreigeschossiger verputzter Traufseitbau mit Satteldach und Zwerchhaus, 18. Jahrhundert, im Kern wohl 14./15. Jahrhundert | D-5-71-193-193           | weitere Bilder |
| Herrngasse 34 (Standort)                | Rückgebäude                                                                                          | Mit Satteldach um einen Innenhof, im Kern erste Hälfte 15. Jahrhundert, Umbau 18. Jahrhundert | D-5-71-193-193 zugehörig | weitere Bilder |
| Herrngasse 38 (Standort)                | Wohnhaus                                                                                             | Zweigeschossiger verputzter Giebelbau mit steilem Satteldach und Fachwerk-Giebel, 15./16. Jahrhundert | D-5-71-193-195           | weitere Bilder |
| Herrngasse 38 a (Standort)              | Scheune                                                                                              | Erdgeschossig mit Satteldach und Fachwerk-Giebel, wohl 18. Jahrhundert | D-5-71-193-195 zugehörig | weitere Bilder |

### Judengasse
| Lage                                    | Objekt                  | Beschreibung | Akten-Nr.      | Bild                    |
| --------------------------------------- | ----------------------- | --- | -------------- | ----------------------- |
| Judengasse 1 (Standort)                 | Wohnhaus                | Zweigeschossiger Giebelbau mit steilem Satteldach und Fachwerk-Obergeschoss sowie -Giebel, 16. Jahrhundert | D-5-71-193-234 | weitere Bilder          |
| Judengasse 3 (Standort)                 | Wohnhaus                | Zweigeschossiger verputzter Traufseitbau mit steilem Krüppelwalmdach, dendrochronologisch datiert 1533, Umbauten 18. Jahrhundert                                                                                        | D-5-71-193-236 | weitere Bilder          |
| Judengasse 5 (Standort)                 | Wohnhaus                | Kleiner zweigeschossiger Traufseitbau mit steilem Satteldach, 18. Jahrhundert, mit älterem Kern | D-5-71-193-237 | weitere Bilder          |
| Judengasse 8 (Standort)                 | Wohnhaus                | Zweigeschossiger verputzter Traufseitbau mit steilem Satteldach und Fachwerk-Giebel, dendrochronologisch datiert 1409                                                                                                   | D-5-71-193-239 | weitere Bilder          |
| Judengasse 9 (Standort)                 | Wohnhaus                | Zweigeschossiger Eckbau mit steilem Satteldach, Rundbogenportal und Fachwerk-Obergeschoss sowie vorkragenden -Giebelgeschossen, bezeichnet „1552“                                                                       | D-5-71-193-240 | weitere Bilder          |
| Judengasse 10 (Standort)                | Wohnhaus                | Zweigeschossiger Traufseitbau mit steilem Satteldach, Rundbogenportal und Fachwerk-Obergeschoss, dendrochronologisch datiert 1409, Umbau dendrochronologisch datiert 1558                                               | D-5-71-193-241 | weitere Bilder          |
| Judengasse 12 (Standort)                | Wohnhaus                | Zweigeschossiger verputzter Traufseitbau mit steilem Satteldach, Krangaube und Fachwerk-Obergeschoss, vor 1500 | D-5-71-193-243 | weitere Bilder          |
| Judengasse 14 (Standort)                | Wohnhaus                | Zweigeschossiger Traufseitbau mit steilem Satteldach und Rundbogenportal, verputzter Ständerbau, erste Hälfte 15. Jahrhundert                                                                                           | D-5-71-193-244 | weitere Bilder          |
| Judengasse 15, Judengasse 17 (Standort) | Doppelhaus              | Dreigeschossiger verputzter Traufseitbau mit steilem Krüppelwalmdach, zwei Rundbogenportalen und vorkragendem Fachwerk-Obergeschoss, dendrochronologisch datiert 1399                                                   | D-5-71-193-245 | weitere Bilder          |
| Judengasse 16, 18 (Standort)            | Doppelhaus              | Zweigeschossiger verputzter Giebelbau mit steilem Satteldach und Fachwerk-Giebel, dendrochronologisch datiert 1554 | D-5-71-193-246 | weitere Bilder          |
| Judengasse 19 (Standort)                | Wohnhaus                | Dreigeschossiger verputzter Traufseitbau mit steilem Satteldach und Spitzbogenportal, dendrochronologisch datiert 1399                                                                                                  | D-5-71-193-249 | weitere Bilder          |
| Judengasse 20 (Standort)                | Wohnhaus                | Zweigeschossiger verputzter Giebelbau mit steilem Satteldach und vorkragendem Fachwerk-Giebel, bezeichnet „1595“ | D-5-71-193-250 | weitere Bilder          |
| Judengasse 21 (Standort)                | Wohnhaus                | Dreigeschossiger verputzter Traufseitbau mit steilem Satteldach und Rundbogenportal, bezeichnet „1555“ | D-5-71-193-251 | weitere Bilder          |
| Judengasse 22 (Standort)                | Wohnhaus                | Zweigeschossiger Traufseitbau mit Walmdach, Rundbogenportal und verputztem Fachwerk-Obergeschoss, im Kern erste Hälfte 15. Jahrhundert                                                                                  | D-5-71-193-252 | weitere Bilder          |
| Judengasse 23 (Standort)                | Wohnhaus                | Zweigeschossiger verputzter Traufseitbau mit steilem Satteldach, zweite Hälfte 15. Jahrhundert | D-5-71-193-253 | weitere Bilder          |
| Judengasse 25 (Standort)                | Wohnhaus                | Zweigeschossiger verputzter Eckbau mit steilem Satteldach, Rundbogenportal und Kranausleger, zweite Hälfte 15. Jahrhundert, Veränderungen bezeichnet „1720“ und zweite Hälfte 18. Jahrhundert                           | D-5-71-193-254 | weitere Bilder          |
| Judengasse 25, Heugasse 11 (Standort)   | Nebengebäude            | Zweigeschossiger verputzter Massivbau mit steilem Satteldach, bezeichnet „1720“ | D-5-71-193-254 | weitere Bilder          |
| Judengasse 26 (Standort)                | Wohnhaus                | Kleiner zweigeschossiger Traufseitbau mit steilem Satteldach, im Kern 16. Jahrhundert | D-5-71-193-255 | weitere Bilder          |
| Judengasse 29 (Standort)                | Wohnhaus                | Zweigeschossiger verputzter Traufseitbau mit Walmdach und Krangaube mit Ausleger, im Kern dendrochronologisch datiert 1421, rückseitiger Anbau dendrochronologisch datiert 1555, Umbau dendrochronologisch datiert 1721 | D-5-71-193-257 | weitere Bilder          |
| Judengasse 29 (Standort)                | Ehemaliges Stallgebäude | Eingeschossiger Steildachbau, dendrochronologisch datiert 1454 | D-5-71-193-257 | Ehemaliges Stallgebäude |
| Judengasse 31 (Standort)                | Wohnhaus                | Schmaler giebelständiger Putzbau mit steilem Satteldach und spätgotischem Eselsrückenportal, dendrochronologisch datiert 1466                                                                                           | D-5-71-193-258 | weitere Bilder          |
| Judengasse 32 (Standort)                | Einfriedung             | Rundbogige Hofeinfahrt mit Brunnenbecken, bezeichnet „1658“ und „1778“ | D-5-71-193-259 | weitere Bilder          |
| Judengasse 33 (Standort)                | Wohnhaus                | Zweigeschossiger Traufseitbau mit steilem Satteldach und verputztem Fachwerk-Obergeschoss und Wappenstein, 16./18. Jahrhundert                                                                                          | D-5-71-193-260 | weitere Bilder          |

### Kapellenplatz
| Lage                       | Objekt                                      | Beschreibung | Akten-Nr.      | Bild           |
| -------------------------- | ------------------------------------------- | --- | -------------- | -------------- |
| Kapellenplatz (Standort)   | Schmuckbrunnen, sogenannter Seelhausbrunnen | Polygonales ornamentiertes Steinbecken mit schmiedeeisernem Gitter und ornamentierter Brunnensäule mit Justitia und Stadtwappen, 1626 | D-5-71-193-265 | weitere Bilder |
| Kapellenplatz 7 (Standort) | Relief                                      | Farbig gefasste Sandsteintafel mit der Darstellung des Gekreuzigten und Assistenzfiguren, spätgotisch, 14./15. Jh.                    | D-5-71-193-971 | weitere Bilder |

### Klingengasse
| Lage                                            | Objekt                                                                                                | Beschreibung | Akten-Nr.                | Bild           |
| ----------------------------------------------- | --- | --- | ------------------------ | -------------- |
| Klingengasse 3 (Standort)                       | Wohnhaus                                                                                              | Zweigeschossiger Giebelbau mit steilem Satteldach und Kranausleger, wohl verputzter Ständergeschossbau, im Kern 16. Jahrhundert                                                                                           | D-5-71-193-282           | weitere Bilder |
| Klingengasse 4 (Standort)                       | Wohnhaus                                                                                              | Zweigeschossiger Putzbau mit Satteldach, 19. Jahrhundert, mit älterem Kern | D-5-71-193-283           | weitere Bilder |
| Klingengasse 4 (Standort)                       | Toreinfahrt                                                                                           | Sandsteinquadermauer mit Korbbogendurchfahrt, 18. Jahrhundert | D-5-71-193-283 zugehörig | weitere Bilder |
| Klingengasse 4 a (Standort)                     | Ehemaliges Wohnhaus des Ethnographen Johannes Bohemus (Auban)                                         | Dreigeschossiger verputzter Traufseitbau mit Satteldach, im Kern 16. Jahrhundert, Umbau Anfang 18. Jahrhundert | D-5-71-193-284           | weitere Bilder |
| Klingengasse 5 (Standort)                       | Ehemaliges Ordenshaus des Bettelordens der Grauen Schwestern                                          | Dreigeschossiger verputzter Giebelbau mit Querhaus und Satteldach sowie Halbwalmdach, dendrochronologisch datiert 1476, beschnitzter Fachwerkgiebel, 18. Jahrhundert                                                      | D-5-71-193-285           | weitere Bilder |
| Klingengasse 6 (Standort)                       | Ehemaliges Deutschherrenhof und Wohnsitz des Markgrafen Georg Friedrich Carl von Brandenburg-Bayreuth | Dreigeschossiger verputzter Eckbau auf Kellergeschoss mit Walmdach und Krangaube, 15./16. Jahrhundert, stark verändert Anfang 18. Jahrhundert                                                                             | D-5-71-193-286           | weitere Bilder |
| Klingengasse 7 (Standort)                       | Wohnhaus                                                                                              | Zweigeschossiger verputzter Traufseitbau mit Satteldach und Zwerchhaus, 19. Jahrhundert, über älterem Kern | D-5-71-193-287           | weitere Bilder |
| Klingengasse 8 (Standort)                       | Wohnhaus                                                                                              | Zweigeschossiger verputzter Eckbau mit Mansarddach und Kranausleger, 18. Jahrhundert, mit älterem Kern | D-5-71-193-288           | weitere Bilder |
| Klingengasse 9 (Standort)                       | Wohnhaus                                                                                              | Zweigeschossiger Eckbau mit steilem Satteldach, Fachwerk-Obergeschoss und -Giebel sowie Polygonalerker mit Zeltdach, dendrochronologisch datiert 1501, Fachwerk bezeichnet „1616“                                         | D-5-71-193-289           | weitere Bilder |
| Klingengasse 9 (Standort)                       | Gartenmauer                                                                                           | Mit Rundbogentor, 18. Jahrhundert | D-5-71-193-289 zugehörig | weitere Bilder |
| Klingengasse 10 (Standort)                      | Wohnhaus                                                                                              | Zweigeschossiger verputzter Giebelbau mit steilem Satteldach, bezeichnet „1624“, verändert im 18. und 19. Jahrhundert | D-5-71-193-290           | weitere Bilder |
| Klingengasse 11 (Standort)                      | Wohnhaus                                                                                              | Hoher dreigeschossiger Putzbau mit steilem Satteldach und vorkragenden verputzten Fachwerk-Giebelgeschossen sowie Kranausleger, im Kern vor 1500, teilweise erneuert 1860                                                 | D-5-71-193-291           | weitere Bilder |
| Klingengasse 11 (Standort)                      | Nebengebäude                                                                                          | Langgestreckter erdgeschossiger Massivbau mit abgewalmtem Pultdach, bezeichnet „1721“ | D-5-71-193-291 zugehörig | weitere Bilder |
| Klingengasse 12 (Standort)                      | Gasthaus und ehemalige Brauerei                                                                       | Zweigeschossiger Traufseitbau mit steilem Satteldach, verputzt, bezeichnet „1784“, über den Resten des ehemaligen Stadttores Blauer Turm                                                                                  | D-5-71-193-292           | weitere Bilder |
| Klingengasse 12 (Standort)                      | Rückgebäude                                                                                           | Zweigeschossiges Mansarddachhaus mit firsthohem Zwerchhaus und Kranausleger, verputzt, 18. Jahrhundert | D-5-71-193-292 zugehörig | weitere Bilder |
| Klingengasse 12, Nähe Küblersgäßchen (Standort) | Scheune                                                                                               | Verputzter Bruchsteinbau mit Fachwerk-Giebel und leicht abgesetztem Nebengebäude, dendrochronologisch datiert 1584 | D-5-71-193-292 zugehörig | weitere Bilder |
| Klingengasse 12, Ecke Judengasse (Standort)     | Laufbrunnen                                                                                           | Rechteckiges ornamentiertes Brunnenbecken aus Tuffstein um 1600, Brunnensäule mit Löwenfigur bezeichnet „1704“, zweites angeschlossenes Tuffsteinbecken bezeichnet „1715“ und „1830“                                      | D-5-71-193-319           | weitere Bilder |
| Klingengasse 13 (Standort)                      | Wohnhaus                                                                                              | Traufseitig dreigeschossiger Steildachbau mit verputzten Fachwerk-Obergeschossen und Kellerportal, im Kern erste Hälfte 15. Jahrhundert                                                                                   | D-5-71-193-293           | weitere Bilder |
| Klingengasse 15 (Standort)                      | Ehemaliges Ackerbürgerhaus                                                                            | Zweigeschossiger Giebelbau mit Fachwerk-Obergeschoss, steilem Satteldach und Kranausleger, dendrochronologisch datiert 1414, Fassade dendrochronologisch datiert 1592, Tür bezeichnet „1843“                              | D-5-71-193-295           | weitere Bilder |
| Klingengasse 16 (Standort)                      | Wohnhaus                                                                                              | Zweigeschossiger verputzter Eckbau mit Mansardsatteldach, im Kern 16. Jahrhundert, bezeichnet „1767“ | D-5-71-193-296           | weitere Bilder |
| Klingengasse 17 (Standort)                      | Wohn- und Geschäftshaus                                                                               | Zweigeschossiger Traufseitbau mit steilem Satteldach und Zwerchhaus, wohl verputzter Ständergeschossbau, im Kern um 1450, verändert 18. Jahrhundert                                                                       | D-5-71-193-297           | weitere Bilder |
| Klingengasse 18 (Standort)                      | Wohnhaus                                                                                              | Zweigeschossiger Putzbau mit steilem Satteldach und Fachwerk-Obergeschoss und -Giebel, 16. Jahrhundert, barocke Erdgeschoss-Fassade bezeichnet „1766“                                                                     | D-5-71-193-298           | weitere Bilder |
| Klingengasse 19 (Standort)                      | Wohnhaus                                                                                              | Zweigeschossiger Giebelbau mit verputztem Fachwerk-Obergeschoss und Mansarddach, im Kern 1450/1550 | D-5-71-193-299           | weitere Bilder |
| Klingengasse 20 (Standort)                      | Wohnhaus                                                                                              | Zweigeschossiger Putzbau mit abgetrepptem Giebel und Spitzbogenportal. Im Muschelkalkstein ist die Jahreszahl "1204" eingehauen, deren Bedeutung unklar ist.                                                              | D-5-71-193-300           | weitere Bilder |
| Klingengasse 23 (Standort)                      | Wohnhaus                                                                                              | Zweigeschossiger Traufseitbau mit steilem Satteldach und teilweise massiv erneuertem Fachwerk-Obergeschoss, vor 1450, Umbau 18. Jahrhundert                                                                               | D-5-71-193-302           | weitere Bilder |
| Klingengasse 23 (Standort)                      | Rückgebäude                                                                                           | Zweigeschossiger Satteldachbau mit verputztem Fachwerk-Obergeschoss, zweite Hälfte 15. Jahrhundert | D-5-71-193-302 zugehörig | weitere Bilder |
| Klingengasse 23 (Standort)                      | Scheune                                                                                               | Eingeschossiger Fachwerkbau mit Walmdach, dendrochronologisch datiert 1420 | D-5-71-193-302 zugehörig | weitere Bilder |
| Klingengasse 24 a (Standort)                    | Wohnhaus                                                                                              | Zweigeschossiger verputzter Giebelbau mit Mansardsatteldach, im Kern 15./16. Jahrhundert, verändert 18. Jahrhundert | D-5-71-193-303           | weitere Bilder |
| Klingengasse 24 b (Standort)                    | Ehemalige Scheune                                                                                     | Erdgeschossiger Massivbau mit Mansardsatteldach und Fachwerk-Giebel, bezeichnet „1822“ | D-5-71-193-303 zugehörig | weitere Bilder |
| Klingengasse 25 (Standort)                      | Wohnhaus                                                                                              | Zweigeschossiger Giebelbau mit steilem Satteldach und vorkragendem verputztem Fachwerk-Obergeschoss, bezeichnet „1530“ | D-5-71-193-304           | weitere Bilder |
| Klingengasse 26 (Standort)                      | Wohnhaus                                                                                              | Zweigeschossiger verputzter Giebelbau mit Krüppelwalmdach, 16. Jahrhundert | D-5-71-193-305           | weitere Bilder |
| Klingengasse 27 a (Standort)                    | Wohnhaus                                                                                              | Zweigeschossiger Giebelbau mit steilem Satteldach und Krüppelwalm, Kranausleger und verputztem Fachwerk-Obergeschoss, zweite Hälfte 15. Jahrhundert, Umbau der rückseitig angefügten Altane zweite Hälfte 16. Jahrhundert | D-5-71-193-306           | weitere Bilder |
| Klingengasse 28 a (Standort)                    | Ehemaliges Ackerbürgerhaus                                                                            | Dreigeschossiges verputztes Wohnstallhaus mit Mansardsatteldach und Satteldach, im Kern 16. Jahrhundert, verändert und Wohnteil wahrscheinlich aufgestockt 18. Jahrhundert                                                | D-5-71-193-307           | weitere Bilder |
| Klingengasse 28 b (Standort)                    | Ehemalige Ökonomie                                                                                    | Zwei leicht versetzte zweigeschossige Fachwerkbauten mit Satteldach, wohl 16. Jahrhundert | D-5-71-193-307 zugehörig | weitere Bilder |
| Klingengasse 29 (Standort)                      | Wohnhaus                                                                                              | Zweigeschossiger verputzter Giebelbau mit steilem Satteldach und Kranausleger, im Kern 16./17. Jahrhundert | D-5-71-193-308           | weitere Bilder |
| Klingengasse 30 (Standort)                      | Wohnhaus                                                                                              | Schmaler dreigeschossiger Putzbau mit Satteldach, im Kern 16. Jahrhundert | D-5-71-193-309           | weitere Bilder |
| Klingengasse 31 (Standort)                      | Wohnhaus                                                                                              | Zweigeschossiger Traufseitbau mit Satteldach und Fachwerk-Giebel, bestand ursprünglich aus zwei Häusern, jeweils dendrochronologisch datiert 1425 und 1554, tiefgreifender Umbau bezeichnet „1802“                        | D-5-71-193-310           | weitere Bilder |
| Klingengasse 32 (Standort)                      | Wohnhaus                                                                                              | Zweigeschossiger verputzter Traufseitbau mit Satteldach und Ladegaube, 15./16. Jahrhundert | D-5-71-193-311           | weitere Bilder |
| Klingengasse 35, Nähe Klingengasse (Standort)   | Scheune                                                                                               | Erdgeschossiger Massivbau mit Halbwalmdach und Fachwerk-Giebel, zweite Hälfte 16. Jahrhundert | D-5-71-193-313           | weitere Bilder |
| Klingengasse 35, Nähe Klingengasse (Standort)   | Portal                                                                                                | Im barocken Stil mit Obelisken- und Vasenaufsätzen, Sandstein, spätes 17. Jahrhundert | D-5-71-193-313 zugehörig | weitere Bilder |
| Klingengasse 36 (Standort)                      | Wohnhaus                                                                                              | Zweigeschossiger verputzter Giebelbau mit Schopfwalmdach und Rundbogenportal, 16. Jahrhundert | D-5-71-193-314           | weitere Bilder |
| Klingengasse 37 (Standort)                      | Brunnen                                                                                               | Einfacher Wandbrunnen an der Innenseite des Klingentors mit zwei nachmittelalterlichen Steinbecken und Treppenstufen | D-5-71-193-318           | weitere Bilder |
| Klingengasse 38 (Standort)                      | Wohnhaus                                                                                              | Zweigeschossiger verputzter Eckbau mit Rundbogenportal und Krüppelwalmdach, 16. Jahrhundert, Fassade historisierend erneuert Anfang 20. Jahrhundert                                                                       | D-5-71-193-316           | weitere Bilder |
| Klingengasse 38 (Standort)                      | Rückgebäude                                                                                           | Schmaler zweigeschossiger Satteldachbau mit Fachwerk-Obergeschoss, 16. Jahrhundert | D-5-71-193-316 zugehörig | weitere Bilder |

### Marktplatz
| Lage                                  | Objekt                                                                         | Beschreibung | Akten-Nr.                | Bild           |
| ------------------------------------- | ------------------------------------------------------------------------------ | --- | ------------------------ | -------------- |
| Marktplatz (Standort)                 | Schmuckbrunnen, sogenannter Georgs- bzw. Herterichbrunnen                      | Zwölfeckiges ornamentiertes Steinbecken mit Georgsfigur auf der Brunnensäule und Wappenlöwen, von Christoph Körner und Hans Schweinsberger, 1608, von Franz Herterich 1866 restauriert | D-5-71-193-420           | weitere Bilder |
| Marktplatz 1 (Standort)               | Rathaus                                                                        | Aus zwei firstparallelen Massivbauten bestehende Gebäudegruppe mit steilen Satteldächern: Osttrakt, dreigeschossiger Quaderbau im Stil der deutschen Renaissance mit polygonalem Eckerker und Treppenhaus sowie reicher Fassadengliederung, integrierter Wehrturm, im Kern um 1200, weitgehender Neubau dendrochronologisch datiert und bezeichnet „1501“, Anbau der Balkonarkaden 1681, dreigeschossiger verputzter Westtrakt mit Turm, fialenbekröntem Giebel und durchgesteckter Arkadengasse mit Lichthöfen, Neubau nach Brand wohl durch Leonhard Weidmann und Nickel Hoffmann bezeichnet „1570“, beide Gebäude nach 1945 wiederaufgebaut; mit Ausstattung | D-5-71-193-410           | weitere Bilder |
| Marktplatz 2 (Standort)               | Ehemalige Ratstrinkstube und Mehlwaage                                         | Zweigeschossiger verputzter Fachwerkbau mit steilem Satteldach, Volutengiebel und Dachreiter, bezeichnet „1466“, astronomische Uhr von Johann Carl Landeck und Umbauten 1683, Figurenwerk von Valentin Oeckler 1910 | D-5-71-193-411           | weitere Bilder |
| Marktplatz 3 (Standort)               | Wohn- und Geschäftshaus                                                        | Dreigeschossiger Putzbau mit steilem Krüppelwalmdach, im Kern mittelalterlich, nach 1945 wiederhergestellt | D-5-71-193-412           | weitere Bilder |
| Marktplatz 4, Marktplatz 5 (Standort) | Wohn- und Geschäftshaus                                                        | Viergeschossiges Doppelhaus mit steilem Satteldach und Giebelschopf, drittes und viertes Obergeschoss sowie Giebel mit Fachwerk, im Kern 16. Jahrhundert | D-5-71-193-413           | weitere Bilder |
| Marktplatz 6 (Standort)               | Ehemaliges Patrizierhaus                                                       | Dreigeschossiger verputzter Giebelbau mit steilem Satteldach, Spitzbogenportal und abgetrepptem Giebel, dendrochronologisch datiert 1415, Umbauten bezeichnet „1618“ und „18. Jahrhundert“ | D-5-71-193-414           | weitere Bilder |
| Marktplatz 6 (Standort)               | Rückgebäude                                                                    | Dreigeschossiger Putzbau mit steilem Satteldach, Polygonalerker und Laubengängen, Fachwerk-Giebel, teilweise vor 1300, größtenteils 16. und 18. Jahrhundert | D-5-71-193-414 zugehörig | weitere Bilder |
| Marktplatz 7 (Standort)               | Ehemaliges Patrizierhaus                                                       | Dreigeschossiger verputzter Giebelbau mit Satteldach, Rundbogenöffnungen und großer Einfahrtshalle, zweites Obergeschoss und Giebel mit Fachwerk, im Kern dendrochronologisch datiert nach 1180, Umbauten zweite Hälfte 15. Jahrhundert und um 1550, angefügtes ehemaliges dreigeschossiges Nebengebäude mit vorkragenden Fachwerk-Obergeschossen und Satteldach, zweite Hälfte 16. Jahrhundert, Aufstockung um 1600 | D-5-71-193-415           | weitere Bilder |
| Marktplatz 8 (Standort)               | Wohn- und Geschäftshaus                                                        | Dreigeschossiger Traufseitbau mit steilem Satteldach, Zwerchhaus und verputzten vorkragenden Fachwerk-Obergeschossen und -Giebel, im Kern um 1350, erneuert 19. Jahrhundert | D-5-71-193-416           | weitere Bilder |
| Marktplatz 9 (Standort)               | Ehemaliges Fleischhaus, Tanz- und Theatergebäude, angeblich ehemaliges Rathaus | Dreigeschossiger Eckbau mit steilem Krüppelwalmdach und vorkragenden Fachwerk-Obergeschossen und -Giebel, gewölbtes Erdgeschoss 12./13. Jahrhundert, Obergeschosse dendrochronologisch datiert 1483 | D-5-71-193-417           | weitere Bilder |
| Marktplatz 10 (Standort)              | Ehemaliges Patrizierhaus, sogenanntes Jagstheimer Haus                         | Dreigeschossiger teilweise verputzter Eckbau mit Krüppelwalmdach, Polygonalerker, sowie Giebel und zweites Obergeschoss mit Fachwerk, Marienfigur, dendrochronologisch datiert 1464 und 1471, Veränderungen 1488, angefügtes Rückgebäude mit Laubengängen, dendrochronologisch datiert 1579 | D-5-71-193-418           | weitere Bilder |
| Marktplatz 11 (Standort)              | Wohn- und Geschäftshaus                                                        | Dreigeschossiger verputzter Giebelbau mit steilem Satteldach, Kranausleger und zweitem Obergeschoss und Giebel mit Fachwerk, im Kern um 1550, angefügte Hinterhäuser dendrochronologisch datiert 1485/86 und nach 1538 | D-5-71-193-419           | weitere Bilder |

### Obere Schmiedgasse
| Lage                                                   | Objekt                                                  | Beschreibung | Akten-Nr.      | Bild           |
| ------------------------------------------------------ | ------------------------------------------------------- | --- | -------------- | -------------- |
| Obere Schmiedgasse 1 (Standort)                        | Ehemaliges Patrizierhaus                                | Dreigeschossiger Eckbau mit steilem Satteldach und abgetrepptem Giebel, im Kern 15. Jahrhundert, Wappen bezeichnet „1692“, im Innern modern ausgebaut                                                                                       | D-5-71-193-437 | weitere Bilder |
| Obere Schmiedgasse 2 (Standort)                        | Ehemaliges Patrizierhaus                                | Dreigeschossiger Putzbau mit Mansardwalmdach und reich ornamentierten vorkragenden Fachwerk-Obergeschossen, bezeichnet „1557“, Mansarddach 18. Jahrhundert                                                                                  | D-5-71-193-438 | weitere Bilder |
| Obere Schmiedgasse 3 (Standort)                        | Ehemaliges Patrizierhaus, sogenanntes Baumeisterhaus    | Dreigeschossiger Giebelbau mit steilem Satteldach, Schweifgiebel und Sandsteinfassade mit reichem figürlichem Schmuck im Stil der deutschen Renaissance, Hof mit Laubengängen, von Leonhard Weidmann, bezeichnet „1596“                     | D-5-71-193-439 | weitere Bilder |
| Obere Schmiedgasse 4; Obere Schmiedgasse 6 (Standort)  | Doppelhaus                                              | Dreigeschossiger Giebelbau mit steilem Satteldach mit Schopf, Fachwerk im zweiten Obergeschoss und den vorkragenden Giebelgeschossen, im Kern spätmittelalterlich, Umbau bezeichnet „1557“                                                  | D-5-71-193-442 | weitere Bilder |
| Obere Schmiedgasse 5 (Standort)                        | Ehemaliges Wohnhaus des Bürgermeisters Heinrich Toppler | Zweigeschossiger verputzter Giebelbau mit steilem Satteldach, Steinrelief und geschweiftem Fachwerk-Giebel, im Kern 16. Jahrhundert, Fassade 17. Jahrhundert                                                                                | D-5-71-193-441 | weitere Bilder |
| Obere Schmiedgasse 7 (Standort)                        | Wohn- und Geschäftshaus                                 | Zweigeschossiger Giebelbau mit Rundbogenöffnungen, vorkragenden Geschossen und Krüppelwalmdach, verputzter Ständerbau, 16. Jahrhundert Rückgebäude, zweigeschossiger Putzbau mit steilem Satteldach und großer Toreinfahrt, 16. Jahrhundert | D-5-71-193-443 | weitere Bilder |
| Obere Schmiedgasse 8 (Standort)                        | Wohn- und Geschäftshaus                                 | Dreigeschossiger Giebelbau mit steilem Satteldach und verputzten Fachwerk-Obergeschossen, 14./15. Jahrhundert | D-5-71-193-444 | weitere Bilder |
| Obere Schmiedgasse 9, Obere Schmiedgasse 11 (Standort) | Doppelhaus                                              | Dreigeschossiger verputzter Walmdachbau, um 1371, Verlängerung des Gebäudes um 1394, umfassender Umbau um 1681, kleinere Umbauten im 18. und 19. Jahrhundert                                                                                | D-5-71-193-445 | weitere Bilder |
| Obere Schmiedgasse 10 (Standort)                       | Wohn- und Geschäftshaus                                 | Dreigeschossiger Giebelbau mit steilem Satteldach, Spitzbogenportal und verputztem Fachwerk im zweiten Obergeschoss und Giebel, vor 1500 | D-5-71-193-446 | weitere Bilder |
| Obere Schmiedgasse 12 (Standort)                       | Wohn- und Geschäftshaus                                 | Dreigeschossiger Traufseitbau mit flachem Satteldach und klassizistischer Steinfassade, um 1850 | D-5-71-193-448 | weitere Bilder |
| Obere Schmiedgasse 13 (Standort)                       | Wohn- und Geschäftshaus                                 | Zweigeschossiger verputzter Traufseitbau mit Vorschussmauer und Halbwalmdach, 18./19. Jahrhundert, im Kern älter | D-5-71-193-449 | weitere Bilder |
| Obere Schmiedgasse 14 (Standort)                       | Wohn- und Geschäftshaus                                 | Dreigeschossiger verputzter Traufseitbau mit Satteldach, 19. Jahrhundert, im Kern älter | D-5-71-193-450 | weitere Bilder |
| Obere Schmiedgasse 15 (Standort)                       | Wohn- und Gasthaus                                      | Dreigeschossiger verputzter Traufseitbau mit Walmdach, ehemaliges zwei Gebäude, frühes 19. Jahrhundert | D-5-71-193-451 | weitere Bilder |
| Obere Schmiedgasse 16 (Standort)                       | Wohn- und Geschäftshaus                                 | Dreigeschossiger verputzter Traufseitbau mit steilem Satteldach, im Kern 18. Jahrhundert, historisierender Ladenprospekt bezeichnet „1903“                                                                                                  | D-5-71-193-452 | weitere Bilder |
| Obere Schmiedgasse 17 (Standort)                       | Wohn- und Geschäftshaus                                 | Dreigeschossiger verputzter Traufseitbau mit steilem Satteldach, 16./18. Jahrhundert | D-5-71-193-453 | weitere Bilder |
| Obere Schmiedgasse 18 (Standort)                       | Wohn- und Geschäftshaus                                 | Dreigeschossiger Giebelbau mit steilem Satteldach, zweites Obergeschoss und Giebel mit verputztem Fachwerk, 15. Jahrhundert | D-5-71-193-454 | weitere Bilder |
| Obere Schmiedgasse 19 (Standort)                       | Wohn- und Geschäftshaus                                 | Dreigeschossiger massiver Eckbau mit Schopfwalmdach und Freitreppe, im Kern 16. Jahrhundert, Rückgebäude vor 1500 | D-5-71-193-455 | weitere Bilder |
| Obere Schmiedgasse 20 (Standort)                       | Wohn- und Geschäftshaus                                 | Zweigeschossiger Giebelbau mit steilem Satteldach, Kranausleger und vorkragendem Fachwerk-Obergeschoss sowie -Giebelgeschossen, um 1550 | D-5-71-193-456 | weitere Bilder |
| Obere Schmiedgasse 21 (Standort)                       | Gasthaus                                                | Dreigeschossiger Eckbau mit steilem Satteldach und verputztem Fachwerk im zweiten Obergeschoss und Giebel, Rückgebäude mit Laubengängen, im Kern 16. Jahrhundert                                                                            | D-5-71-193-457 | weitere Bilder |
| Obere Schmiedgasse 22 (Standort)                       | Wohn- und Geschäftshaus                                 | Zweigeschossiger verputzter Eckbau mit steilem Satteldach und Kranausleger, 1861, Umbau bezeichnet „1928“ | D-5-71-193-458 | weitere Bilder |
| Obere Schmiedgasse 23 (Standort)                       | Wohn- und Geschäftshaus                                 | Dreigeschossiger Eckbau mit Satteldach, Krangaube und verputztem Fachwerk, bezeichnet „1551“ | D-5-71-193-459 | weitere Bilder |

### Plönlein
| Lage                   | Objekt                                            | Beschreibung | Akten-Nr.      | Bild           |
| ---------------------- | ------------------------------------------------- | --- | -------------- | -------------- |
| Plönlein 2 (Standort)  | Wohnhaus                                          | Zweigeschossiger Traufseitbau mit steilem Satteldach und vorkragendem Fachwerk-Obergeschoss und -Giebelgeschossen, Untergeschoss mittelalterlich, Obergeschoss 16. Jahrhundert, Fassade zum Plönlein 19. Jahrhundert | D-5-71-193-478 | weitere Bilder |
| Plönlein 3 (Standort)  | Wohn- und Geschäftshaus                           | Dreigeschossiger verputzter Eckbau mit steilem Satteldach und Kranausleger, erste Hälfte 19. Jahrhundert, im Kern älter                                                                                              | D-5-71-193-479 | weitere Bilder |
| Plönlein 4 (Standort)  | Wohnhaus                                          | Zweigeschossiger verputzter Traufseitbau mit Satteldach, im Kern mittelalterlich, Fassade 19./20. Jahrhundert | D-5-71-193-480 | weitere Bilder |
| Plönlein 10 (Standort) | Wohn- und Geschäftshaus, sogenanntes Spitzweghaus | Zweigeschossiger verputzter Giebelbau mit steilem Satteldach und weit vorkragendem Fachwerk-Obergeschoss auf Konsolen, im Kern 16. Jahrhundert, Umbau bezeichnet „1929“                                              | D-5-71-193-482 | weitere Bilder |

### Spitalgasse
| Lage                      | Objekt                                 | Beschreibung | Akten-Nr.      | Bild           |
| ------------------------- | -------------------------------------- | --- | -------------- | -------------- |
| Spitalgasse 1 (Standort)  | Wohn- und Geschäftshaus                | Zweigeschossiger schmaler Steildachbau mit Krüppelwalm, Fachwerk-Obergeschoss und vorkragendem -Giebel, um 1550, Umbau bezeichnet „1768“                                                               | D-5-71-193-542 | weitere Bilder |
| Spitalgasse 3 (Standort)  | Wohn- und Geschäftshaus                | Zweigeschossiger verputzter Eckbau mit steilem Satteldach und Geschossgliederung, bezeichnet „1605“ | D-5-71-193-544 | weitere Bilder |
| Spitalgasse 4 (Standort)  | Wohnhaus                               | Zweigeschossiger Giebelbau mit steilem Satteldach, wohl verputzter Ständerbau, um 1600 | D-5-71-193-545 | weitere Bilder |
| Spitalgasse 5 (Standort)  | Ehemaliges Wohnhaus                    | Zweigeschossiger verputzter Giebelbau mit steilem Satteldach, im Kern 16. Jahrhundert | D-5-71-193-546 | weitere Bilder |
| Spitalgasse 7 (Standort)  | Ehemaliges Wohnhaus                    | Zweigeschossiger verputzter Giebelbau mit Halbwalmdach, im Kern 16. Jahrhundert | D-5-71-193-547 | weitere Bilder |
| Spitalgasse 9 (Standort)  | Wohnhaus                               | Zweigeschossiger verputzter Giebelbau mit steilem Satteldach, im Kern 16. Jahrhundert | D-5-71-193-548 | weitere Bilder |
| Spitalgasse 11 (Standort) | Wohnhaus                               | Zweigeschossiger verputzter Giebelbau mit steilem Satteldach, im Kern 16. Jahrhundert, Fassadenerneuerung 1865                                                                                         | D-5-71-193-549 | weitere Bilder |
| Spitalgasse 13 (Standort) | Wohn- und Geschäftshaus                | Dreigeschossiger verputzter Giebelbau mit steilem Satteldach, erste Hälfte 19. Jahrhundert | D-5-71-193-551 | weitere Bilder |
| Spitalgasse 17 (Standort) | Wohnhaus                               | Zweigeschossiger verputzter Giebelbau mit steilem Satteldach und Zwerchhaus, im Kern 16. Jahrhundert                                                                                                   | D-5-71-193-552 | weitere Bilder |
| Spitalgasse 18 (Standort) | Wohn- und Geschäftshaus                | Zweigeschossiger Giebelbau mit verputztem Fachwerk-Obergeschoss und steilem Satteldach, im Kern 16. Jahrhundert, Fassade um 1800                                                                       | D-5-71-193-553 | weitere Bilder |
| Spitalgasse 19 (Standort) | Ehemaliges Wohnhaus                    | Zweigeschossiger Giebelbau mit steilem Satteldach und verputztem Fachwerk-Obergeschoss, dendrochronologisch datiert 1528, verändert erste Hälfte 19. Jahrhundert                                       | D-5-71-193-554 | weitere Bilder |
| Spitalgasse 23 (Standort) | Ehemaliges Wohnhaus                    | Dreigeschossiger verputzter Traufseitbau mit Voll- und Krüppelwalmdach, Vorschuss und Rundbogenportal, 1772, Umbau zu Doppelhaus bezeichnet „1929“                                                     | D-5-71-193-556 | weitere Bilder |
| Spitalgasse 24 (Standort) | Wohnhaus                               | Zweigeschossiger Giebelbau mit steilem Satteldach und Fachwerk-Giebel mit Aufzugsluken und Kranausleger, im Kern 16. Jahrhundert, Renovierung bezeichnet „1813“                                        | D-5-71-193-557 | weitere Bilder |
| Spitalgasse 25 (Standort) | Ehemalige Gerberei                     | Zweigeschossiger Traufseitbau mit steilem Satteldach und Rundbogenportal, verputzter Massivbau, im Kern 16. Jahrhundert, Fassadenveränderung bezeichnet „1826“                                         | D-5-71-193-558 | weitere Bilder |
| Spitalgasse 26 (Standort) | Wohn- und Gasthaus                     | Zweigeschossiger verputzter Giebelbau mit steilem Satteldach, im Kern 16. Jahrhundert, teilweise erneuert 1927                                                                                         | D-5-71-193-559 | weitere Bilder |
| Spitalgasse 27 (Standort) | Wohnhaus                               | Zweigeschossiger verputzter Giebelbau mit steilem Satteldach und Rundbogenportal, im Kern 16./17. Jahrhundert                                                                                          | D-5-71-193-560 | weitere Bilder |
| Spitalgasse 29 (Standort) | Wohnhaus                               | Zweigeschossiger Putzbau mit steilem Satteldach und Kranausleger, 15./16. Jahrhundert, seitlicher Anbau mit Walmdach 18. Jahrhundert                                                                   | D-5-71-193-561 | weitere Bilder |
| Spitalgasse 32 (Standort) | Wohnhaus                               | Zweigeschossiger Giebelbau mit steilem Satteldach mit Schopfwalm, vorkragendem Fachwerk-Obergeschoss und -Giebel sowie Kranausleger, zweite Hälfte 15. Jahrhundert, rückseitiger Anbau 19. Jahrhundert | D-5-71-193-562 | weitere Bilder |
| Spitalgasse 34 (Standort) | Ehemaliges Aussätzigenhaus des Spitals | Dreigeschossiger Massivbau in Ecklage mit steilem Schopfwalmdach, Spitzbogenportal und vorkragenden Fachwerk-Giebelgeschossen, bezeichnet „1560“, mit älterem Kern                                     | D-5-71-193-563 | weitere Bilder |
| Spitalgasse 35 (Standort) | Wohnhaus                               | Zweigeschossiger Giebelbau mit Halbwalmdach, in verputzter Massivbauweise, bezeichnet „1819“ | D-5-71-193-564 | weitere Bilder |
| Spitalgasse 36 (Standort) | Ehemaliges Schulgebäude                | Zweigeschossiger Traufseitbau mit steilem Satteldach und leicht vorkragendem Fachwerk-Obergeschoss, bezeichnet „1691“                                                                                  | D-5-71-193-565 | weitere Bilder |
| Spitalgasse 41 (Standort) | Wohnhaus                               | Zweigeschossiger verputzter Giebelbau mit steilem Satteldach, im Kern 16. Jahrhundert | D-5-71-193-567 | weitere Bilder |
| Spitalgasse 43 (Standort) | Scheune                                | Eingeschossiger Massivbau mit steilem Satteldach, im Kern wohl 16. Jahrhundert | D-5-71-193-568 | weitere Bilder |
| Spitalgasse 45 (Standort) | Wohnhaus                               | Zweigeschossiger Traufseitbau mit steilem Satteldach, Rund- und Spitzbogenöffnungen sowie verputztem Fachwerk-Obergeschoss und -Giebel, um 1400                                                        | D-5-71-193-569 | weitere Bilder |
| Spitalgasse 47 (Standort) | Reihenhaus                             | Zweigeschossiger verputzter Traufseitbau mit steilem Satteldach und Fachwerk-Obergeschoss, im Kern erste Hälfte 15. Jahrhundert, verändert 19. Jahrhundert                                             | D-5-71-193-572 | weitere Bilder |

Spitalgasse 46 und 48 siehe Spital Zum Heiligen Geist.

| Lage                      | Objekt     | Beschreibung | Akten-Nr.      | Bild           |
| ------------------------- | ---------- | --- | -------------- | -------------- |
| Spitalgasse 51 (Standort) | Reihenhaus | Zweigeschossiger verputzter Traufseitbau mit steilem Satteldach und Fachwerk-Obergeschoss, erste Hälfte 15. Jahrhundert | D-5-71-193-576 | weitere Bilder |
| Spitalgasse 53 (Standort) | Wohnhaus   | Zweigeschossiger verputzter Traufseitbau mit Satteldach, 16. Jahrhundert                                                | D-5-71-193-577 | weitere Bilder |
| Spitalgasse 55 (Standort) | Wohnhaus   | Zweigeschossiger verputzter Traufseitbau mit Satteldach, 16. Jahrhundert                                                | D-5-71-193-578 | weitere Bilder |

### Spital Zum Heiligen Geist
Das Spital Zum Heiligen Geist umfasst einen Gebäudekomplex am südlichen Ende der Spitalgasse. Bis zur Ummauerung des Kappenzipfels lag es außerhalb der Stadtmauern.

| Lage                                   | Objekt                                                                       | Beschreibung | Akten-Nr.      | Bild           |
| -------------------------------------- | ---------------------------------------------------------------------------- | --- | -------------- | -------------- |
| Spitalgasse 46 (Standort)              | Ehemalige katholische Spitalkirche Heiliger Geist, jetzt evangelische Kirche | Schmaler einschiffiger Saalbau mit polygonalem Chorschluss und schlankem nördlichem Flankenturm mit Zeltdach, um 1280, renoviert 1591; mit Ausstattung                                                         | D-5-71-193-570 | weitere Bilder |
| Spitalgasse 48 (Standort)              | Ehemaliges Spital, sogenannter Neubau                                        | Massiver dreigeschossiger Putzbau mit steilem Satteldach, Eckrustika und Putzgliederung im Giebeldreieck, von Leonhard Weidmann, 1574/78; mit Ausstattung                                                      | D-5-71-193-573 | weitere Bilder |
| Spitalgasse 48 (Standort)              | Ehemalige Pferdeschwemme                                                     | Breitgelagertes Becken mit Werkstein-Einfassung, wohl 16. Jahrhundert, zwei Zulaufbecken, bezeichnet „1849“ | D-5-71-193-589 | weitere Bilder |
| Spitalhof 1 (Standort)                 | Ruine des ehemaligen Pfründnerhaues, sogenannte Alte Pfründe                 | Außenmauer aus Bruchsteinen mit Spitzbogenportalen und westliche Bauteile mit ehemaligem Grabendach, erste Hälfte 14. Jahrhundert                                                                              | D-5-71-193-571 | weitere Bilder |
| Spitalhof 1 (Standort)                 | Ehemaliges Pfarrhaus der Spitalkirche                                        | Schmaler dreigeschossiger Putzbau mit Walmdach, im Kern wohl 16. Jahrhundert, umgebaut 1851 | D-5-71-193-579 | weitere Bilder |
| Spitalhof 2 (Standort)                 | Ehemalige Spitalküche, sogenanntes Hegereiterhaus                            | Zweigeschossiger quadratischer Massivbau mit Zeltdach und rundem Treppenturm, bezeichnet „1591“ | D-5-71-193-580 | weitere Bilder |
| Spitalhof 3 (Standort)                 | Ehemaliges Schlachthaus, sogenanntes Steinhaus                               | Zweigeschossiger verputzter Massivbau mit steilem Satteldach, Rundbogenportal und vorkragenden Fachwerk-Giebelgeschossen, bezeichnet „1574“                                                                    | D-5-71-193-581 | weitere Bilder |
| Spitalhof 4 (Standort)                 | Ehemalige Pfründe                                                            | Langgestreckter zweigeschossiger Massivbau mit steilem Halbwalmdach, im Kern wohl 15. Jahrhundert | D-5-71-193-582 | weitere Bilder |
| Spitalhof 4; Spitalgasse 48 (Standort) | Ehemaliger Marstall                                                          | Zweigeschossiges und -flügeliges Wohn- und Wirtschaftsgebäude mit steilem Satteldach, im Kern 15./16. Jahrhundert                                                                                              | D-5-71-193-575 | weitere Bilder |
| Spitalhof 4; Spitalgasse 48 (Standort) | Nebengebäude                                                                 | Zweigeschossiger verputzter Wohnbau mit steilem Satteldach, gleichzeitig | D-5-71-193-575 | weitere Bilder |
| Spitalhof 4; Spitalgasse 48 (Standort) | Toreinfahrt                                                                  | Massiv, 18. Jahrhundert | D-5-71-193-575 | weitere Bilder |
| Spitalhof 5 (Standort)                 | Ehemaliges Ökonomiegebäude des Spitals, sogenannter Ochsenbau                | Dreigeschossiger Hausteinbau mit steilem Satteldach, großer Krangaube mit Ausleger und Fachwerk im zweiten Obergeschoss, im Kern 16./17. Jahrhundert, historisierender Wiederaufbau 1925                       | D-5-71-193-583 | weitere Bilder |
| Spitalhof 6 (Standort)                 | Ehemaliges Wasch- und Bräuhaus                                               | Langgestreckter zweigeschossiger Steildachbau mit teilweise verputztem Fachwerk-Obergeschoss und dreigeschossigen Krangauben sowie Wandbrunnen mit reichem Gitter, bezeichnet „1619“ und „1661“, im Kern älter | D-5-71-193-584 | weitere Bilder |
| Spitalhof 7 (Standort)                 | Ehemalige Hofpfründe, sogenanntes Pesthaus                                   | Mit vier Wohnungen, dreigeschossiger Walmdachbau mit Fachwerk-Obergeschossen und spitzbogigen Eingängen, 1399, Renovierung, dendrochronologisch datiert 1464                                                   | D-5-71-193-585 | weitere Bilder |
| Spitalhof 8 (Standort)                 | Ehemalige Hospitalscheune, jetzt Reichsstadthalle                            | Langgestreckter erdgeschossiger Bruchsteinbau mit steilem Satteldach, Neubau 1699 | D-5-71-193-586 | weitere Bilder |
| Nähe Spitalhof (Standort)              | Türmchen                                                                     | Kleines siebeneckiges Gebäude mit Zeltdach, wohl 16. Jahrhundert | D-5-71-193-587 | weitere Bilder |

### Rödergasse
| Lage                                  | Objekt                  | Beschreibung | Akten-Nr.      | Bild           |
| ------------------------------------- | ----------------------- | --- | -------------- | -------------- |
| Rödergasse (Standort)                 | Brunnen                 | Barockes rechteckiges Wasserbecken aus Stein mit Brunnensäule, 17. Jahrhundert, neugotische Eiseneinfassung letztes Viertel 19. Jahrhundert                         | D-5-71-193-499 | weitere Bilder |
| Rödergasse 1 (Standort)               | Wohn- und Geschäftshaus | Zweigeschossiger verputzter Eckbau mit steilem Satteldach, Kranausleger und Fachwerk-Giebel, um 1550, mehrfach verändert                                            | D-5-71-193-487 | weitere Bilder |
| Rödergasse 2, Rödergasse 4 (Standort) | Doppelhaus              | Dreigeschossiger Giebelbau mit Halbwalmdach und teilweise verputzten Fachwerk-Obergeschossen in Stockwerksbauweise, erste Hälfte 16. Jahrhundert                    | D-5-71-193-488 | weitere Bilder |
| Rödergasse 3 (Standort)               | Wohn- und Geschäftshaus | Zweigeschossiger verputzter Eckbau mit Krüppelwalmdach, Kranausleger und Fachwerk-Giebel, im Kern um 1600, Umbau bezeichnet „1783“                                  | D-5-71-193-489 | weitere Bilder |
| Rödergasse 5 (Standort)               | Wohn- und Geschäftshaus | Zweigeschossiger Traufseitbau mit Doppelportal und Halbwalmdach, verputzter Stockwerksbau. dendrochronologisch datiert 1426, Anbau dendrochronologisch datiert 1484 | D-5-71-193-491 | weitere Bilder |
| Rödergasse 6 (Standort)               | Wohn- und Geschäftshaus | Zweigeschossiger Eckbau mit Satteldach und unverputztem Fachwerk-Obergeschoss sowie -Giebel, bezeichnet „1732“                                                      | D-5-71-193-492 | weitere Bilder |
| Rödergasse 8 (Standort)               | Wohn- und Geschäftshaus | Zweigeschossiger verputzter Giebelbau mit steilem Satteldach und Fachwerk-Giebel, im Kern 17. Jahrhundert, zahlreiche Veränderungen im 18./20. Jahrhundert          | D-5-71-193-494 | weitere Bilder |
| Rödergasse 9 (Standort)               | Wohn- und Geschäftshaus | Zweigeschossiger verputzter Eckbau mit Mansardsatteldach und Zwerchhaus mit Kranausleger, 18. Jahrhundert, mit älterem Kern                                         | D-5-71-193-495 | weitere Bilder |
| Rödergasse 10 (Standort)              | Wohn- und Geschäftshaus | Zweigeschossiger Giebelbau mit steilem Satteldach und teilweise verputztem und vorkragendem Fachwerk-Obergeschoss und -Giebel, 16./17. Jahrhundert                  | D-5-71-193-496 | weitere Bilder |
| Rödergasse 14 (Standort)              | Wohn- und Geschäftshaus | Zweigeschossiger verputzter Giebelbau mit Mansardsatteldach, 18. Jahrhundert, im Kern älter                                                                         | D-5-71-193-497 | weitere Bilder |

### Schrannenplatz
| Lage                             | Objekt                   | Beschreibung | Akten-Nr.      | Bild           |
| -------------------------------- | ------------------------ | --- | -------------- | -------------- |
| Schrannenplatz 2 (Standort)      | Ehemaliges Patrizierhaus | Hoher dreigeschossiger Putzbau mit Rundbogenportal, Flacherker und vorkragenden Obergeschossen sowie steilem Satteldach mit Schopf und Kranausleger, bezeichnet „1597“ | D-5-71-193-535 | weitere Bilder |
| Schrannenplatz 3 (Standort)      | Gartenmauer              | Bruchsteinmauerwerk mit reich verziertem Gartenportal mit vier Sonnenuhren und einer Globusuhr, 18. Jahrhundert                                                        | D-5-71-193-536 | weitere Bilder |
| Schrannenplatz 5 (Standort)      | Wohnhaus                 | Zweigeschossiger verputzter Giebelbau mit Halbwalmdach, im Kern 16./17. Jahrhundert, Renovierung bezeichnet „1906“                                                     | D-5-71-193-537 | weitere Bilder |
| Schrannenplatz 6 (Standort)      | Ehemaliges Stadtpalast   | Barocker zweigeschossiger Putzbau mit breitem Zwerchhaus, Fassadengliederung und Mansardwalmdach, 17. Jahrhundert                                                      | D-5-71-193-538 | weitere Bilder |
| Schrannenplatz 16 (Standort)     | Scheune                  | Erdgeschossiger Giebelbau mit Mansarddach, Rundbogenportalen und Fachwerk-Giebelgeschossen, bezeichnet „1783“                                                          | D-5-71-193-539 | weitere Bilder |
| Schrannenplatz 16a (Standort)    | Scheune                  | Erdgeschossiger Giebelbau mit steilem Satteldach, Rundbogenportal und vorkragenden verputzten Fachwerk-Giebelgeschossen, bezeichnet „1521“                             | D-5-71-193-750 | weitere Bilder |
| Schrannenplatz 18 (Standort)     | Ehemaliges Schranne      | Erdgeschossiger Putzbau mit Rundbogenportalen, steilem Satteldach und fünf verputzten Fachwerk-Giebelgeschossen, 1588                                                  | D-5-71-193-540 | weitere Bilder |
| Schrannenplatz 18 (Standort)     | Einfriedung              | Bruchsteinmauerwerk mit Blendarkaden, 19./20. Jahrhundert | D-5-71-193-540 | weitere Bilder |
| Schrannenplatz 17, 18 (Standort) | Wohnhaus                 | Erdgeschossiger Putzbau mit leicht vorgezogenem Mittelbau und steilem Satteldach, 19. Jahrhundert                                                                      | D-5-71-193-541 | weitere Bilder |

### Untere Schmiedgasse
| Lage                           | Objekt                 | Beschreibung | Akten-Nr.      | Bild |
| ------------------------------ | ---------------------- | --- | -------------- | ---- |
| Untere Schmiedgasse (Standort) | Ehemaliger Eichbrunnen | Profiliertes rechteckiges Steinbecken mit Wassermann auf dorischer Brunnensäule sowie auf der Rückseite unterhalb Wandbrunnen mit Fischbecken, bezeichnet „1709“ | D-5-71-193-632 | BW   |

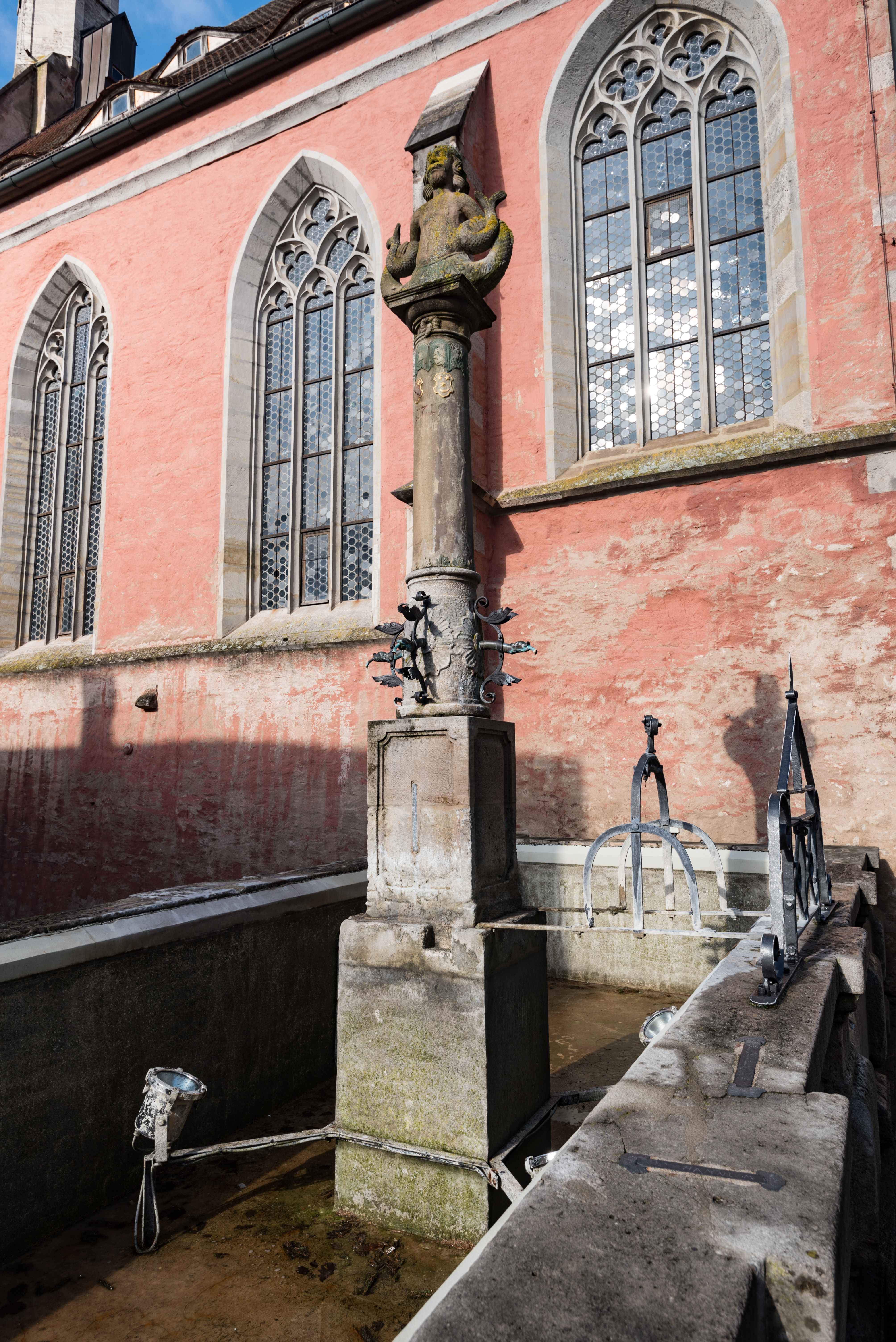
Eichbrunnen weitere Bilder
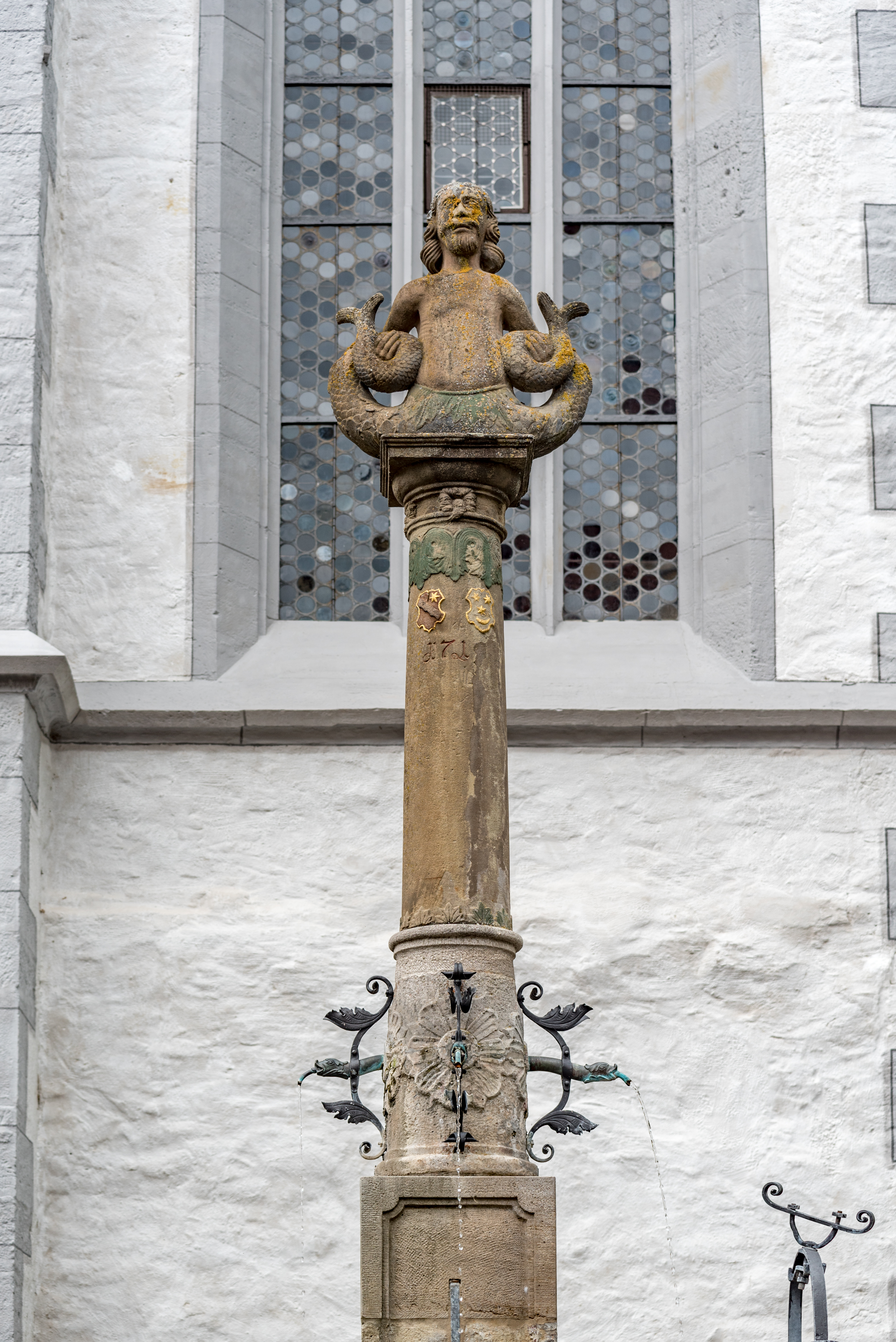
Eichbrunnen, Wassermann weitere Bilder
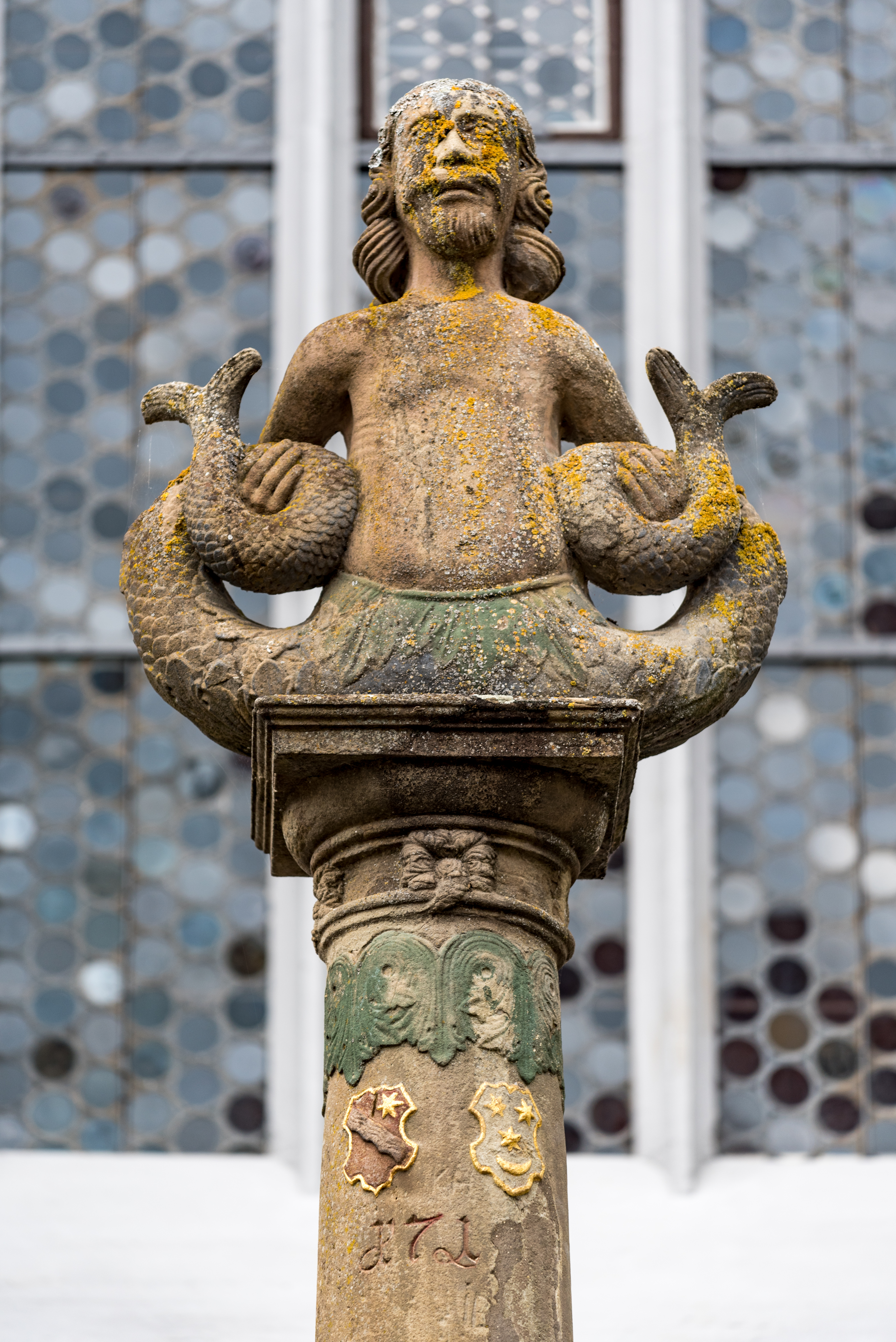
Eichbrunnen, Wassermann weitere Bilder
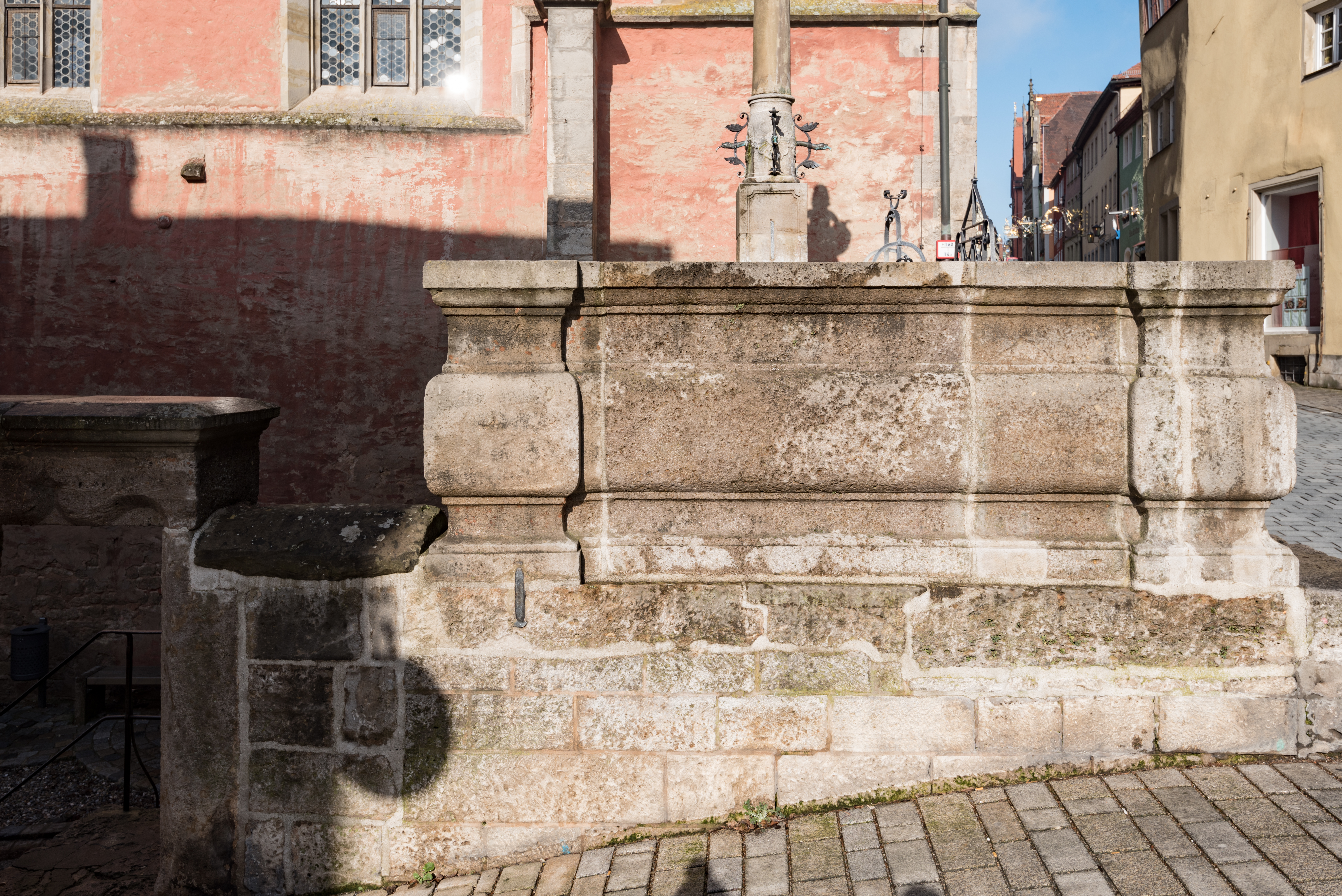
Eichbrunnen, Steintrog weitere Bilder
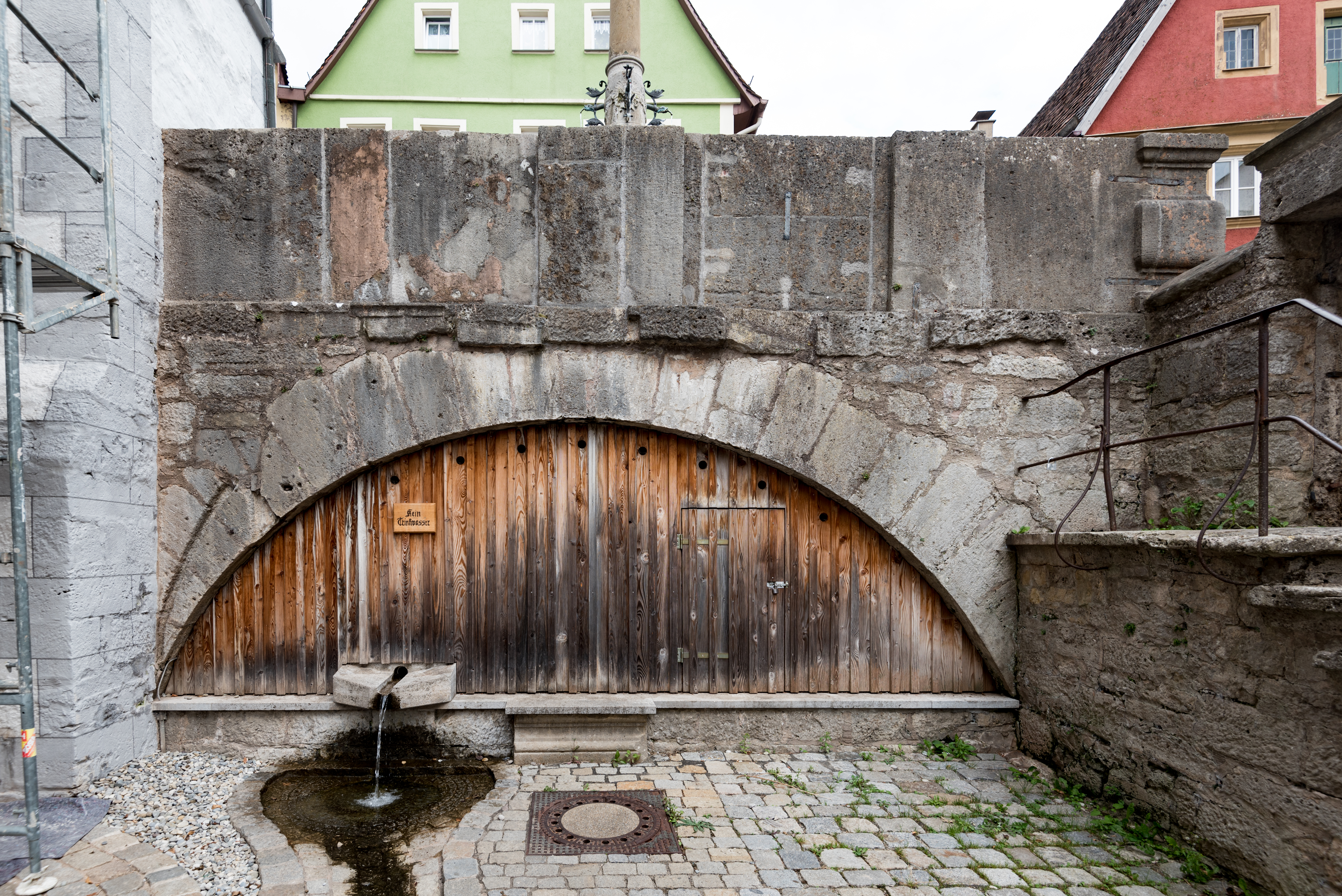
Wandbrunnen weitere Bilder
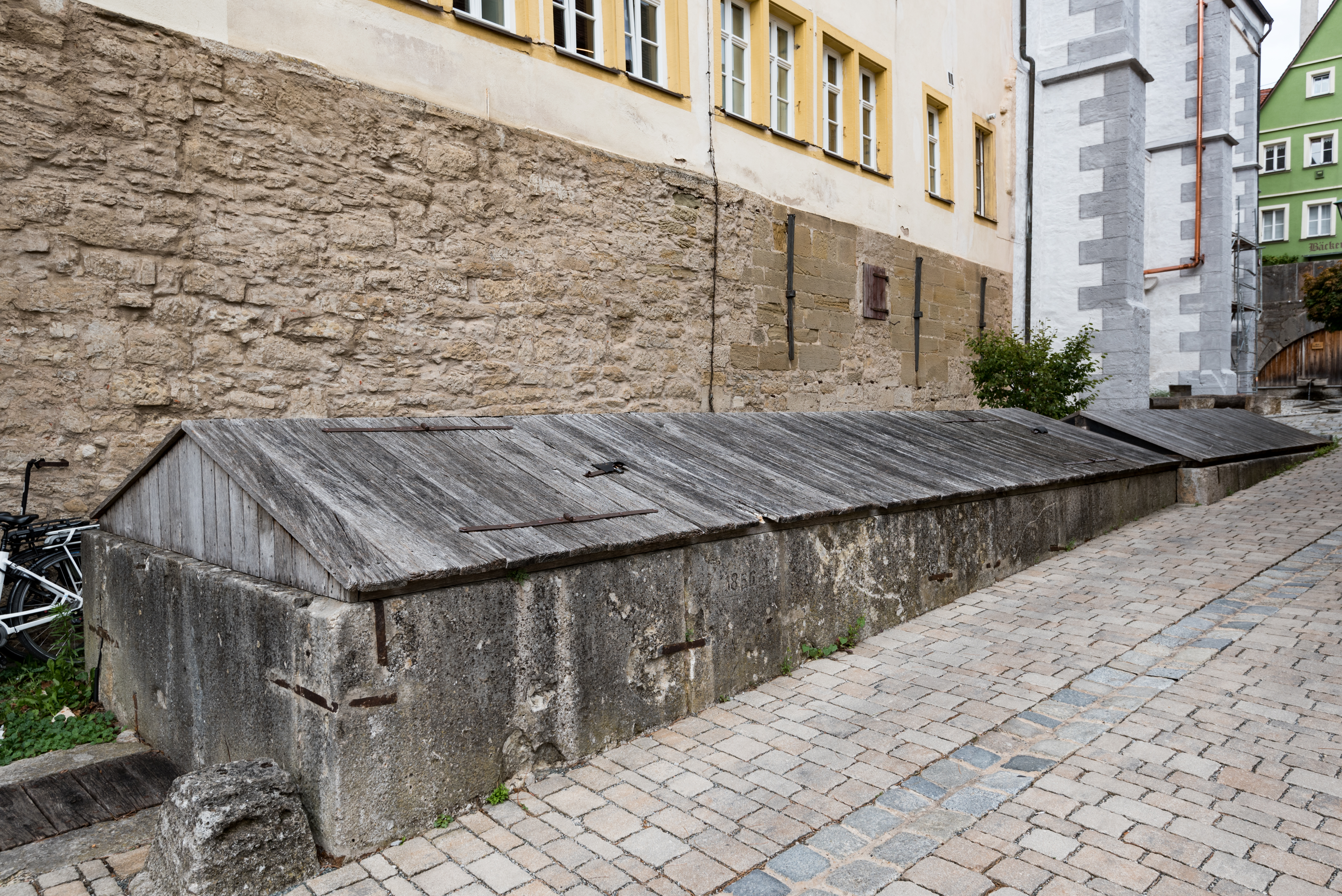
Fischbecken weitere Bilder

| Lage                                                                              | Objekt                                                               | Beschreibung | Akten-Nr.                | Bild           |
| --------------------------------------------------------------------------------- | -------------------------------------------------------------------- | --- | ------------------------ | -------------- |
| Untere Schmiedgasse 1 (Standort)                                                  | Wohn- und Geschäftshaus                                              | Dreigeschossiger Eckbau mit steilem Satteldach und verputztem Fachwerk im zweiten Obergeschoss und Giebel, 16. Jahrhundert                                                              | D-5-71-193-633           | weitere Bilder |
| Untere Schmiedgasse 2 (Standort)                                                  | Wohn- und Geschäftshaus                                              | Zweigeschossiger Eckbau mit steilem Satteldach und Fachwerk-Obergeschoss sowie -Giebel, im Kern wohl 1452, Fachwerk bezeichnet „1555“                                                   | D-5-71-193-634           | weitere Bilder |
| Untere Schmiedgasse 3 (Standort)                                                  | Wohn- und Geschäftshaus                                              | Zweigeschossiger verputzter Eckbau mit steilem Satteldach und vorkragenden Giebelgeschossen, teilweise Fachwerk, im Kern zweite Hälfte 16. Jahrhundert, teilweise 1801                  | D-5-71-193-635           | weitere Bilder |
| Untere Schmiedgasse 4 (Standort)                                                  | Wohn- und Geschäftshaus                                              | Zweigeschossiger Putzbau mit Mansardwalmdach und breitem Zwerchhaus, erste Hälfte 19. Jahrhundert                                                                                       | D-5-71-193-636           | weitere Bilder |
| Untere Schmiedgasse 5 (Standort)                                                  | Wohn- und Geschäftshaus                                              | Dreigeschossiger Giebelbau mit steilem Satteldach und verputzten Fachwerk-Obergeschossen sowie -Giebelgeschossen, im Kern 16. Jahrhundert                                               | D-5-71-193-637           | weitere Bilder |
| Untere Schmiedgasse 6 (Standort)                                                  | Wohn- und Geschäftshaus                                              | Zweigeschossiger Giebelbau mit steilem Satteldach, wohl verputzter Ständerbau, im Kern 16. Jahrhundert, teilweiser Abbruch und Neugestaltung bezeichnet „1822“                          | D-5-71-193-638           | weitere Bilder |
| Untere Schmiedgasse 7 (Standort)                                                  | Wohn- und Geschäftshaus                                              | Zweigeschossiger verputzter Walmdachbau mit vorkragendem Fachwerk-Obergeschoss, rückseitiger Giebel mit Fachwerk, modern bezeichnet „1500“                                              | D-5-71-193-639           | weitere Bilder |
| Untere Schmiedgasse 8, Untere Schmiedgasse 10 (Standort)                          | Doppelhaus                                                           | Zweigeschossiger Wohn- und Geschäftsbau mit steilem Satteldach und Kranluke, verputzter Ständergeschossbau, um 1400                                                                     | D-5-71-193-640           | weitere Bilder |
| Untere Schmiedgasse 9 (Standort)                                                  | Wohn- und Geschäftshaus                                              | Dreigeschossiger verputzter Giebelbau mit steilem Satteldach, im Kern 16. Jahrhundert                                                                                                   | D-5-71-193-641           | weitere Bilder |
| Untere Schmiedgasse 11 (Standort)                                                 | Wohn- und Geschäftshaus                                              | Kleiner zweigeschossiger Giebelbau mit steilem Satteldach, im Kern 16. Jahrhundert, verändert 19. Jahrhundert                                                                           | D-5-71-193-643           | weitere Bilder |
| Untere Schmiedgasse 12 (Standort)                                                 | Wohn- und Geschäftshaus                                              | Zweigeschossiger verputzter Giebelbau mit Satteldach, 19. Jahrhundert, mit älterem Kern                                                                                                 | D-5-71-193-644           | weitere Bilder |
| Untere Schmiedgasse 13, Untere Schmiedgasse 15 (Standort)                         | Doppelhaus                                                           | Zweigeschossiger Eckbau mit Halbwalmdach, seitlichem Erker und verputztem Fachwerk-Obergeschoss sowie -Giebel, zweite Hälfte 16. Jahrhundert                                            | D-5-71-193-645           | weitere Bilder |
| Untere Schmiedgasse 14 (Standort)                                                 | Wohn- und Geschäftshaus                                              | Zweigeschossiger verputzter Giebelbau mit Satteldach und Kranausleger, im Kern 16. Jahrhundert, verändert 18./19. Jahrhundert                                                           | D-5-71-193-646           | weitere Bilder |
| Untere Schmiedgasse 16 (Standort)                                                 | Gasthof Goldener Hirsch                                              | Breiter dreigeschossiger Putzbau mit Walmdach, hohem Zwerchhaus und klassizistischer Fassadengestaltung, bezeichnet „1816“                                                              | D-5-71-193-648           | weitere Bilder |
| Untere Schmiedgasse 16 (Standort)                                                 | Gasthof Goldener Hirsch, ehemaliges Wohnhaus, jetzt nördlicher Anbau | Zweigeschossiger Putzbau mit Satteldach und firsthohem Flacherker in historisierenden Formen, Neubau um 1915                                                                            | D-5-71-193-648 zugehörig | weitere Bilder |
| Untere Schmiedgasse 17 (Standort)                                                 | Wohn- und Geschäftshaus                                              | Zweigeschossiger verputzter Giebelbau mit Rundbogenportal, Fachwerk-Obergeschoss und Halbwalmdach, im Kern 16. Jahrhundert                                                              | D-5-71-193-649           | weitere Bilder |
| Untere Schmiedgasse 18 (Standort)                                                 | Wohn- und Geschäftshaus                                              | Zweigeschossiger verputzter Giebelbau mit Mansarddach und Fachwerk-Obergeschoss, 19. Jahrhundert, mit älterem Kern                                                                      | D-5-71-193-650           | weitere Bilder |
| Untere Schmiedgasse 19 (Standort)                                                 | Wohn- und Geschäftshaus                                              | Zweigeschossiger Traufseitbau mit verputztem Fachwerk-Obergeschoss und Mansarddach mit breitem Zwerchhaus, im Kern 18. Jahrhundert, verändert frühes 20. Jahrhundert                    | D-5-71-193-651           | weitere Bilder |
| Untere Schmiedgasse 20, Untere Schmiedgasse 22, Untere Schmiedgasse 24 (Standort) | Reihenhäuser, Gruppe aus drei Wohn- und Geschäftshäusern,            | Dreigeschossige Traufseitbauten mit Krüppelwalmdach und verputzten Fachwerk-Obergeschossen, im Kern 15. Jahrhundert                                                                     | D-5-71-193-652           | weitere Bilder |
| Untere Schmiedgasse 23 (Standort)                                                 | Wohn- und Geschäftshaus                                              | Dreigeschossiger Traufseitbau mit Mansarddach, Zwerchhaus und verputztem zweiten Obergeschoss mit Fachwerk, im Kern 15./16. Jahrhundert, Umbau 18. Jahrhundert                          | D-5-71-193-655           | weitere Bilder |
| Untere Schmiedgasse 25 (Standort)                                                 | Wohn- und Geschäftshaus                                              | Zweigeschossiger breiter Giebelbau mit Krüppelwalmdach und verputztem Fachwerk-Obergeschoss sowie -Giebel, im Kern 16. Jahrhundert, Umbauten 18. und 19. Jahrhundert                    | D-5-71-193-657           | weitere Bilder |
| Untere Schmiedgasse 25 (Standort)                                                 | Hofeinfahrt                                                          | Massives Rundbogentor, bezeichnet „1730“ | D-5-71-193-657 zugehörig | weitere Bilder |
| Untere Schmiedgasse 26 (Standort)                                                 | Wohn- und Geschäftshaus                                              | Zweigeschossiger verputzter Giebelbau mit steilem Satteldach und angefügtem Rückgebäude, verputztes Fachwerk-Obergeschoss und -Giebel, bezeichnet „1523“ und „1749“                     | D-5-71-193-658           | weitere Bilder |
| Untere Schmiedgasse 27 (Standort)                                                 | Wohn- und Geschäftshaus                                              | Dreigeschossiger verputzter Giebelbau mit Halbwalmdach, 15. Jahrhundert | D-5-71-193-659           | weitere Bilder |
| Untere Schmiedgasse 28 (Standort)                                                 | Wohnhaus                                                             | Zweigeschossiger verputzter Giebelbau mit steilem Satteldach und kleinem Schopf, im Kern 15./16. Jahrhundert                                                                            | D-5-71-193-660           | weitere Bilder |
| Untere Schmiedgasse 29, Plönlein 1 (Standort)                                     | Gasthof zur Glocke                                                   | Zweigeschossiger verputzter Giebelbau auf hohem Kellergeschoss mit steilem Satteldach mit Schopf und Entlastungsbögen, bezeichnet „1609“, im Kern älter, Kellerneubau bezeichnet „1781“ | D-5-71-193-477           | weitere Bilder |
| Untere Schmiedgasse 29, Plönlein 1 (Standort)                                     | Gasthof zur Glocke, ehemaliges Nebengebäude                          | Zweigeschossiger Giebelbau mit Mansarddach mit Halbwalm und Flacherker, bezeichnet „1733“, modern verändert                                                                             | D-5-71-193-477 zugehörig | weitere Bilder |
| Untere Schmiedgasse 29, Plönlein 1 (Standort)                                     | Gasthof zur Glocke, Nebengebäude                                     | Ein- bzw. zweigeschossiger Putzbau mit Satteldach, nach 1923 | D-5-71-193-477 zugehörig | weitere Bilder |
| Untere Schmiedgasse 30 (Standort)                                                 | Wohn- und Geschäftshaus                                              | Zweigeschossiger Giebelbau mit steilem Satteldach und Fachwerk-Obergeschoss sowie -Giebel, 17. Jahrhundert                                                                              | D-5-71-193-661           | weitere Bilder |
| Untere Schmiedgasse, Plönlein (Standort)                                          | Brunnenanlage, Laufbrunnen                                           | Sechseckiges ornamentiertes Steinbecken mit Brunnensäule und Eisengitter, bezeichnet „1607“                                                                                             | D-5-71-193-484           | weitere Bilder |
| Untere Schmiedgasse, Plönlein (Standort)                                          | Brunnenanlage, Wandbrunnen                                           | In bogenförmiger Nische, bezeichnet „1607“ | D-5-71-193-484 zugehörig | weitere Bilder |
| Untere Schmiedgasse, Plönlein (Standort)                                          | Brunnenanlage, ehemaliges Fischbecken                                | Rechteckige Steinbehälter, bezeichnet „1791“ | D-5-71-193-484 zugehörig | weitere Bilder |

### Wenggasse
| Lage                    | Objekt                                          | Beschreibung | Akten-Nr.      | Bild           |
| ----------------------- | ----------------------------------------------- | --- | -------------- | -------------- |
| Wenggasse 1 (Standort)  | Ehemaliges Wohnhaus                             | Zweigeschossiger Traufseitbau mit steilem Satteldach, Krangaube mit Ausleger und verputztem zweitem Fachwerk-Obergeschoss, 16. Jahrhundert | D-5-71-193-665 | weitere Bilder |
| Wenggasse 2 (Standort)  | Wohn- und Geschäftshaus                         | Dreigeschossiger verputzter Eckbau mit verputzten Fachwerk-Obergeschossen und Mansarddach mit Halbwalm, 18. Jahrhundert | D-5-71-193-666 | weitere Bilder |
| Wenggasse 3 (Standort)  | Wohnhaus                                        | Dreigeschossiger Giebelbau mit steilem Satteldach, Kranausleger und Rundbogenportal sowie zweites Obergeschoss und Giebel mit leicht vorkragendem Fachwerk, um 1550                                                                           | D-5-71-193-667 | weitere Bilder |
| Wenggasse 5 (Standort)  | Wohnhaus                                        | Zweigeschossiger verputzter Giebelbau mit Halbwalmdach, wohl ehemaliges Ständerbau, im Kern 16. Jahrhundert | D-5-71-193-668 | weitere Bilder |
| Wenggasse 8 (Standort)  | Wohnhaus                                        | Zweigeschossiger verputzter Giebelbau auf hohem Kellergeschoss mit Fachwerk-Obergeschoss und steilem Satteldach, im Kern 16. Jahrhundert | D-5-71-193-670 | weitere Bilder |
| Wenggasse 9 (Standort)  | Wohnhaus                                        | Zweigeschossiger Eckbau mit steilem Satteldach, Kranausleger und verputztem Fachwerk-Obergeschoss, 16./18. Jahrhundert | D-5-71-193-671 | weitere Bilder |
| Wenggasse 10 (Standort) | Wohnhaus                                        | Zweigeschossiger Putzbau mit Mansarddach, Krangaube und Rundbogenportal, 18. Jahrhundert | D-5-71-193-672 | weitere Bilder |
| Wenggasse 11 (Standort) | Wohnhaus                                        | Zweigeschossiger verputzter Eckbau mit Walmdach und Putzgliederung, 18. Jahrhundert | D-5-71-193-673 | weitere Bilder |
| Wenggasse 12 (Standort) | Wohnhaus                                        | Dreigeschossiger verputzter Traufseitbau mit steilem Satteldach, 18. Jahrhundert | D-5-71-193-674 | weitere Bilder |
| Wenggasse 13 (Standort) | Wohnhaus                                        | Kleiner zweigeschossiger Putzbau mit steilem Satteldach, Putzgliederung und Fachwerk-Obergeschoss sowie -Giebel, 18. Jahrhundert | D-5-71-193-675 | weitere Bilder |
| Wenggasse 14 (Standort) | Wohnhaus                                        | Zweigeschossiger Giebelbau mit steilem Satteldach, verputztem Fachwerk-Obergeschoss sowie Spitzbogenportal und Kranausleger, 16. Jahrhundert                                                                                                  | D-5-71-193-676 | weitere Bilder |
| Wenggasse 18 (Standort) | Wohnhaus                                        | Zweigeschossiger Giebelbau mit steilem Satteldach und verputztem Fachwerk-Obergeschoss, dendrochronologisch datiert 1463 | D-5-71-193-678 | weitere Bilder |
| Wenggasse 20 (Standort) | Wohnhaus                                        | Breiter zweigeschossiger Giebelbau mit steilem Satteldach, Kranausleger und vorkragendem verputztem Fachwerk-Obergeschoss und Giebelgeschossen, im Kern 16. Jahrhundert, Renovierung bezeichnet „1747“, Pferd auf Konsolstein 19. Jahrhundert | D-5-71-193-679 | weitere Bilder |
| Wenggasse 24 (Standort) | Altes Brauhaus, sogenanntes Brauhaus Rothenburg | Dreigeschossiger verputzter Traufseitbau mit Walmdach und zweigeschossigem Aufzugserker, 1698, überarbeitet und verändert 1724 und 1915 | D-5-71-193-680 | weitere Bilder |
| Wenggasse 27 (Standort) | Wappenstein                                     | Wohl 16./17. Jahrhundert | D-5-71-193-681 | weitere Bilder |
| Wenggasse 28 (Standort) | Wohnhaus                                        | Zweigeschossiger verputzter Giebelbau mit Mansardwalmdach und Zwerchhaus, bezeichnet „1722“ | D-5-71-193-682 | weitere Bilder |
| Wenggasse 30 (Standort) | Traufseitige Scheune                            | Reich verziertes Fachwerkobergeschoss, Zwerchhaus, spätes 16. Jahrhundert, bezeichnet „1791“ | D-5-71-193-683 | weitere Bilder |
| Wenggasse 32 (Standort) | Scheune                                         | Zweigeschossiger Traufseitbau mit steilem Satteldach, zweigeschossigem Kranhaus und reich verziertem Fachwerk-Obergeschoss, um 1550, Veränderung bezeichnet „1791“                                                                            | D-5-71-193-684 | weitere Bilder |

## Restliche Altstadt

### Alte Burg
| Lage                                | Objekt | Beschreibung | Akten-Nr.              | Bild           |
| ----------------------------------- | --- | --- | ---------------------- | -------------- |
| Alte Burg, Im Burggarten (Standort) | Ehemaliger Palas der staufischen Reichsburg, dann Burgkapelle St. Blasius, später Pulvermagazin, jetzt Kriegergedächtnisstätte | Hoher und schmaler Rechteckbau mit Satteldach und romanischen Biforienfenstern, Buckelquader, entstanden um 1200, nach Erdbeben um 1400 wiederhergestellt und zum Kapellenraum umgestaltet, erneuert 1908/09 und 1956 | D-5-71-193-2           | weitere Bilder |
| Alte Burg (Standort)                | Kriegerdenkmal für den Deutsch-Französischen Krieg 1870/71                                                                     | Sandsteinobelisk auf hohem Postament, bezeichnet „1874“ | D-5-71-193-6           | weitere Bilder |
| Alte Burg (Standort)                | Brunnen | Findling mit Fontäne und neugotischer Eiseneinfriedung, zweite Hälfte 19. Jahrhundert | D-5-71-193-4           | weitere Bilder |
| Alte Burg (Standort)                | Gedenkstein für Bürgermeister Heinrich Toppler                                                                                 | Findling, bezeichnet „1908“ | D-5-71-193-5           | weitere Bilder |
| Alte Burg 2 (Standort)              | Garten | | D-5-71-193-3 zugehörig | weitere Bilder |

### Alter Keller
| Lage                                       | Objekt                | Beschreibung | Akten-Nr.               | Bild           |
| ------------------------------------------ | --------------------- | --- | ----------------------- | -------------- |
| Alter Keller 1 (Standort)                  | Wohnhaus              | Dreigeschossiger Eckbau mit Erker, flachem Satteldach und verputzten Fachwerk-Obergeschossen bezeichnet „1557“                                                              | D-5-71-193-9            | weitere Bilder |
| Alter Keller 3 (Standort)                  | Wohnhaus              | Dreigeschossiger Traufseitbau mit Mansardgiebeldach und verputzten Fachwerk-Obergeschossen und -Giebel sowie Putzgliederung, bezeichnet „1760“                              | D-5-71-193-10           | weitere Bilder |
| Alter Keller 4 (Standort)                  | Ehemalige Scheune     | Zweigeschossiger Eckbau mit steilem Satteldach und Fachwerk-Giebel, erste Hälfte 15. Jahrhundert, Umbau zu Wohnhaus um 1910                                                 | D-5-71-193-11           | weitere Bilder |
| Alter Keller 5 (Standort)                  | Ehemalige Tabakfabrik | Dreigeschossiger verputzter Traufseitbau mit Mansardgiebeldach, Segmentbogentor und Zwerchhaus, Putzgliederung, bezeichnet „1796“                                           | D-5-71-193-12           | weitere Bilder |
| Alter Keller 6 (Standort)                  | Ehemalige Scheune     | Breiter zweigeschossiger Eckbau mit Krüppelwalmdach und Fachwerk-Giebelgeschossen, um 1550                                                                                  | D-5-71-193-13           | weitere Bilder |
| Alter Keller 6 (Standort)                  | Brunnen               | Schlichtes Steinbecken mit erneuerter Brunnensäule, 18. Jahrhundert | D-5-71-193-13 zugehörig | weitere Bilder |
| Alter Keller 8 (Standort)                  | Doppelhaus            | Zweigeschossiger verputzter Giebelbau mit zwei Krüppelwalmdächern, im Kern 16. Jahrhundert                                                                                  | D-5-71-193-14           | weitere Bilder |
| Alter Keller 9, Alter Keller 11 (Standort) | Doppelhaus            | Dreigeschossiger verputzter Traufseitbau mit Satteldach, wohl Fachwerk-Obergeschosse, 16./17. Jahrhundert                                                                   | D-5-71-193-15           | weitere Bilder |
| Alter Keller 10 (Standort)                 | Wohnhaus              | Breiter zweigeschossiger Giebelbau mit steilem Satteldach, Kranausleger und leicht vorkragendem verputztem Fachwerk-Obergeschoss und -Giebelgeschossen, 15./16. Jahrhundert | D-5-71-193-16           | weitere Bilder |
| Alter Keller 13 (Standort)                 | Wohnhaus              | Zweigeschossiger Giebelbau mit Halbwalmdach und leicht vorkragendem und verputztem Fachwerk-Giebel, dendrochronologisch datiert 1622                                        | D-5-71-193-18           | weitere Bilder |
| Alter Keller 14 (Standort)                 | Wohnhaus              | Zweigeschossiger verputzter Giebelbau mit steilem Satteldach, 18. Jahrhundert, im Kern älter                                                                                | D-5-71-193-19           | weitere Bilder |
| Alter Keller 16 (Standort)                 | Wohnhaus              | Zweigeschossiger Giebelbau mit steilem Satteldach und Kranausleger, wohl verputzter Ständergeschossbau, um 1500                                                             | D-5-71-193-21           | weitere Bilder |
| Alter Keller 17 (Standort)                 | Wohnhaus              | Schmaler zweigeschossiger Giebelbau mit steilem Satteldach, verputzter Fachwerkbau, um 1600                                                                                 | D-5-71-193-22           | weitere Bilder |
| Alter Keller 18 (Standort)                 | Wohnhaus              | Zweigeschossiger Giebelbau mit steilem Satteldach und vorkragendem Fachwerk-Obergeschoss und -Giebel, 16. Jahrhundert                                                       | D-5-71-193-23           | weitere Bilder |

### Bronnengäßchen
| Lage                        | Objekt   | Beschreibung | Akten-Nr.     | Bild           |
| --------------------------- | -------- | --- | ------------- | -------------- |
| Bronnengäßchen 2 (Standort) | Wohnhaus | Kleiner zweigeschossiger Putzbau mit steilem Satteldach, im Kern Stockwerksbau, dendrochronologisch datiert 1450, verändert 17. Jahrhundert | D-5-71-193-53 | weitere Bilder |

### Brudergäßchen
| Lage                       | Objekt   | Beschreibung | Akten-Nr.     | Bild           |
| -------------------------- | -------- | --- | ------------- | -------------- |
| Brudergäßchen 2 (Standort) | Wohnhaus | Schmaler zweigeschossiger Eckbau mit steilem Satteldach und Rundbogenportal, wohl verputzter Ständergeschossbau, 16. Jahrhundert | D-5-71-193-54 | weitere Bilder |

### Burggasse
| Lage                           | Objekt                                                                               | Beschreibung | Akten-Nr.               | Bild           |
| ------------------------------ | ------------------------------------------------------------------------------------ | --- | ----------------------- | -------------- |
| Burggasse 1 (Standort)         | Ehemalige Klosterkirche der Johanniter, jetzt katholische Pfarrkirche Sankt Johannis | Dreischiffige rechteckige Hallenkirche mit vier Rundpfeilern, steilem Satteldach und massivem Giebelreiter mit Glockendach, um 1390/1410, Veränderungen 1604 und 1968/69; mit Ausstattung                | D-5-71-193-55           | weitere Bilder |
| Burggasse 2 (Standort)         | Ehemalige katholische Schule, dann Mesnerwohnung                                     | Zweigeschossiger verputzter Traufseitbau mit steilem Satteldach und leicht vorkragendem Fachwerk-Obergeschoss, 18. Jahrhundert                                                                           | D-5-71-193-56           | weitere Bilder |
| Burggasse 3 (Standort)         | Ehemaliger Johanniterhof, jetzt Kriminalmuseum                                       | Zweigeschossiger Putzbau mit Mansardwalmdach auf der Stadtmauer, im Kern 13./14. Jahrhundert, Anbau des zweigeschossigen Torbaus bezeichnet „1570“, tiefgreifender Umbau 1718; an die Stadtmauer gelehnt | D-5-71-193-57           | weitere Bilder |
| Burggasse 3 (Standort)         | Ehemalige Klostermauer mit Einfahrt                                                  | Haustein, 18. Jahrhundert | D-5-71-193-57 zugehörig | weitere Bilder |
| Burggasse 4 (Standort)         | Wohnhaus                                                                             | Zweigeschossiger verputzter Traufseitbau mit steilem Satteldach und Rundbogenportal, im Kern 16. Jahrhundert, mit zweitverwendetem Dachstuhl dendrochronologisch datiert 1316                            | D-5-71-193-58           | weitere Bilder |
| Burggasse 5 (Standort)         | Ehemalige Scheune des Johanniterhofs, sogenanntes Langenbuchscheune                  | Eingeschossiger unverputzter Massivbau mit Halbwalmdach und hohen vorkragenden Fachwerk-Giebelgeschossen, bezeichnet „1482“ und „1787“                                                                   | D-5-71-193-59           | weitere Bilder |
| Burggasse 6 (Standort)         | Wohnhaus                                                                             | Zweigeschossiger verputzter Eckbau mit Rundbogenportal und Krüppelwalm, teilweise Fachwerk, im Kern um 1402, Umbau bezeichnet „1545“ und dendrochronologisch datiert 1563                                | D-5-71-193-60           | weitere Bilder |
| Burggasse 7 (Standort)         | Wohnhaus                                                                             | Erdgeschossiger verputzter Giebelbau mit Mansardsatteldach, bezeichnet „1750“ | D-5-71-193-61           | weitere Bilder |
| Burggasse 7b (Standort)        | Gartenmauer                                                                          | Portal mit reliefiertem Aufsatz, gleichzeitig | D-5-71-193-61 zugehörig | weitere Bilder |
| Burggasse 7b (Standort)        | Gartenhaus                                                                           | | D-5-71-193-61 zugehörig | weitere Bilder |
| Burggasse 8 (Standort)         | Ehemaliges Handwerkerhaus                                                            | Erdgeschossiger Putzbau mit Frackdach und Krüppelwalm sowie Fachwerk-Giebel, erste Hälfte 16. Jahrhundert                                                                                                | D-5-71-193-62           | weitere Bilder |
| Burggasse 8, im Hof (Standort) | Brunnenschacht                                                                       | | D-5-71-193-62 zugehörig | BW             |
| Burggasse 9 (Standort)         | Wohnhaus                                                                             | Zweigeschossiger verputzter Gruppenbau auf Kellergeschoss mit Walmdächern, 1904 | D-5-71-193-64           | weitere Bilder |
| Burggasse 9 (Standort)         | Einfriedung                                                                          | Kalksteinpfeiler, bezeichnet „1904“ | D-5-71-193-64 zugehörig | weitere Bilder |
| Burggasse 12 (Standort)        | Scheune                                                                              | Erdgeschossiger schmaler Giebelbau mit steilem Satteldach und verputztem Fachwerk, 18. Jahrhundert | D-5-71-193-66           | weitere Bilder |
| Burggasse 13 (Standort)        | Wohnhaus                                                                             | Zweigeschossiger Giebelbau mit Krüppelwalmdach und leicht vorkragendem Fachwerk-Obergeschoss und -Giebel, bezeichnet „1577“                                                                              | D-5-71-193-67           | weitere Bilder |
| Burggasse 14 (Standort)        | Scheune                                                                              | Zweigeschossiger Giebelbau mit steilem Satteldach und verputztem Fachwerk-Giebel, dendrochronologisch datiert 1464, bezeichnet „1477“                                                                    | D-5-71-193-68           | weitere Bilder |
| Burggasse 15 (Standort)        | Wohnhaus                                                                             | Zweigeschossiger massiver Giebelbau im neugotischen Stil mit steilem Satteldach, vor 1923 | D-5-71-193-69           | weitere Bilder |
| Burggasse 15 (Standort)        | Gartenmauer mit Rundbogenportal                                                      | Verputzter Haustein, 18. Jahrhundert | D-5-71-193-69 zugehörig | weitere Bilder |
| Burggasse 17 (Standort)        | Wohnhaus                                                                             | Zweigeschossiger Traufseitbau mit steilem Satteldach und leicht vorkragendem Fachwerk-Obergeschoss, zweite Hälfte 16. Jahrhundert, östlicher Teil in angleichenden historisierenden Formen 1891 angebaut | D-5-71-193-70           | weitere Bilder |
| Burggasse 18 (Standort)        | Ehemalige Scheune                                                                    | Zweigeschossiger Steildachbau auf der Umfassungsmauer des ehemaligen Franziskanerklosters, Fachwerk-Obergeschoss traufseitig, im Kern wohl 18. Jahrhundert, Umbau zu Wohnhaus nach 1923                  | D-5-71-193-71           | weitere Bilder |
| Burggasse 20, 22 (Standort)    | Ehemaliges Wirtschaftsgebäude, jetzt kath. Pfarrhaus                                 | Langgezogener zweigeschossiger Traufseitbau mit Satteldach und Putzgliederung, im Kern 18. Jahrhundert, Umbau nach 1828                                                                                  | D-5-71-193-72           | weitere Bilder |
| Burggasse 20, 22 (Standort)    | Gartenmauer                                                                          | Haustein, 18. Jahrhundert | D-5-71-193-72 zugehörig | weitere Bilder |
| Burggasse 21 (Standort)        | Gartenhaus                                                                           | Erdgeschossiger verputzter Kubus mit flachem Satteldach, Rundbogenfenstern und klassizistischer Fassadengestaltung, erste Hälfte 19. Jahrhundert                                                         | D-5-71-193-662          | weitere Bilder |
| Burggasse 23 (Standort)        | Scheune                                                                              | Zweigeschossiger Steildachbau in Ecklage mit unverputztem Fachwerk-Obergeschoss, zweite Hälfte 16. Jahrhundert                                                                                           | D-5-71-193-74           | weitere Bilder |
| Burggasse 24 (Standort)        | Ehemalige Scheune                                                                    | Zweigeschossiger verputzter Traufseitbau mit Halbwalmdach, jetziger Wohnteil mit vorkragendem Fachwerk-Obergeschoss, erste Hälfte 16. Jahrhundert                                                        | D-5-71-193-75           | weitere Bilder |

### Deutschherrngasse
| Lage                           | Objekt                                                         | Beschreibung | Akten-Nr.       | Bild           |
| ------------------------------ | -------------------------------------------------------------- | --- | --------------- | -------------- |
| Deutschherrngasse 1 (Standort) | Ehemaliges katholisches Schulhaus, sogenanntes Propstschulhaus | zweigeschossiger, verputzter Massivbau auf hohem Kellergeschoss, mit Walmdach und Krangaube mit Ausleger, an der Ostseite zweigeschossiger Walmdachanbau, frühes 18. Jahrhundert; errichtet auf den Grundmauern des 1704 niedergelegten Deutschherrenhauses | D-5-71-193-1142 | weitere Bilder |
| Deutschherrngasse 3 (Standort) | Wohnhaus                                                       | Zweigeschossiger verputzter Eckbau mit steilem Satteldach und verputzten Fachwerk-Giebelgeschossen, südlich zweigeschossiger Traufseitanbau mit Steildach, 16. Jahrhundert                                                                                  | D-5-71-193-238  | weitere Bilder |

### Eckele
| Lage                | Objekt             | Beschreibung | Akten-Nr.               | Bild           |
| ------------------- | ------------------ | --- | ----------------------- | -------------- |
| Eckele 2 (Standort) | Wohn- und Gasthaus | Dreiseitig freistehender und dreigeschossiger Steildachbau mit Krüppelwalm und Fachwerk-Obergeschossen und -Giebel, zweite Hälfte 15. Jahrhundert | D-5-71-193-86           | weitere Bilder |
| Eckele 2 (Standort) | Nebengebäude       | Dreigeschossiger Traufseitbau mit steilem Satteldach, Krangaube und Fachwerk-Obergeschossen, im Kern 16. Jahrhundert                              | D-5-71-193-86 zugehörig | weitere Bilder |

### Feuerkessel
| Lage                     | Objekt   | Beschreibung                                                                                            | Akten-Nr.     | Bild           |
| ------------------------ | -------- | --- | ------------- | -------------- |
| Feuerkessel 1 (Standort) | Wohnhaus | Dreigeschossiger Traufseitbau mit Satteldach und vorkragendem Fachwerk im zweiten Obergeschoss, um 1550 | D-5-71-193-90 | weitere Bilder |

### Förstersgäßchen
| Lage                          | Objekt   | Beschreibung | Akten-Nr.     | Bild           |
| ----------------------------- | -------- | --- | ------------- | -------------- |
| Förstersgässchen 3 (Standort) | Wohnhaus | Zweigeschossiger Eckbau mit steilem Satteldach und verputztem Fachwerk-Obergeschoss, im Kern 16./17. Jahrhundert | D-5-71-193-91 | weitere Bilder |

### Freudengäßchen
| Lage                          | Objekt                | Beschreibung | Akten-Nr.      | Bild           |
| ----------------------------- | --------------------- | --- | -------------- | -------------- |
| Freudengässchen 1 (Standort)  | Wohnhaus              | Zweigeschossiger Traufseitbau mit steilem Satteldach, Rundbogenportal und verputztem Fachwerk-Obergeschoss, 16. Jahrhundert              | D-5-71-193-92  | weitere Bilder |
| Freudengässchen 2 (Standort)  | Wohnhaus              | Zweigeschossiger verputzter Traufseitbau mit steilem Satteldach, im Kern 16. Jahrhundert                                                 | D-5-71-193-93  | weitere Bilder |
| Freudengässchen 3 (Standort)  | Wohnhaus              | Zweigeschossiger verputzter Traufseitbau mit steilem Satteldach, eventuell Säulenbau, im Kern 16. Jahrhundert                            | D-5-71-193-94  | weitere Bilder |
| Freudengässchen 4 (Standort)  | Wohnhaus              | Zweigeschossiger verputzter Traufseitbau mit steilem Satteldach und versetzter Fassade, 16. Jahrhundert                                  | D-5-71-193-95  | weitere Bilder |
| Freudengässchen 5 (Standort)  | Wohnhaus              | Zweigeschossiger Traufseitbau mit Eselsrückenportal und steilem Satteldach, Obergeschoss wohl verputztes Fachwerk, um 1500               | D-5-71-193-96  | weitere Bilder |
| Freudengässchen 6 (Standort)  | Scheune               | Erdgeschossiger Giebelbau aus Quadersteinen und mit steilem Satteldach, wohl 18. Jahrhundert                                             | D-5-71-193-97  | weitere Bilder |
| Freudengässchen 7 (Standort)  | Wohnhaus              | Zweigeschossiger Traufseitbau mit Rundbogenportal und steilem Satteldach, Obergeschoss wohl verputztes Fachwerk, 16. Jahrhundert         | D-5-71-193-98  | weitere Bilder |
| Freudengässchen 8 (Standort)  | Scheune               | Großer massiver Giebelbau mit Segmentbogentor, steilem Satteldach und vorkragenden verputzten Fachwerk-Giebelgeschossen, 17. Jahrhundert | D-5-71-193-99  | weitere Bilder |
| Freudengässchen 13 (Standort) | Ehemaliges Henkerhaus | Zweigeschossiger verputzter Eckbau mit steilem Satteldach und vorkragendem Fachwerk-Obergeschoss, bezeichnet 1566                        | D-5-71-193-101 | weitere Bilder |

### Fuchsengäßchen
| Lage                           | Objekt                         | Beschreibung | Akten-Nr.                | Bild           |
| ------------------------------ | ------------------------------ | --- | ------------------------ | -------------- |
| Fuchsengäßchen 7 (Standort)    | Gartenmauer                    | Mit Portal und integriertem Gartenhäuschen, Bruchstein, verputzter Walmdachbau, wohl 18. Jahrhundert                                                                                                   | D-5-71-193-330           | weitere Bilder |
| Fuchsengäßchen 12 (Standort)   | Scheune                        | Erdgeschossiger Traufseitbau mit Werkstein und Mansardgiebeldach, Wiederaufbau bezeichnet „1897“ | D-5-71-193-104           | weitere Bilder |
| Fuchsengäßchen 13 (Standort)   | Wohnhaus                       | Zweigeschossiger verputzter Giebelbau mit Spitzbogenportal, steilem Satteldach sowie Fachwerk-Obergeschoss und -Giebel, schmaler Walmdachanbau, um 1500                                                | D-5-71-193-105           | weitere Bilder |
| Nähe Fuchsengäßchen (Standort) | Scheune                        | Großer eingeschossiger Fachwerkbau mit vorkragenden Giebelgeschossen, Segmentbogenportal und steilem Satteldach mit kleinem Krüppelwalm, dendrochronologisch datiert 1422, mit kleinem Satteldachanbau | D-5-71-193-106           | weitere Bilder |
| Nähe Fuchsengäßchen (Standort) | Sogenannte Fuchsenloch-Scheune | Breiter erdgeschossiger Fachwerkbau mit steilem Satteldach und Halbwalm, dendrochronologisch datiert 1413, nördlicher Giebel rekonstruiert 1935/36                                                     | D-5-71-193-744           | weitere Bilder |
| Nähe Fuchsengäßchen (Standort) | Einfriedung                    | Massive Gartenmauer mit wappenbekröntem Portal und Freitreppe, 18. Jahrhundert | D-5-71-193-103           | weitere Bilder |
| Nähe Fuchsengäßchen (Standort) | Gartenhäuschen                 | Kleiner Quaderbau mit Zeltdach, gleichzeitig | D-5-71-193-103 zugehörig | weitere Bilder |

### Georgengasse
| Lage                       | Objekt                                     | Beschreibung | Akten-Nr.                | Bild           |
| -------------------------- | ------------------------------------------ | --- | ------------------------ | -------------- |
| Georgengasse 2 (Standort)  | Wohn- und Geschäftshaus                    | Dreigeschossiger verputzter Giebelbau mit Kranausleger und steilem Satteldach, 15./16. Jahrhundert                                                                                | D-5-71-193-116           | weitere Bilder |
| Georgengasse 5 (Standort)  | Wappenstein                                | Vollplastisch, 17. Jahrhundert | D-5-71-193-117           | weitere Bilder |
| Georgengasse 15 (Standort) | Wohn- und Geschäftshaus                    | Dreigeschossiger verputzter Satteldachbau in Ecklage, mit Spitzbogenportal und Doppelfenster, nach 1945 verändert wiederhergestellt                                               | D-5-71-193-119           | weitere Bilder |
| Georgengasse 17 (Standort) | Ehemaliges Judentanzhaus und Judenherberge | Dreigeschossiger Putzbau mit steilem Krüppelwalmdach, Fachwerk-Obergeschoss und polygonalem Eckerker, ursprünglich um 1400 und 1613, dann historisierender Wiederaufbau nach 1953 | D-5-71-193-120           | weitere Bilder |
| Georgengasse 17 (Standort) | Mauer mit jüdischen Grabsteinen            | Mittelalterlich | D-5-71-193-120 zugehörig | weitere Bilder |

### Goldene Ringgasse
| Lage                            | Objekt            | Beschreibung | Akten-Nr.      | Bild           |
| ------------------------------- | ----------------- | --- | -------------- | -------------- |
| Goldene Ringgasse 1 (Standort)  | Wohnhaus          | Schmaler zweigeschossiger Giebelbau mit steilem Satteldach und verputztem Fachwerk-Obergeschoss, im Kern 16. Jahrhundert, verändert 19. Jahrhundert | D-5-71-193-122 | weitere Bilder |
| Goldene Ringgasse 2 (Standort)  | Wohnhaus          | Kleiner verputzter Giebelbau mit Mansardsatteldach, 19. Jahrhundert                                                                                 | D-5-71-193-123 | weitere Bilder |
| Goldene Ringgasse 6 (Standort)  | Ehemalige Scheune | Zweigeschossiger Traufseitbau mit Mansardsatteldach und Zierfachwerk, 18. Jahrhundert                                                               | D-5-71-193-125 | weitere Bilder |
| Goldene Ringgasse 8 (Standort)  | Wohnhaus          | Langgestreckter zweigeschossiger Putzbau mit Mansardsatteldach und Wappenstein bezeichnet „1750“, gleichartiger Anbau mit Torbogen 19. Jahrhundert  | D-5-71-193-126 | weitere Bilder |
| Goldene Ringgasse 9 (Standort)  | Wohnhaus          | Zweigeschossiger verputzter Traufseitbau mit Mansardsatteldach und Zwerchhaus, 18. Jahrhundert                                                      | D-5-71-193-127 | weitere Bilder |
| Goldene Ringgasse 11 (Standort) | Wohnhaus          | Zweigeschossiger Giebelbau mit Walmdach und Putzgliederung, 18. Jahrhundert                                                                         | D-5-71-193-128 | weitere Bilder |

### Heringsbronnengäßchen
| Lage                               | Objekt                           | Beschreibung | Akten-Nr.      | Bild           |
| ---------------------------------- | -------------------------------- | --- | -------------- | -------------- |
| Heringsbronnengäßchen (Standort)   | Brunnen                          | Langgezogenes Brunnenbecken mit Ädikula, bezeichnet „1784“, an die Westwand der Franziskanerkirche 1872 versetzt | D-5-71-193-159 | weitere Bilder |
| Heringsbronnengäßchen 2 (Standort) | Ehemaliges Amtsgerichtsgefängnis | Zweigeschossiger Quaderbau auf hoher Substruktion mit steilem Satteldach und neugotischem Staffelgiebel, 1843    | D-5-71-193-157 | weitere Bilder |
| Heringsbronnengäßchen 5 (Standort) | Wohnhaus                         | Dreigeschossiger verputzter Giebelbau mit vorkragenden Fachwerk-Giebelgeschossen und Schopfwalmdach, vor 1600    | D-5-71-193-158 | weitere Bilder |

### Heugasse
| Lage                              | Objekt                  | Beschreibung | Akten-Nr.      | Bild           |
| --------------------------------- | ----------------------- | --- | -------------- | -------------- |
| Heugasse 2 (Standort)             | Wohn- und Geschäftshaus | Zweigeschossiger Giebelbau mit Satteldach, wohl verputzter Fachwerkbau, im Kern 16. Jahrhundert                                 | D-5-71-193-197 | weitere Bilder |
| Heugasse 4, Heugasse 6 (Standort) | Doppelhaus              | Zweigeschossiger Giebelbau mit flachem Satteldach, wohl verputzter Ständerbau, im Kern 16. Jahrhundert                          | D-5-71-193-198 | weitere Bilder |
| Heugasse 7 (Standort)             | Wohnhaus                | Dreigeschossiger Eckbau mit Krüppelwalmdach und vorkragenden Fachwerk-Obergeschossen und -Giebel, zweite Hälfte 15. Jahrhundert | D-5-71-193-199 | weitere Bilder |
| Heugasse 10 (Standort)            | Wohnhaus                | Zweigeschossiger Eckbau mit steilem Satteldach und verputztem Fachwerk-Obergeschoss, bezeichnet „1443“                          | D-5-71-193-200 | weitere Bilder |

### Hirtengasse
| Lage                              | Objekt      | Beschreibung | Akten-Nr.                | Bild           |
| --------------------------------- | ----------- | --- | ------------------------ | -------------- |
| Hirtengasse 5 (Standort)          | Wohnhaus    | Zweigeschossiger Giebelbau mit Rundbogenportal, steilem Satteldach und verputztem Fachwerk, im Kern 15./16. Jahrhundert                                                   | D-5-71-193-201           | weitere Bilder |
| Hirtengasse 5 (Standort)          | Scheune     | Quer angeschlossener Fachwerkbau mit steilem Satteldach, 18. Jahrhundert                                                                                                  | D-5-71-193-201 zugehörig | weitere Bilder |
| Hirtengasse 6 (Standort)          | Wohnhaus    | Zweigeschossiger Eckbau mit steilem Satteldach und verputztem Fachwerk-Giebel, im Kern 15./16. Jahrhundert, Türsturz bezeichnet „1767“                                    | D-5-71-193-202           | weitere Bilder |
| Hirtengasse 13 (Standort)         | Wohnhaus    | Zweigeschossiger Giebelbau mit steilem Satteldach, Kranausleger und verputztem Fachwerk-Obergeschoss und -Giebelgeschossen, im Kern 16. Jahrhundert                       | D-5-71-193-204           | weitere Bilder |
| Hirtengasse 13 (Standort)         | Einfriedung | Mit Tuffsteinpfeiler und integriertem Eckpavillon, bezeichnet „1935“, Pavillon 18. Jahrhundert                                                                            | D-5-71-193-204 zugehörig | weitere Bilder |
| Hirtengasse 17 (Standort)         | Wohnhaus    | Zweigeschossiger Eckbau mit steilem Satteldach, Rundbogenportal und Fachwerk-Giebel, im Kern 16./17. Jahrhundert                                                          | D-5-71-193-205           | weitere Bilder |
| Hirtengasse 19 (Standort)         | Scheune     | Eingeschossiger Giebelbau aus Sandsteinquadern mit steilem Satteldach und Fachwerk-Giebel, dendrochronologisch datiert 1446                                               | D-5-71-193-206           | weitere Bilder |
| Hirtengasse 21 (Standort)         | Wohnhaus    | Zweigeschossiger Traufseitbau mit steilem Satteldach, verputzter Ständergeschossbau, dendrochronologisch datiert 1430                                                     | D-5-71-193-207           | weitere Bilder |
| Hirtengasse 25 a, 25 b (Standort) | Doppelhaus  | Ein- bzw. zweigeschossiger Giebelbau mit steilem Fracksatteldach, verputzter Ständergeschossbau, um 1420                                                                  | D-5-71-193-209           | weitere Bilder |
| Hirtengasse 25 a (Standort)       | Scheune     | Erdgeschossiger verputzter Bruchsteinbau mit Satteldach, 18. Jahrhundert                                                                                                  | D-5-71-193-209           | weitere Bilder |
| Hirtengasse 29 (Standort)         | Wohnhaus    | Zweigeschossiger Giebelbau mit steilem Satteldach, vorkragenden Giebelgeschossen und angefügtem Querhaus, verputzter Ständergeschossbau, dendrochronologisch datiert 1415 | D-5-71-193-210           | weitere Bilder |
| Nähe Hirtengasse (Standort)       | Werkstatt   | Eingeschossiger, giebelständiger Ziegelsteinbau mit flachem Satteldach, Sandsteinquaderfundament und Hausteingliederung, Ende 19. Jh.                                     | D-5-71-193-974           | weitere Bilder |

### Hofbronnengasse
| Lage                                             | Objekt                          | Beschreibung | Akten-Nr.      | Bild           |
| ------------------------------------------------ | ------------------------------- | --- | -------------- | -------------- |
| Hofbronnengasse (Standort)                       | Ziehbrunnen                     | Rundes Becken unter pfeilergestütztem Zeltdach, teilweise spätgotisch | D-5-71-193-228 | weitere Bilder |
| Hofbronnengasse (Standort)                       | Brunnen                         | Reich reliefiertes Becken, Brunnensäule bezeichnet „1704“ | D-5-71-193-226 | weitere Bilder |
| Hofbronnengasse (Standort)                       | Brunnen                         | Langgestrecktes Steinbecken mit Beschlagwerkornament, Brunnensäule bezeichnet „1679“ | D-5-71-193-227 | weitere Bilder |
| Hofbronnengasse 1 (Standort)                     | Ehemalige Scheune               | Breiter erdgeschossiger Steildachbau mit Fachwerk-Giebel, dendrochronologisch datiert 1480, Umbauten dendrochronologisch datiert 1554 und 1580                                                                 | D-5-71-193-211 | weitere Bilder |
| Hofbronnengasse 3 (Standort)                     | Wohnhaus                        | Schlichter zweigeschossiger Traufseitbau mit verputztem Fachwerk-Obergeschoss und Krüppelwalmdach, im Kern 16. Jahrhundert, Umbau bezeichnet „1822“                                                            | D-5-71-193-212 | weitere Bilder |
| Hofbronnengasse 4 (Standort)                     | Wohnhaus                        | Zweiflügelige verputzte Anlage mit zwei bzw. drei Geschossen, Mansard- und Krüppelwalmdach, im historisierenden Stil, bezeichnet „1897“                                                                        | D-5-71-193-213 | weitere Bilder |
| Hofbronnengasse 5 (Standort)                     | Scheune                         | Erdgeschossiger Walmdachbau mit Fachwerk, 18. Jahrhundert | D-5-71-193-466 | weitere Bilder |
| Hofbronnengasse 5 (Standort)                     | Wohnhaus                        | Dreigeschossiger Traufseitbau mit steilem Satteldach, verputzten Fachwerk-Obergeschossen und Kranausleger, 16. Jahrhundert                                                                                     | D-5-71-193-214 | weitere Bilder |
| Hofbronnengasse 6 (Standort)                     | Wohnhaus                        | Zweigeschossiger verputzter Traufseitbau mit Fachwerk-Obergeschoss, Rundbogenportalen und Halbwalmdach, im Kern 16./17. Jahrhundert                                                                            | D-5-71-193-215 | weitere Bilder |
| Hofbronnengasse 7, Hofbronnengasse 9 (Standort)  | Gasthof mit ehemaligen Ökonomie | Langgestreckter Putzbau mit zwei und drei Geschossen, Krüppelwalmdach, Zwerchhaus und vorkragendem Fachwerk-Obergeschoss, bezeichnet „1759“, „1821“ und „1823“                                                 | D-5-71-193-217 | weitere Bilder |
| Hofbronnengasse 8; Hofbronnengasse 10 (Standort) | Doppelhaus                      | Dreigeschossiger verputzter Traufseitbau mit steilem Satteldach und zweitem Fachwerk-Obergeschoss, im Kern 16. Jahrhundert                                                                                     | D-5-71-193-216 | weitere Bilder |
| Hofbronnengasse 11 (Standort)                    | Wohnhaus                        | Dreigeschossiger Traufseitbau mit steilem Satteldach, Erker und Rundbogenportal mit Wappenrelief, 18. Jahrhundert                                                                                              | D-5-71-193-219 | weitere Bilder |
| Hofbronnengasse 12 (Standort)                    | Wohnhaus                        | Dreigeschossiger Traufseitbau mit steilem Satteldach und Rundbogenportal, zweites Obergeschoss verputztes Fachwerk, vor 1500                                                                                   | D-5-71-193-220 | weitere Bilder |
| Hofbronnengasse 13 (Standort)                    | Wohnhaus                        | Zweigeschossiger Traufseitbau auf hohem Kellergeschoss mit steilem Satteldach und verputztem Fachwerk-Obergeschoss, dendrochronologisch datiert 1478, Veränderung bezeichnet „1550“, mit rückseitigen Anbauten | D-5-71-193-221 | weitere Bilder |
| Hofbronnengasse 14 (Standort)                    | Wohnhaus                        | Zweigeschossiger Traufseitbau mit steilem Satteldach, Zwerchhaus und verputztem Fachwerk-Obergeschoss, 17. Jahrhundert                                                                                         | D-5-71-193-222 | weitere Bilder |
| Hofbronnengasse 15 (Standort)                    | Wohnhaus                        | Schmaler viergeschossiger Giebelbau mit steilem Satteldach, Fachwerk-Obergeschoss und -Giebel, seitlicher Anbau, dendrochronologisch datiert 1458/59                                                           | D-5-71-193-223 | weitere Bilder |
| Hofbronnengasse 16 (Standort)                    | Wohnhaus                        | Zweigeschossiger verputzter Traufseitbau mit steilem Satteldach, im Kern wohl 16./17. Jahrhundert, breites Zwerchhaus 19. Jahrhundert                                                                          | D-5-71-193-224 | weitere Bilder |
| Hofbronnengasse 18 (Standort)                    | Ehemaliges Fischwärterhäuschen  | Dreigeschossiger Eckbau mit massivem Erdgeschoss, vorkragenden Fachwerk-Obergeschossen und Walmdach, bezeichnet „1689“                                                                                         | D-5-71-193-225 | weitere Bilder |

### Jakobsgäßchen
| Lage                                        | Objekt         | Beschreibung | Akten-Nr.      | Bild           |
| ------------------------------------------- | -------------- | --- | -------------- | -------------- |
| Jakobsgäßchen 2, Jakobsgäßchen 4 (Standort) | Doppelwohnhaus | Dreigeschossiger verputzter Traufseitbau mit steilem Satteldach und vorkragenden Fachwerk-Obergeschossen, 15./16. Jahrhundert | D-5-71-193-231 | weitere Bilder |

### Kirchgasse
| Lage                    | Objekt                   | Beschreibung | Akten-Nr.      | Bild           |
| ----------------------- | ------------------------ | --- | -------------- | -------------- |
| Kirchgasse 1 (Standort) | Wohnhaus                 | Dreigeschossiger Putzbau mit Geschossgliederung, Mansardwalmdach und Zwerchhaus, bezeichnet „1709“ | D-5-71-193-266 | weitere Bilder |
| Kirchgasse 2 (Standort) | Ehemaliges Patrizierhaus | Dreigeschossiger Giebelbau mit steilem Satteldach und abgetrepptem Giebel mit Obelisken, Fachwerkinnenhof mit sechseckigem Treppenturm, verputzter Massivbau, vor 1500; mit Ausstattung                                                                          | D-5-71-193-267 | weitere Bilder |
| Kirchgasse 3 (Standort) | Wohnhaus                 | Breiter zweigeschossiger Giebelbau mit flachem Satteldach, wohl verputztes Fachwerk-Obergeschoss, im Kern 16. Jahrhundert, Umbau 1824 | D-5-71-193-268 | weitere Bilder |
| Kirchgasse 4 (Standort) | Wohnhaus                 | Zweigeschossiger Giebelbau mit Schopfwalmdach, Rundbogenportal und teilweisem Fachwerk-Obergeschoss und -Giebel, bezeichnet „1516“ und „1557“ | D-5-71-193-269 | weitere Bilder |
| Kirchgasse 5 (Standort) | Wohnhaus                 | Dreigeschossiger verputzter Traufseitbau mit Schopfwalmdach, flachem Holzerker und Ladegaube mit Kranausleger, im Hof mehrgeschossige Laubengänge, 16./17. Jahrhundert                                                                                           | D-5-71-193-270 | weitere Bilder |
| Kirchgasse 6 (Standort) | Wohnhaus                 | Dreigeschossiger verputzter Eckbau mit steilem Schopfwalmdach, Kranausleger und Fachwerk im zweiten Obergeschoss und Giebel, anschließend überbaute Toreinfahrt mit Innenhof, im Kern 14. Jahrhundert, tiefgreifende Veränderungen zweite Hälfte 16. Jahrhundert | D-5-71-193-271 | weitere Bilder |

### Kirchplatz
| Lage                     | Objekt                                               | Beschreibung | Akten-Nr.                | Bild           |
| ------------------------ | ---------------------------------------------------- | --- | ------------------------ | -------------- |
| Kirchplatz (Standort)    | Ziehbrunnen                                          | Rundes Becken aus Muschelkalkstein mit Rechteckpfeilern und Gebälk, 16./frühes 17. Jh. | D-5-71-193-943           | weitere Bilder |
| Kirchplatz 2 (Standort)  | Wohn- und Geschäftshaus                              | Dreigeschossiger Traufseitbau mit Mansarddach und Zwerchhaus mit Kranausleger, 15./16. Jahrhundert, Umbau 18. Jahrhundert | D-5-71-193-272           | weitere Bilder |
| Kirchplatz 4 (Standort)  | Wohnhaus                                             | Zweigeschossiger Traufseitbau mit steilem Satteldach und vorkragendem verputztem Fachwerk-Obergeschoss, 15./16. Jahrhundert | D-5-71-193-273           | weitere Bilder |
| Kirchplatz 4a (Standort) | Wohnhaus                                             | Viergeschossiger, verputzter Traufseitbau mit Halbwalmdach im Westen und Zwerchhaus mit Walmdach, drittes Obergeschoss verputztes Fachwerk, 2. Hälfte 15. Jh. nachqualifiziert | D-5-71-193-835           | weitere Bilder |
| Kirchplatz 6 (Standort)  | Wohnhaus                                             | Viergeschossiger verputzter Traufseitbau mit Satteldach, Krangaube mit Ausleger und verputztem oberstem Fachwerk-Obergeschoss, im Kern spätmittelalterlich | D-5-71-193-274           | weitere Bilder |
| Kirchplatz 8 (Standort)  | Ehemaliges Patrizierhaus, jetzt Hotel                | Hoher dreigeschossiger Giebelbau mit steilem Satteldach, Kranausleger und vorkragendem Fachwerk-Obergeschoss und -Giebelgeschossen, im Kern spätmittelalterlich, historisierender Wiederaufbau nach weitestgehender Zerstörung 1945, mit kleinem seitlichen Anbau | D-5-71-193-275           | weitere Bilder |
| Kirchplatz 8 (Standort)  | Ehemaliges Patrizierhaus, Rückgebäude                | Zweiflügelig: ehemaliges Wohnhaus, zweigeschossiger Eckbau mit vorkragendem Fachwerk-Obergeschoss und steilem Satteldach, zweite Hälfte 15. Jahrhundert, anschließend zweigeschossiger Satteldachbau mit Fachwerk-Obergeschoss, zweite Hälfte 16. Jahrhundert | D-5-71-193-275           | weitere Bilder |
| Kirchplatz 9 (Standort)  | Ehemaliges Pfründehaus, dann Mesnerhaus              | Zweigeschossiger verputzter Traufseitbau mit Satteldach, im Kern spätmittelalterlich | D-5-71-193-276           | weitere Bilder |
| Kirchplatz 9 (Standort)  | Reste der ehemaligen Friedhofskapelle St. Michael    | Unverputzter Sandsteinbau mit Satteldach und Maßwerkornament, 13./14. Jahrhundert | D-5-71-193-276 zugehörig | weitere Bilder |
| Kirchplatz 9 (Standort)  | Einfriedung des ehemaligen Friedhofs bei Sankt Jakob | Bruch- und Haustein, 13./14. Jahrhundert. | D-5-71-193-276 zugehörig | weitere Bilder |
| Kirchplatz 10 (Standort) | Wohnhaus                                             | Zweigeschossiger verputzter Eckbau auf Kellergeschoss mit steilem Satteldach, dendrochronologisch datiert um 1480 | D-5-71-193-277           | weitere Bilder |
| Kirchplatz 11 (Standort) | Wohnhaus                                             | Schmaler zweigeschossiger Eckbau mit steilem Satteldach, 16./18. Jahrhundert | D-5-71-193-278           | weitere Bilder |
| Kirchplatz 12 (Standort) | Ehemaliges Schule, sogenannte Zeughausschule         | Zweigeschossiger Satteldachbau mit Zwerchhaus und rustiziertem Erdgeschoss, im Stil Neurenaissancebau, um 1880 | D-5-71-193-279           | weitere Bilder |
| Kirchplatz 13 (Standort) | Ehemaliges Gymnasium, sogenanntes Altes Gymnasium    | Dreigeschossiger Putzbau mit Treppengiebel und polygonalem Treppenturm mit Zwiebelhaube, von Leonhard Weidmann, 1589/92, Umbau bezeichnet „1798“ | D-5-71-193-280           | weitere Bilder |
| Kirchplatz 14 (Standort) | Evangelische Stadtkirche Sankt Jakob                 | Dreischiffige gotische Basilika mit stark eingezogenem und langgestrecktem Polygonalchor sowie zwei Osttürmen mit durchbrochenen Hauben, Baumeister u. a. Conrad Eschenbach und Konrad Heinzelmann, um 1310/1436, um den Westchor mit Heilig-Blut-Kapelle über der Klingengasse durch Nikolaus Eseler dem Älteren und dem Jüngeren 1453–71 erweitert; mit Ausstattung | D-5-71-193-281           | weitere Bilder |

### Klingenschütt
| Lage                        | Objekt                 | Beschreibung | Akten-Nr.                | Bild           |
| --------------------------- | ---------------------- | --- | ------------------------ | -------------- |
| Klingenschütt 1 (Standort)  | Wohnhaus               | Zweigeschossiger Traufseitbau mit Fachwerk-Obergeschoss und steilem Satteldach, 16./17. Jahrhundert                          | D-5-71-193-320           | weitere Bilder |
| Klingenschütt 2 (Standort)  | Scheune                | Erdgeschossiger Massivbau mit Mansardsatteldach und verputztem Fachwerk-Giebel, 18. Jahrhundert                              | D-5-71-193-321           | weitere Bilder |
| Klingenschütt 3 (Standort)  | Wohnhaus               | Zweigeschossiger Traufseitbau mit vorkragendem Obergeschoss und Pultdach, verputztes Fachwerk, 16. Jahrhundert               | D-5-71-193-322           | weitere Bilder |
| Klingenschütt 4 (Standort)  | Ehemaliges Scheune     | Zweigeschossiger Giebelbau mit steilem Satteldach und verputztem Fachwerk-Obergeschoss, bezeichnet „1775“                    | D-5-71-193-323           | weitere Bilder |
| Klingenschütt 5 (Standort)  | Wohnhaus               | Zweigeschossiger verputzter Traufseitbau mit Pultdach und angefügtem kleinen Nebengebäude, 18./19. Jahrhundert               | D-5-71-193-324           | weitere Bilder |
| Klingenschütt 6 (Standort)  | Wohnhaus               | Erdgeschossiger verputzter Massivbau auf stockwerkshohem Kellergeschoss mit steilem Satteldach, bezeichnet „1585“            | D-5-71-193-325           | weitere Bilder |
| Klingenschütt 6 (Standort)  | Nebengebäude           | Erdgeschossiger Fachwerkbau mit steilem Satteldach, 16. Jahrhundert                                                          | D-5-71-193-325 zugehörig | weitere Bilder |
| Klingenschütt 10 (Standort) | Wohnhaus               | Zweigeschossiger historisierender Eckbau mit Halbwalmdach und leicht vorkragendem Fachwerk-Giebel, massiver Putzbau, um 1900 | D-5-71-193-531           | weitere Bilder |
| Klingenschütt 10 (Standort) | Einfriedung            | Mit gotisierendem Spitzbogentor, gleichzeitig                                                                                | D-5-71-193-531 zugehörig | weitere Bilder |
| Klingenschütt 11 (Standort) | Wohnhaus               | Zweigeschossiger verputzter Traufseitbau mit vorkragendem Fachwerk-Obergeschoss und Mansarddach, im Kern 16. Jahrhundert     | D-5-71-193-331           | weitere Bilder |
| Klingenschütt 16 (Standort) | Wohnhaus               | Kleiner zweigeschossiger Eckbau mit steilem Satteldach, wohl verputzter Fachwerkbau, im Kern 16./17. Jahrhundert             | D-5-71-193-332           | weitere Bilder |
| Klingenschütt 16 (Standort) | Gartenhäuschen         | Kleiner erdgeschossiger Massivbau mit Walmdach, 18. Jahrhundert                                                              | D-5-71-193-332 zugehörig | weitere Bilder |
| Klingenschütt 18 (Standort) | Gartenmauer mit Portal | Hausteinmauer mit Türgewände und Aufsatz aus Sandstein, 16. Jahrhundert                                                      | D-5-71-193-534           | weitere Bilder |

### Klingentorbastei
| Lage                          | Objekt                                                                                             | Beschreibung | Akten-Nr.      | Bild           |
| ----------------------------- | -------------------------------------------------------------------------------------------------- | --- | -------------- | -------------- |
| Klingentorbastei 4 (Standort) | Ehemalige Kirche der Bruderschaft der Schäfer, jetzt evangelisch-lutherische Kirche Sankt Wolfgang | Auf den Kasematten der Klingentorbastei, festungsähnlicher Saalbau aus Haustein mit seitlichen Kapellen, eingezogenem Polygonalchor und steilem Satteldach mit Dachreiter, über den sechs Schießkammern der Kasematten, 1475/93; mit Ausstattung | D-5-71-193-341 | weitere Bilder |

### Klostergasse
| Lage                                       | Objekt                                                      | Beschreibung | Akten-Nr.                | Bild           |
| ------------------------------------------ | ----------------------------------------------------------- | --- | ------------------------ | -------------- |
| Klostergasse 1 (Standort)                  | Ehemaliges Wohnhaus                                         | Zweigeschossiger Massivbau mit Krüppelwalmdach und Fachwerk-Giebel, wohl 17. Jahrhundert | D-5-71-193-343           | weitere Bilder |
| Klostergasse 2 a, Herrngasse 26 (Standort) | Ehemalige Scheune                                           | Hoher Bruchsteinbau mit Fachwerk-Obergeschoss, Torbogen und Walmdach, wohl 16. Jahrhundert | D-5-71-193-185 zugehörig | weitere Bilder |
| Klostergasse 6 (Standort)                  | Wohnhaus                                                    | Dreigeschossiger verputzter Traufseitbau mit Walmdach und Zwerchhaus, 18. Jahrhundert | D-5-71-193-344           | weitere Bilder |
| Klostergasse 7 (Standort)                  | Scheune                                                     | Giebelseitiger massiver Putzbau mit Rundbogenportal, Kranausleger und steilem Satteldach, rückseitig Schopfwalmdach, im Kern dendrochronologisch datiert 1502 | D-5-71-193-345           | weitere Bilder |
| Klostergasse 8 (Standort)                  | Ehemaliges Ökonomiegebäude                                  | Zweigeschossiger Traufseitbau mit Halbwalmdach sowie Fachwerk-Obergeschoss und -Giebelgeschoss, dendrochronologisch datiert 1472, massives Erdgeschoss erneuert | D-5-71-193-346           | weitere Bilder |
| Klostergasse 9 (Standort)                  | Wohnhaus                                                    | Zweigeschossiger verputzter Traufseitbau auf hohem Kellergeschoss mit Fachwerk-Obergeschoss, Satteldach, Zwerchhaus und Rundbogenportal, um 1600 | D-5-71-193-347           | weitere Bilder |
| Klostergasse 11 (Standort)                 | Wohnhaus                                                    | Zweigeschossiger verputzter Traufseitbau mit steilem Satteldach, Rundbogenportal und Zwerchhaus mit Kranausleger, 16./17. Jahrhundert | D-5-71-193-348           | weitere Bilder |
| Klostergasse 12 (Standort)                 | Wohnhaus                                                    | schmaler, zweigeschossiger Giebelbau mit steilem Satteldach, massivem Erd- und vorkragendem Fachwerkobergeschoss, rückwärtig zweigeschossiger Satteldachanbau, dendrochronologisch datiert 1330/31 und 1483, Giebel 2. Hälfte 17. Jahrhundert, Anbau 17./18. Jahrhundert | D-5-71-193-944           | weitere Bilder |
| Klostergasse 13 (Standort)                 | Wohnhaus                                                    | Zweigeschossiger Giebelbau mit steilem Satteldach mit kleinem Schopf und vorkragenden verputzten Fachwerk-Giebelgeschossen mit Kranausleger, zweite Hälfte 16. Jahrhundert                                                                                               | D-5-71-193-350           | weitere Bilder |
| Klostergasse 13 (Standort)                 | Gartenmauer                                                 | Mit Rundbogenportal, massiv, gleichzeitig | D-5-71-193-350 zugehörig | weitere Bilder |
| Klostergasse 15 (Standort)                 | Evangelisch-lutherisches Pfarramt der Sankt-Jakobs-Stiftung | Dreigeschossiger verputzter Giebelbau mit steilem Satteldach mit kleinem Schopf, reich ornamentiertem Erker der Spätrenaissance mit Treppengiebel und Ritterfigur, sowie spätgotischer Einfahrtshalle, zweite Hälfte 16. Jahrhundert; mit Ausstattung                    | D-5-71-193-352           | weitere Bilder |
| Klostergasse 16 (Standort)                 | Wohnhaus                                                    | Schmaler zweigeschossiger Giebelbau mit steilem Satteldach, wohl verputzter Ständerbau, dendrochronologisch datiert 1427 | D-5-71-193-353           | weitere Bilder |
| Klostergasse 18 (Standort)                 | Wohnhaus                                                    | Dreigeschossiger Putzbau mit Walmdach, Zwerchhaus und Rundbogenportal, 18. Jahrhundert, mit älterem Kern | D-5-71-193-354           | weitere Bilder |
| Klostergasse 20 (Standort)                 | Wohnhaus                                                    | Zweigeschossiger Giebelbau mit abgeschlepptem Steildach und verputztem Fachwerk-Obergeschoss, im Kern 16. Jahrhundert | D-5-71-193-355           | weitere Bilder |

### Klosterhof
| Lage                                   | Objekt                                                                                  | Beschreibung | Akten-Nr.      | Bild           |
| -------------------------------------- | --------------------------------------------------------------------------------------- | --- | -------------- | -------------- |
| Klosterhof 1 (Standort)                | Wohnhaus                                                                                | Dreigeschossiger verputzter Walmdachbau mit Zwerchhaus und leicht vorkragenden Fachwerk-Obergeschossen, im Kern 16. Jahrhundert, verändert 18. Jahrhundert | D-5-71-193-356 | weitere Bilder |
| Klosterhof 1 (Standort)                | Gartenmauer                                                                             | Haustein, 18. Jahrhundert | D-5-71-193-356 | weitere Bilder |
| Klosterhof 1 (Standort)                | Hausgarten                                                                              | Barock, 18. Jahrhundert | D-5-71-193-356 | weitere Bilder |
| Klosterhof 5 (Standort)                | Ehemaliges Dominikanerinnenkloster, jetzt RothenburgMuseum (bis 2019 Reichsstadtmuseum) | 1258 gegründet und 1554 aufgehoben Konventsgebäude, ehemalige vierflügelige Anlage mit innenliegendem Kreuzgang und dem angefügten Prioratsbau: zweigeschossiger massiver Nordflügel mit unterschiedlichen Satteldächern, um 1300 zweigeschossiger massiver Westflügel mit steilem Satteldach, zweigeschossiger Krangaube und integriertem sogenannten Dominikanerturm, um 1300 Dreigeschossiger massiver Ostflügel mit steilem Satteldach, um 1500, mit umfangreichen Umbauten des 19. Jahrhunderts Südflügel 1980 rekonstruiert, zweigeschossiger massiver Prioratsbau mit abgewalmtem Steildach, archivalisch datiert 1519 Westfassadenreste der 1812/13 abgebrochenen Klosterkirche | D-5-71-193-357 | weitere Bilder |
| Klosterhof 5 (Standort)                | Ehemalige Klostermauer                                                                  | Haustein, mittelalterlich | D-5-71-193-357 | weitere Bilder |
| Klosterhof 5 (Standort)                | Klostergarten                                                                           | Grünanlage mit Spolien der ehemaligen Klosteranlage | D-5-71-193-357 | weitere Bilder |
| Klosterhof 6, Klosterhof 6a (Standort) | Ehemaliges Klosterökonomie                                                              | Zweigeschossiger Putzbau mit steilem Satteldach und Rundbogenportal, 16. Jahrhundert | D-5-71-193-358 | weitere Bilder |
| Klosterhof 7 (Standort)                | Ehemaliges Klosterökonomie                                                              | Zweigeschossiger verputzter Traufseitbau mit steilem Satteldach, im Kern wohl 16. Jahrhundert | D-5-71-193-359 | weitere Bilder |
| Klosterhof 8 (Standort)                | Wohnhaus der ehemaligen Klosterökonomie                                                 | Zweigeschossiger Putzbau mit steilem Satteldach und Spitzbogenportal, im Kern 15./16. Jahrhundert | D-5-71-193-360 | weitere Bilder |
| Klosterhof 9 (Standort)                | Wohnhaus                                                                                | Zweigeschossiger Traufseitbau mit steilem Satteldach, vorkragender Dachtraufe und verputztem Fachwerk-Obergeschoss, im Kern 16. Jahrhundert | D-5-71-193-361 | weitere Bilder |
| Klosterhof 10 (Standort)               | Wohnhaus                                                                                | Zweigeschossiger Traufseitbau mit steilem Satteldach, vorkragender Dachtraufe und verputztem Fachwerk-Obergeschoss, im Kern 16. Jahrhundert | D-5-71-193-362 | weitere Bilder |
| Klosterhof 11 (Standort)               | Wohnhaus                                                                                | Zweigeschossiger Giebelbau mit Steildach, Fachwerk-Obergeschoss und -Giebelgeschossen sowie Kranausleger, bezeichnet „1567“ | D-5-71-193-363 | weitere Bilder |
| Klosterhof 12 (Standort)               | Wohnhaus                                                                                | Zweigeschossiger Eckbau mit steilem Satteldach, Kranausleger, Rundbogenportal und teilweise verputztem Fachwerk-Obergeschoss und -Giebelgeschossen, 16. Jahrhundert, Wappentafel bezeichnet „1701“ | D-5-71-193-364 | weitere Bilder |
| Klosterhof 13 (Standort)               | Wohnhaus                                                                                | Zweigeschossiger verputzter Giebelbau mit vorkragendem Ober- und Giebelgeschoss, Rundbogenportal und Schopfwalmdach, 16. Jahrhundert, mit älterem Kern | D-5-71-193-365 | weitere Bilder |

### Klosterweth
| Lage                      | Objekt                  | Beschreibung | Akten-Nr.                | Bild           |
| ------------------------- | ----------------------- | --- | ------------------------ | -------------- |
| Klosterweth 1 (Standort)  | Ehemaliges Nebengebäude | Zweigeschossiger verputzter Ständerbau mit steilem Satteldach, im Kern 16./17. Jahrhundert                                 | D-5-71-193-367           | weitere Bilder |
| Klosterweth 2 (Standort)  | Scheune                 | Zweigeschossiger Steildachbau mit Fachwerk-Giebel, zweite Hälfte 15. Jahrhundert                                           | D-5-71-193-368           | weitere Bilder |
| Klosterweth 4 (Standort)  | Scheune                 | Erdgeschossiger Giebelbau mit steilem Satteldach, Kranausleger und vorkragenden Fachwerk-Giebelgeschossen, 16. Jahrhundert | D-5-71-193-369           | weitere Bilder |
| Klosterweth 16 (Standort) | Wohnhaus                | Zweigeschossiger Mansardwalmdachbau, 19. Jahrhundert                                                                       | D-5-71-193-370           | weitere Bilder |
| Klosterweth 16 (Standort) | Einfriedung             | Massive Gartenmauer aus Bruchstein, 18. Jahrhundert                                                                        | D-5-71-193-370 zugehörig | weitere Bilder |

### Kobolzeller Steige
| Lage                             | Objekt                  | Beschreibung | Akten-Nr.      | Bild           |
| -------------------------------- | ----------------------- | --- | -------------- | -------------- |
| Kobolzeller Steige 2 (Standort)  | Wohn- und Geschäftshaus | Zweigeschossiger Giebelbau mit steilem Satteldach und vorkragendem Fachwerk-Obergeschoss sowie -Giebelgeschossen, dendrochronologisch datiert 1424                | D-5-71-193-374 | weitere Bilder |
| Kobolzeller Steige 4 (Standort)  | Wohnhaus                | Zweigeschossiger Giebelbau mit steilem Satteldach und verputztem Fachwerk-Obergeschoss sowie -Giebel, dendrochronologisch datiert 1329, teilweise abgebrannt 1987 | D-5-71-193-375 | weitere Bilder |
| Kobolzeller Steige 10 (Standort) | Wohn- und Geschäftshaus | Zweigeschossiger Putzbau mit Mansardwalmdach und Fachwerk-Obergeschoss, bezeichnet „1849“, im Kern älter                                                          | D-5-71-193-377 | weitere Bilder |
| Kobolzeller Steige 12 (Standort) | Wohnhaus                | Zweigeschossiger Giebelbau mit steilem Satteldach und verputztem Fachwerk-Obergeschoss, im Kern um 1450, Fassade erneuert 19. Jahrhundert                         | D-5-71-193-378 | weitere Bilder |
| Kobolzeller Steige 14 (Standort) | Wohnhaus                | Zweigeschossiger Traufseitbau mit steilem Satteldach und verputztem Fachwerk-Obergeschoss, im Kern 15./16. Jahrhundert                                            | D-5-71-193-379 | weitere Bilder |

### Krebengäßchen
| Lage                                        | Objekt                     | Beschreibung | Akten-Nr.      | Bild           |
| ------------------------------------------- | -------------------------- | --- | -------------- | -------------- |
| Krebengäßchen 3 (Standort)                  | Wohnhaus                   | Zweigeschossiger verputzter Traufseitbau mit steilem Satteldach, im Kern 16. Jahrhundert                                                     | D-5-71-193-383 | weitere Bilder |
| Krebengäßchen 4 (Standort)                  | Wohnhaus                   | Zweigeschossiger Traufseitbau mit steilem Satteldach und verputztem Fachwerk-Obergeschoss, dendrochronologisch datiert 1403                  | D-5-71-193-384 | weitere Bilder |
| Krebengäßchen 5 (Standort)                  | Wohnhaus                   | Zweigeschossiger verputzter Traufseitbau mit steilem Satteldach und Rundbogenportal, 16. Jahrhundert                                         | D-5-71-193-385 | weitere Bilder |
| Krebengäßchen 6, Krebengäßchen 8 (Standort) | Ehemaliges Ackerbürgerhaus | Zweigeschossiger Traufseitbau mit steilem Satteldach und verputztem Fachwerk-Obergeschoss sowie -Giebel, dendrochronologisch datiert um 1425 | D-5-71-193-386 | weitere Bilder |
| Krebengäßchen 9 (Standort)                  | Scheune                    | Dreizoniger Traufseitbau mit steilem Satteldach, massivem Sockel und Fachwerk, zweite Hälfte 15. Jahrhundert                                 | D-5-71-193-389 | weitere Bilder |
| Krebengäßchen 9 (Standort)                  | Scheune                    | Eingeschossiger Traufseitbau mit steilem Krüppelwalmdach, massivem Sockel und Fachwerkzone, 16./17. Jahrhundert                              | D-5-71-193-388 | weitere Bilder |
| Krebengäßchen 10 (Standort)                 | Wohnhaus                   | Zweigeschossiger Traufseitbau mit Krüppelwalmdach, Rundbogenportal und vorkragendem verputztem Fachwerk-Obergeschoss, 16. Jahrhundert        | D-5-71-193-390 | weitere Bilder |
| Krebengäßchen 11 (Standort)                 | Wohnhaus                   | Zweigeschossiger zurückversetzter Putzbau mit steilem Satteldach, im Kern 16. Jahrhundert                                                    | D-5-71-193-391 | weitere Bilder |
| Krebengäßchen 13 (Standort)                 | Ehemaliges Ackerbürgerhaus | Zweigeschossiger Giebelbau mit steilem Satteldach und verputztem Fachwerk, im Kern 16. Jahrhundert                                           | D-5-71-193-392 | weitere Bilder |
| Krebengäßchen 15 (Standort)                 | Wohnhaus                   | Zweigeschossiger verputzter Traufseitbau mit steilem Satteldach und vorkragendem Fachwerk-Obergeschoss, 16. Jahrhundert                      | D-5-71-193-393 | weitere Bilder |

### Küblersgäßchen
| Lage                         | Objekt   | Beschreibung | Akten-Nr.      | Bild           |
| ---------------------------- | -------- | --- | -------------- | -------------- |
| Küblersgäßchen 1 (Standort)  | Wohnhaus | Dreigeschossiger verputzter Traufseitbau mit steilem Satteldach und vorspringenden Fachwerk-Obergeschossen, 16. Jahrhundert                | D-5-71-193-394 | weitere Bilder |
| Küblersgäßchen 2 (Standort)  | Wohnhaus | Zweigeschossiger verputzter Eckbau mit steilem Satteldach und Kranluken, 17./18. Jahrhundert, im Kern älter                                | D-5-71-193-395 | weitere Bilder |
| Küblersgäßchen 3 (Standort)  | Wohnhaus | Dreigeschossiger schmaler Traufseitbau mit steilem Satteldach und vorkragenden verputzten Fachwerk-Obergeschossen, 16. Jahrhundert         | D-5-71-193-396 | weitere Bilder |
| Küblersgäßchen 9 (Standort)  | Wohnhaus | Zweigeschossiger Traufseitbau mit steilem Satteldach und Vollwalm, verputzter Stockwerksbau, zweite Hälfte 15. Jahrhundert                 | D-5-71-193-397 | weitere Bilder |
| Küblersgäßchen 11 (Standort) | Wohnhaus | Zweigeschossiger verputzter Giebelbau mit steilem Satteldach, Spitzbogenportal und Fachwerk-Obergeschoss sowie -Giebel, 16. Jahrhundert    | D-5-71-193-398 | weitere Bilder |
| Küblersgäßchen 15 (Standort) | Wohnhaus | Schmaler zweigeschossiger Giebelbau mit steilem Satteldach, Kranausleger und verputzten Fachwerk-Giebelgeschossen, im Kern 16. Jahrhundert | D-5-71-193-400 | weitere Bilder |

### Markt
| Lage                                         | Objekt                                                                           | Beschreibung | Akten-Nr.                | Bild           |
| -------------------------------------------- | -------------------------------------------------------------------------------- | --- | ------------------------ | -------------- |
| Markt 2 (Standort)                           | Ehemaliges Herberge und Tanzhaus der Schäferbruderschaft, dann Gasthaus zum Lamm | Zweigeschossiger giebelständiger Gebäudekomplex mit Satteldach und angefügtem Rückgebäude mit Innenhof und Mansardwalmdach, verputzter Massivbau, im Kern 16. Jahrhundert                                                           | D-5-71-193-405           | weitere Bilder |
| Markt 2 (vormals Kapellenplatz 1) (Standort) | Rückgebäude                                                                      | Bezeichnet „1750“, erneuert 1927 | D-5-71-193-405 zugehörig | weitere Bilder |
| Markt 3 (Standort)                           | Ehemaliges Patrizierhaus                                                         | Viergeschossiger Eckbau mit Krüppelwalmdach, Spitzbogenportal und Eckfiale, drittes Obergeschoss und Giebel unverputztes Fachwerk, Innenhof mit Laubengang, im Kern zweite Hälfte 15. Jahrhundert, Umbauten 16. und 18. Jahrhundert | D-5-71-193-406           | weitere Bilder |
| Markt 4 (Standort)                           | Wohn- und Geschäftshaus                                                          | Zweigeschossiger verputzter Giebelbau mit steilem Satteldach und Aufzugsbalken, Giebel und teilweise Obergeschoss mit Fachwerk, zweite Hälfte 15. Jahrhundert                                                                       | D-5-71-193-407           | weitere Bilder |
| Markt 6 (Standort)                           | Wohn- und Geschäftshaus                                                          | Dreigeschossiger verputzter Giebelbau mit steilem Satteldach, Aufzugsbalken und abgetrepptem Giebel, im Kern 15./16. Jahrhundert, renoviert und teilweiser Wiederaufbau 1946                                                        | D-5-71-193-408           | weitere Bilder |
| Markt 8 (Standort)                           | Wohn- und Geschäftshaus                                                          | Dreigeschossiger verputzter Giebelbau mit steilem Satteldach, im Kern 15./16. Jahrhundert, geschwungener barocker Giebel 17. Jahrhundert, teilweise wiederhergestellt 1954                                                          | D-5-71-193-409           | weitere Bilder |

### Mergentheimer Straße
| Lage                              | Objekt   | Beschreibung                                                                              | Akten-Nr.      | Bild           |
| --------------------------------- | -------- | ----------------------------------------------------------------------------------------- | -------------- | -------------- |
| Mergentheimer Straße 3 (Standort) | Wohnhaus | Erdgeschossiger verputzter Massivbau mit Halbwalmdach und Fachwerkgiebel, 19. Jahrhundert | D-5-71-193-436 | weitere Bilder |

### Milchmarkt
| Lage                    | Objekt                                                        | Beschreibung | Akten-Nr.      | Bild           |
| ----------------------- | ------------------------------------------------------------- | --- | -------------- | -------------- |
| Milchmarkt 1 (Standort) | Ehemaliges Handwerkerhaus                                     | Zweigeschossiger verputzter Giebelbau mit steilem Satteldach, Rundbogenportalen und vorkragendem Fachwerk-Giebel, im Kern 16. Jahrhundert                                                             | D-5-71-193-421 | weitere Bilder |
| Milchmarkt 2 (Standort) | Ehemaliges reichsstädtische Fronveste, sogenanntes Büttelhaus | Zweigeschossiger unverputzter Massivbau mit steilem Satteldach, Rundbogenportal, und seitlich angefügtem kleineren Walmdachbau, Keller und Erdgeschoss 14./15. Jahrhundert, nach 1945 wiederaufgebaut | D-5-71-193-422 | weitere Bilder |
| Milchmarkt 3 (Standort) | Ehemaliges Handwerkerhaus                                     | Zweigeschossiger Giebelbau mit steilem Satteldach, Kranausleger und verputztem Fachwerk-Obergeschoss und -Giebel, im Kern 16. Jahrhundert                                                             | D-5-71-193-423 | weitere Bilder |

### Mühlacker
| Lage                   | Objekt                                                  | Beschreibung | Akten-Nr.      | Bild           |
| ---------------------- | ------------------------------------------------------- | --- | -------------- | -------------- |
| Mühlacker 1 (Standort) | Ehemaliges Pferdemühle, sogenannte Rossmühle            | Symmetrischer Bruchsteinbau mit Stützpfeilern und steilem Krüppelwalmdach, Neubau von 1561, nach Brand 1953 wiederhergestellt                                                                                        | D-5-71-193-424 | weitere Bilder |
| Mühlacker 3 (Standort) | Ehemaliges Schafscheune, sogenannte Bauamtliche Scheune | Breitgelagerter erdgeschossiger Bruchsteinbau mit Fachwerk-Giebel und steilem Satteldach mit Schopfwalmen, im Kern dendrochronologisch datiert 1406, verändert erste Hälfte 16. Jahrhundert, massiv erneuert um 1600 | D-5-71-193-588 | weitere Bilder |
| Mühlacker 5 (Standort) | Remise                                                  | Langgestreckter an die Stadtmauer angelehnter Fachwerkbau zu einem Geschoss mit steilem Pultdach, 18./19. Jahrhundert                                                                                                | D-5-71-193-430 | weitere Bilder |
| Mühlacker 7 (Standort) | Remise                                                  | langgestreckter, erdgeschossiger Fachwerkbau mit Pultdach, 18./frühes 19. Jahrhundert; an die Stadtmauer gelehnt | D-5-71-193-948 | weitere Bilder |

### Neugasse
| Lage                                         | Objekt    | Beschreibung | Akten-Nr.      | Bild           |
| -------------------------------------------- | --------- | --- | -------------- | -------------- |
| Neugasse 7 (Standort)                        | Wohnhaus  | Zweigeschossiger verputzter Fachwerkbau mit Krüppelwalmdach, bezeichnet „1742“                                      | D-5-71-193-431 | weitere Bilder |
| Neugasse 9 (Standort)                        | Wohnhaus  | Zweigeschossiger verputzter Traufseitbau mit Rundbogenportal und steilem Satteldach, 18. Jahrhundert, im Kern älter | D-5-71-193-432 | weitere Bilder |
| Neugasse 28, vor Ruinengrundstück (Standort) | Mauerrest | Mit Spitz- und Rundbogenportal, spätmittelalterlich                                                                 | D-5-71-193-433 | weitere Bilder |

### Nuschweg
| Lage                                   | Objekt              | Beschreibung | Akten-Nr.                | Bild           |
| -------------------------------------- | ------------------- | --- | ------------------------ | -------------- |
| Nuschweg (Standort)                    | Drei Steinkreuze    | Spätmittelalterlich | D-5-71-193-342           | weitere Bilder |
| Nuschweg 2 (Standort)                  | Ehemaliges Brauhaus | Dreigeschossiger historisierender Putzbau mit Mittelrisalit und steilem Stufengiebel, Kelleranlagen und Stollen, von Hans Hopf, bezeichnet „1898/99“, verändert 1939 | D-5-71-193-747           | weitere Bilder |
| Nuschweg 2 (Standort)                  | Nebengebäude        | Erdgeschossiger Fachwerkbau auf hohem Kellergeschoss mit Halbwalmdach, gleichzeitig | D-5-71-193-747 zugehörig | weitere Bilder |
| Nuschweg 2 (Standort)                  | Nebengebäude        | Erdgeschossig mit Halbwalmdach, gleichzeitig | D-5-71-193-747 zugehörig | BW             |
| Nuschweg 2, Nähe Klingentor (Standort) | Einfriedung         | Kalksteinpfeiler mit gusseisernem Gitterzaun, um 1900 | D-5-71-193-747 zugehörig | weitere Bilder |
| Nuschweg 11 (Standort)                 | Einfamilienhaus     | zweigeschossiger, verputzter Massivbau mit steilem Walmdach und Gesimsgliederung, an der Westseite zweigeschossiger Walmdachanbau, an der Ostseite Treppenhausrisalit mit Walmdach, an der Südseite Obergeschosserker mit Dreiecksgiebel, August Gustav Schmidt, 1932; Eingangstor, rechteckiges Steinquadertor mit Volutenbesatz, gleichzeitig; Garten, malerische Gartenanlage mit Treppenwegen, Terrassierungen und Brunnen, gleichzeitig | D-5-71-193-1144          | BW             |

### Paradeisgasse
| Lage                       | Objekt             | Beschreibung | Akten-Nr.      | Bild           |
| -------------------------- | ------------------ | --- | -------------- | -------------- |
| Paradeisgasse 1 (Standort) | Wohnhaus           | Zweigeschossiger Traufseitbau mit steilem Satteldach, Krangaube und verputztem Fachwerk-Obergeschoss sowie -Giebel, um 1600                       | D-5-71-193-460 | weitere Bilder |
| Paradeisgasse 2 (Standort) | Wohn- und Gasthaus | Zweigeschossiger Traufseitbau mit steilem Satteldach, Zwerchhaus und vorkragendem verputztem Fachwerk-Obergeschoss und -Giebelgeschossen, um 1600 | D-5-71-193-461 | weitere Bilder |
| Paradeisgasse 6 (Standort) | Wappenstein        | Bezeichnet „1762“ | D-5-71-193-462 | weitere Bilder |

### Pfäffleinsgäßchen
| Lage                                                | Objekt     | Beschreibung | Akten-Nr.      | Bild           |
| --------------------------------------------------- | ---------- | --- | -------------- | -------------- |
| Pfäffleinsgäßchen 1 (Standort)                      | Wohnhaus   | Schmaler zweigeschossiger Traufseitbau mit Satteldach und Rundbogenportal, verputzt, im Kern 16. Jahrhundert                        | D-5-71-193-463 | weitere Bilder |
| Pfäffleinsgäßchen 2 (Standort)                      | Wohnhaus   | Zweigeschossiger verputzter Eckbau mit steilem Satteldach, 18./19. Jahrhundert, mit älterem Kern                                    | D-5-71-193-464 | weitere Bilder |
| Pfäffleinsgäßchen 3 (Standort)                      | Wohnhaus   | Zweigeschossiger Traufseitbau mit Halbgeschoss und Satteldach, verputzte Fachwerk-Obergeschosse, im Kern 16. Jahrhundert            | D-5-71-193-465 | weitere Bilder |
| Pfäffleinsgäßchen 5 (Standort)                      | Wohnhaus   | Zweigeschossiger verputzter Giebelbau mit steilem Satteldach, 19. Jahrhundert, mit älterem Kern                                     | D-5-71-193-467 | weitere Bilder |
| Pfäffleinsgäßchen 6, Pfäffleinsgäßchen 8 (Standort) | Doppelhaus | Zweigeschossiger verputzter Traufseitbau mit Satteldach, 19. Jahrhundert, mit älterem Kern                                          | D-5-71-193-468 | weitere Bilder |
| Pfäffleinsgäßchen 7 (Standort)                      | Wohnhaus   | Zweigeschossiger Putzbau mit Mansardwalmdach, 18. /19. Jahrhundert                                                                  | D-5-71-193-469 | weitere Bilder |
| Pfäffleinsgäßchen 9 (Standort)                      | Wohnhaus   | Schmaler zweigeschossiger Putzbau mit Mansarddach, bezeichnet „1857“                                                                | D-5-71-193-471 | Wohnhaus       |
| Pfäffleinsgäßchen 10 (Standort)                     | Wohnhaus   | Zweigeschossiger verputzter Giebelbau mit Mansardsatteldach, 1901                                                                   | D-5-71-193-472 | weitere Bilder |
| Pfäffleinsgäßchen 11 (Standort)                     | Wohnhaus   | Zweigeschossiger verputzter Traufseitbau mit Mansarddach, 19. Jahrhundert                                                           | D-5-71-193-473 | weitere Bilder |
| Pfäffleinsgäßchen 13 (Standort)                     | Wohnhaus   | Zweigeschossiger verputzter Traufseitbau mit Mansarddach, 18. Jahrhundert                                                           | D-5-71-193-474 | weitere Bilder |
| Pfäffleinsgäßchen 15 (Standort)                     | Wohnhaus   | Zweigeschossiger verputzter Giebelbau mit seitlich leicht vorkragendem Fachwerk-Obergeschoss und Rundbogenportal, bezeichnet „1578“ | D-5-71-193-475 | weitere Bilder |

### Rahmengäßchen
| Lage                       | Objekt      | Beschreibung | Akten-Nr.                | Bild           |
| -------------------------- | ----------- | --- | ------------------------ | -------------- |
| Rahmengäßchen 5 (Standort) | Wohnhaus    | Zweigeschossiger Traufseitbau mit steilem Satteldach und verputztem Fachwerk-Obergeschoss und -Giebelgeschossen, 16. Jahrhundert | D-5-71-193-485           | weitere Bilder |
| Rahmengäßchen 5 (Standort) | Einfriedung | Mit Gartenportal | D-5-71-193-485 zugehörig | weitere Bilder |

### Rosmaringäßchen
| Lage                         | Objekt                        | Beschreibung | Akten-Nr.      | Bild           |
| ---------------------------- | ----------------------------- | --- | -------------- | -------------- |
| Rosmaringäßchen 1 (Standort) | Wohnhaus                      | Dreigeschossiger schmaler Eckbau mit steilem Satteldach, Kranausleger, Spitzbogenportal und verputztem Fachwerk-Giebel sowie -Obergeschoss auf Konsolen, um 1500 | D-5-71-193-516 | weitere Bilder |
| Rosmaringäßchen 2 (Standort) | Ehemaliges Wirtschaftsgebäude | Zweigeschossiges verputztes Giebelhaus mit überbauter Tordurchfahrt und abgewalmtem Satteldach, dendrochronologisch datiert 1527                                 | D-5-71-193-517 | weitere Bilder |
| Rosmaringäßchen 4 (Standort) | Wohnhaus                      | Zweigeschossiger breiter Traufseitbau mit Walmdach und verputztem Fachwerk-Obergeschoss, um 1500                                                                 | D-5-71-193-518 | weitere Bilder |

### Roßmühlgasse
| Lage                      | Objekt   | Beschreibung                                                                                | Akten-Nr.      | Bild           |
| ------------------------- | -------- | ------------------------------------------------------------------------------------------- | -------------- | -------------- |
| Roßmühlgasse 2 (Standort) | Wohnhaus | Erdgeschossiger verputzter Fachwerkbau mit steilem Satteldach, im Kern wohl 17. Jahrhundert | D-5-71-193-520 | weitere Bilder |

### Schlegeleinsweth
| Lage                                           | Objekt       | Beschreibung | Akten-Nr.                | Bild           |
| ---------------------------------------------- | ------------ | --- | ------------------------ | -------------- |
| Schlegeleinsweth 1 (Standort)                  | Scheune      | Erdgeschossiger Giebelbau mit steilem Satteldach, doppelter Kranluke und -ausleger, wohl verputztes Fachwerk, 18. Jahrhundert                                | D-5-71-193-526           | weitere Bilder |
| Schlegeleinsweth 2 (Standort)                  | Wohnhaus     | Kleiner zweigeschossiger Giebelbau mit steilem Satteldach, in Resten verputzter Ständerbau, erste Hälfte 15. Jahrhundert                                     | D-5-71-193-527           | weitere Bilder |
| Schlegeleinsweth 8 (Standort)                  | Scheune      | Eingeschossiger Traufseitbau mit steilem Satteldach und Querbau mit Rundbogenportal und Sandsteinquader, vor 1600, straßenseitiger Anbau 18. Jahrhundert     | D-5-71-193-528           | weitere Bilder |
| Schlegeleinsweth 9a, 9b (Standort)             | Doppelhaus   | Zweigeschossiger Giebelbau mit steilem Satteldach und verputztem Fachwerk-Obergeschoss, im Kern 16. Jahrhundert                                              | D-5-71-193-529           | weitere Bilder |
| Schlegeleinsweth 10 (Standort)                 | Wohnhaus     | Zweigeschossiger Traufseitbau mit steilem Satteldach und verputztem Fachwerk-Obergeschoss sowie -Giebel, im Kern 16. Jahrhundert, Laubengang 19. Jahrhundert | D-5-71-193-530           | weitere Bilder |
| Schlegeleinsweth 12, Hirtengasse 15 (Standort) | Scheune      | Erdgeschossiger Traufseitbau aus Sandsteinquadern mit Rundbogenportal und Krüppelwalmdach, 16. Jahrhundert, zweigeschossige Krangaube mit Walmdach jünger    | D-5-71-193-328           | weitere Bilder |
| Schlegeleinsweth 12, Hirtengasse 15 (Standort) | Gartenportal | Abschnitt der Bruchsteinmauer mit Rundbogenportal, 17./18. Jahrhundert                                                                                       | D-5-71-193-328 zugehörig | weitere Bilder |
| Schlegeleinsweth 12 (Standort)                 | Wappentafel  | Bezeichnet „1694“ | D-5-71-193-532           | weitere Bilder |

### Schmidtsgäßchen
| Lage                         | Objekt   | Beschreibung                                                                                                   | Akten-Nr.      | Bild           |
| ---------------------------- | -------- | --- | -------------- | -------------- |
| Schmidtsgäßchen 7 (Standort) | Wohnhaus | Zweigeschossiger Traufseitbau mit steilem Satteldach und verputztem Fachwerk-Obergeschoss, 17./18. Jahrhundert | D-5-71-193-533 | weitere Bilder |

### Sülzengäßchen
| Lage                                | Objekt      | Beschreibung | Akten-Nr.      | Bild           |
| ----------------------------------- | ----------- | --- | -------------- | -------------- |
| Sülzengäßchen, vor Nr. 2 (Standort) | Ziehbrunnen | Rundes Steinbecken mit massivem und bekröntem Aufbau, bezeichnet „1626“                                                   | D-5-71-193-598 | weitere Bilder |
| Sülzengäßchen 3 (Standort)          | Wohnhaus    | Zweigeschossiger Giebelbau mit steilem Satteldach und Kranausleger, wohl verputzter Fachwerksbau, im Kern 16. Jahrhundert | D-5-71-193-599 | weitere Bilder |

### Trompetergäßchen
| Lage                          | Objekt   | Beschreibung | Akten-Nr.      | Bild           |
| ----------------------------- | -------- | --- | -------------- | -------------- |
| Trompetergäßchen 2 (Standort) | Wohnhaus | Zweigeschossiger verputzter Traufseitbau mit steilem Satteldach, im Kern 15./16. Jahrhundert                             | D-5-71-193-628 | weitere Bilder |
| Trompetergäßchen 8 (Standort) | Wohnhaus | Zweigeschossiger verputzter Traufseitbau mit Mansarddach und rundbogigem Kellerzugang, 18. Jahrhundert, mit älterem Kern | D-5-71-193-630 | weitere Bilder |

## Taubertal
Entlang der Tauber liegen im Ensemble Altstadt folgende Mühlenanwesen, Brücken, das Wildbad, Bildstöcke, die Kobolzeller Kirche und das Topplerschlößchen.

### Schmelzmühle
| Lage                       | Objekt                                                        | Beschreibung | Akten-Nr.                | Bild           |
| -------------------------- | ------------------------------------------------------------- | --- | ------------------------ | -------------- |
| Taubertalweg 20 (Standort) | Ehemalige Schmelz- und Getreidemühle, sogenannte Schmelzmühle | Zweigeschossiger Satteldachbau mit verputztem Fachwerk-Obergeschoss, Rundbogenportal, und vorkragenden Fachwerk-Giebelgeschossen, um 1700 | D-5-71-193-603           | weitere Bilder |
| Taubertalweg 20 (Standort) | Nebengebäude                                                  | Zweigeschossiger Bruchsteinbau mit teilweisem Fachwerk-Obergeschoss und steilem Satteldach, dendrochronologisch datiert 1597              | D-5-71-193-603           | BW             |
| Taubertalweg 20 (Standort) | Schöpfbrunnen                                                 | Runde Brunneneinfassung aus Muschelkalk, 16./17. Jahrhundert                                                                              | D-5-71-193-603 zugehörig | weitere Bilder |
| Taubertalweg 22 (Standort) | Austragshaus                                                  | | D-5-71-193-603 zugehörig | BW             |

### Gipsmühle
| Lage                       | Objekt                            | Beschreibung | Akten-Nr.                | Bild           |
| -------------------------- | --------------------------------- | --- | ------------------------ | -------------- |
| Taubertalweg 30 (Standort) | Wohnteil der ehemaligen Gipsmühle | Zweigeschossiger Putzbau mit Wiederkehr und Fachwerk-Giebel, im Kern 16. Jahrhundert, Vergrößerung 19. Jahrhundert | D-5-71-193-605           | weitere Bilder |
| Taubertalweg 30 (Standort) | Scheune                           | Erdgeschossiger Hausteinbau mit Satteldach, 18. Jahrhundert                                                        | D-5-71-193-605 zugehörig | BW             |

### Wildbad
| Lage                       | Objekt                                                   | Beschreibung | Akten-Nr.                | Bild           |
| -------------------------- | -------------------------------------------------------- | --- | ------------------------ | -------------- |
| Taubertalweg 42 (Standort) | Ehemaliges Kurhotel Wildbad                              | Vier hangaufwärts hinter- und übereinander gestaffelte Bauteile mit Badhaus, Saalbau, Mittelbau und Schloss- oder Villenbau, im historisierenden Stil und mit reicher Dekoration, von Robert Backer für Friedrich von Hessing, 1898/1901 | D-5-71-193-606           | weitere Bilder |
| Taubertalweg 42 (Standort) | Ehemaliges Kurhotel Wildbad, ehemaliges Hallenschwimmbad | Verputzter rechteckiger Ziegelbau mit Walmdach und hölzerner Laterne | D-5-71-193-606 zugehörig | weitere Bilder |
| Taubertalweg 42 (Standort) | Ehemaliges Kurhotel Wildbad, Wandelbahn                  | Zwischen drei Pavillons eingespannte offene Arkadenreihe im Stil der Neurenaissance, mit Verbindungsbrücke zum anderen Tauberufer, von Robert Backer, 1898/1901                                                                          | D-5-71-193-606 zugehörig | weitere Bilder |
| Taubertalweg 42 (Standort) | Ehemaliges Kurhotel Wildbad, ehemaliger Kurpark          | Parkanlage mit Terrassen, Treppen, Pavillons, Portiken und seltenem Baumbestand, 1898/190 | D-5-71-193-606 zugehörig | weitere Bilder |

### Schwabenmühle
| Lage                       | Objekt                                                      | Beschreibung | Akten-Nr.                | Bild           |
| -------------------------- | ----------------------------------------------------------- | --- | ------------------------ | -------------- |
| Taubertalweg 44 (Standort) | Ehemalige Getreide- und Sägemühle, sogenannte Schwabenmühle | Zweigeschossiger Satteldachbau mit neubarocken Schweifgiebeln und Ecklisenen, im Kern 16./17. Jahrhundert, Umbau zum neubarocken Gutshaus Wildbad mit Querhaus durch Heinrich Lembach, 1902 | D-5-71-193-607           | weitere Bilder |
| Taubertalweg 44 (Standort) | Stall- und Ökonomiegebäude                                  | L-förmiger, zweigeschossiger Quaderbau mit Walmdach und eingeschossigem Verbindungsbau mit Satteldach zur Gutshofverwaltung, von Heinrich Lembach, 1899                                     | D-5-71-193-607 zugehörig | weitere Bilder |
| Taubertalweg 44 (Standort) | Einfriedung                                                 | Massive Gartenmauer aus Haustein mit Kugelbekrönung, 1902 | D-5-71-193-607 zugehörig | weitere Bilder |
| Taubertalweg 43 (Standort) | Ehemalige Gutshofverwaltung                                 | Erdgeschossiger Quaderbau mit Satteldach und Treppengiebel, im neugotischen Stil, von Heinrich Lembach, 1900                                                                                | D-5-71-193-607 zugehörig | weitere Bilder |

### Steinmühle
| Lage                                         | Objekt                                                                            | Beschreibung                                                                                 | Akten-Nr.                | Bild           |
| -------------------------------------------- | --------------------------------------------------------------------------------- | -------------------------------------------------------------------------------------------- | ------------------------ | -------------- |
| Taubertalweg; Blinksteige; Tauber (Standort) | Wegbrücke, sogenannte Eselsbrücke                                                 | Dreibogige Massivbrücke, historisierend wiedererrichtet                                      | D-5-71-193-608           | weitere Bilder |
| Taubertalweg 50 a (Standort)                 | Sogenannte Steinmühle, ehemalige Getreide- und Sägemühle, Wohn- und Mühlengebäude | Breiter zweigeschossiger Putzbau mit steilem Satteldach und Fachwerk-Giebel, 16. Jahrhundert | D-5-71-193-609           | weitere Bilder |
| Taubertalweg 50 a (Standort)                 | Toreinfahrt                                                                       | Verputztes Rundbogenportal zum Hof, 18. Jahrhundert                                          | D-5-71-193-609 zugehörig | weitere Bilder |
| Taubertalweg 50 b (Standort)                 | Wohnhaus                                                                          | Zweigeschossiger verputzter Massivbau mit Halbwalmdach, 17. /18. Jahrhundert                 | D-5-71-193-609 zugehörig | weitere Bilder |
| Taubertalweg 50 a (Standort)                 | Nebengebäude                                                                      | Erdgeschossiger Satteldachbau, wohl 19. Jahrhundert                                          | D-5-71-193-609 zugehörig | weitere Bilder |
| Taubertalweg 50 a (Standort)                 | Zwei Steinkreuze, Sühnekreuze                                                     | Aus Muschelkalk, spätmittelalterlich, wohl transloziert                                      | D-5-71-193-688           | weitere Bilder |
| Taubertalweg 50 a (Standort)                 | Bildstock                                                                         | Monolithischer Pfeiler mit Bildnische, Muschelkalk, 15./16. Jahrhundert                      | D-5-71-193-687           | weitere Bilder |

### Weinsteige
| Lage                                                             | Objekt                                              | Beschreibung | Akten-Nr.      | Bild           |
| ---------------------------------------------------------------- | --------------------------------------------------- | --- | -------------- | -------------- |
| Eselssteige, Leuzenbronner Straße, Tauber, Weinsteige (Standort) | Doppelbrücke                                        | Massive Straßenbrücke mit zwei Bogenreihen und gemauerter Uferbefestigung, um 1330, ausgebessert 1598 und 1738/44, in alter Form und breiter wiedererrichtet 1954                                                   | D-5-71-193-610 | weitere Bilder |
| Eselssteige, Leuzenbronner Straße, Tauber, Weinsteige (Standort) | Bildstock                                           | In Doppelbrücke integriert | D-5-71-193-610 | weitere Bilder |
| Weinsteige, Kobolzeller Kirche (Standort)                        | Katholische Kirche Unserer Lieben Frau zu Kobolzell | Einschiffige spätgotische Kapelle, dreiseitig geschlossener Chor, Dachreiter und Doppelwendeltreppe, viertes Viertel 15. Jahrhundert (Chordach dendrochronologisch datiert 1496), restauriert 1853; mit Ausstattung | D-5-71-193-611 | weitere Bilder |
| Weinsteige, Weg aus der Stadt zur Kobolzeller Kirche (Standort)  | Weg mit Hangbefestigung, sogenannte Weinsteige      | Einfassungs- und Befestigungsmauern aus Steinquadermauerwerk, 16.–18. Jahrhundert | D-5-71-193-663 | weitere Bilder |
| Weinsteige 12 (Standort)                                         | Ehemalige Scheune                                   | Zweigeschossiger Bruchsteinbau mit Mansarddach mit Halbwalm, im Kern 14./15. Jahrhundert, Umbau und Verlängerung zum Wohnhaus um 1900                                                                               | D-5-71-193-664 | weitere Bilder |

### Herrenmühle
| Lage                         | Objekt                                                                                 | Beschreibung | Akten-Nr.                | Bild           |
| ---------------------------- | -------------------------------------------------------------------------------------- | --- | ------------------------ | -------------- |
| Taubertalweg 54 (Standort)   | Ehemalige Getreide-, Öl- und Lohmühle, sogenannte Herrenmühle, Wohn- und Mühlengebäude | Zweigeschossiger Massivbau mit Mansardwalmdach und Rundbogenportalen, im Kern 15. Jahrhundert, Umbau bezeichnet „1760“                        | D-5-71-193-612           | weitere Bilder |
| Taubertalweg 54 (Standort)   | Scheune                                                                                | Großer verputzter Bruchsteinbau mit steilem Satteldach, bezeichnet „1617“, Anbau bezeichnet „1759“                                            | D-5-71-193-612 zugehörig | weitere Bilder |
| Taubertalweg 54 (Standort)   | Antriebshaus mit Mühlrad                                                               | Kleiner erdgeschossiger Massivbau mit steilem Walmdach, 18. Jahrhundert, mittelschlächtiges Mühlrad 1909                                      | D-5-71-193-612 zugehörig | weitere Bilder |
| Taubertalweg 54 (Standort)   | Mühlengebäude                                                                          | Kleiner Bruchsteinbau mit Fachwerk-Giebel und steilem Satteldach, bezeichnet „1739“ und „1760“                                                | D-5-71-193-612 zugehörig | weitere Bilder |
| Taubertalweg 54 b (Standort) | Wohnhaus                                                                               | Zweigeschossiger Steildachbau mit rückseitigem Halbwalm, Rundbogenportal und Fachwerk-Obergeschoss und -Giebel, zweite Hälfte 16. Jahrhundert | D-5-71-193-612 zugehörig | weitere Bilder |
| Taubertalweg 58 (Standort)   | Wohnhaus                                                                               | Zweigeschossiger Putzbau mit steilem Satteldach, vorkragendem Fachwerk-Obergeschoss und -Giebelgeschossen, im Kern 16. Jahrhundert            | D-5-71-193-613           | weitere Bilder |

### Lukasrödermühle
| Lage                       | Objekt                                                                | Beschreibung | Akten-Nr.                | Bild           |
| -------------------------- | --------------------------------------------------------------------- | --- | ------------------------ | -------------- |
| Taubertalweg 70 (Standort) | Ehemalige Getreide- und Ölmühle, sogenannte Lukasrödermühle, Wohnhaus | Zweigeschossiger Massivbau mit Fachwerk-Giebel und Krüppelwalmdach, dendrochronologisch datiert 1470                                             | D-5-71-193-614           | weitere Bilder |
| Taubertalweg 70 (Standort) | Ehemaliges Mühlengebäude                                              | Zweigeschossiger Steildachbau mit vorkragendem Fachwerk-Obergeschoss und sogenannte Eselstreppe, 18. Jahrhundert, Mühlrad Anfang 20. Jahrhundert | D-5-71-193-614 zugehörig | weitere Bilder |
| Taubertalweg 70 (Standort) | Scheune                                                               | Erdgeschossiger Bruchsteinbau mit Fachwerk-Giebel und steilem Satteldach, 17./18. Jahrhundert                                                    | D-5-71-193-614 zugehörig | weitere Bilder |
| Taubertalweg 70 (Standort) | Stallscheune                                                          | Zweigeschossiger Steildachbau mit Fachwerk-Obergeschoss und Zwerchhaus mit Ziersägearbeit, Ende 19. Jahrhundert                                  | D-5-71-193-614 zugehörig | weitere Bilder |

### Hansrödermühle
| Lage                                 | Objekt                                 | Beschreibung | Akten-Nr.      | Bild           |
| ------------------------------------ | -------------------------------------- | --- | -------------- | -------------- |
| Nähe Leuzenbronner Straße (Standort) | Sühnekreuz                             | Muschelkalkstein, wohl spätmittelalterlich                                                                                             | D-5-71-193-89  | weitere Bilder |
| Taubertalweg 78 (Standort)           | Wohnhaus                               | Zweigeschossiger verputzter Giebelbau mit Fachwerk-Obergeschoss und steilem Satteldach, bezeichnet „1681“                              | D-5-71-193-616 | weitere Bilder |
| Taubertalweg 80 (Standort)           | Wassermühle, sogenannte Hansrödermühle | Erdgeschossiger Bruchsteinbau mit Fachwerk-Giebel und Krüppelwalmdach, 19. Jahrhundert, nach Brand im 20. Jahrhundert wieder aufgebaut | D-5-71-193-617 | weitere Bilder |
| Taubertalweg 83 (Standort)           | Ehemaliger Bauernhof, Wohnstallhaus    | Zweigeschossig mit steilem Satteldach, wohl verputzter Fachwerkbau, 15./16. Jahrhundert, Scheunenerneuerung bezeichnet „1893“          | D-5-71-193-619 | weitere Bilder |

### Kaiserstuhl
| Lage                                    | Objekt  | Beschreibung                                                                           | Akten-Nr.                | Bild           |
| --------------------------------------- | ------- | -------------------------------------------------------------------------------------- | ------------------------ | -------------- |
| Taubertalweg 90, Kaiserstuhl (Standort) | Scheune | Erdgeschossiger Fachwerkbau mit steilem Krüppelwalmdach, zweite Hälfte 19. Jahrhundert | D-5-71-193-621           | weitere Bilder |
| Kaiserstuhl (Standort)                  | Scheune |                                                                                        | D-5-71-193-621 zugehörig | weitere Bilder |

### Fuchsmühle
| Lage                          | Objekt                                                            | Beschreibung | Akten-Nr.                | Bild           |
| ----------------------------- | ----------------------------------------------------------------- | --- | ------------------------ | -------------- |
| Taubertalweg 98 (Standort)    | Wohnturm, sogenanntes Topplerschlösschen                          | Turmartiger Bruchsteinsockel mit zwei weit vorkragenden Fachwerk-Obergeschossen und steilem Satteldach, Turm bezeichnet „1388“, Wohnhaus um 1550; mit Ausstattung | D-5-71-193-622           | weitere Bilder |
| Taubertalweg 98 (Standort)    | Steinbrücke                                                       | Über ehemaligem Weiher zum Wohnturm, 16. Jahrhundert | D-5-71-193-622 zugehörig | weitere Bilder |
| Taubertalweg 98 (Standort)    | Gartenmauer                                                       | Einfriedung aus Hau- und Bruchstein, 16. Jahrhundert | D-5-71-193-622 zugehörig | weitere Bilder |
| Taubertalweg 98 (Standort)    | Reste eines Brunnens                                              | Mitte 18. Jahrhundert | D-5-71-193-622 zugehörig | BW             |
| Taubertalweg 102 (Standort)   | Nebengebäude                                                      | Zweigeschossiger verputzter Massivbau mit steilem Satteldach, 18. Jahrhundert                                                                                     | D-5-71-193-622 zugehörig | BW             |
| Taubertalweg 100 (Standort)   | Wohnhaus                                                          | Erdgeschossiger Massivbau mit Satteldach, bezeichnet „1883“ | D-5-71-193-623           | weitere Bilder |
| Taubertalweg 101 (Standort)   | Ehemalige Wassermühle, sogenannte Fuchsmühle, Wohn- und Mühlenbau | Breit, zweigeschossig mit Satteldach, vor 1500, hölzernes Mühlrad 1906                                                                                            | D-5-71-193-624           | weitere Bilder |
| Taubertalweg 103 a (Standort) | Nebengebäude                                                      | Schmaler zweigeschossiger Putzbau mit steilem Satteldach, 1832 | D-5-71-193-624 zugehörig | weitere Bilder |

### Bronnenmühle
| Lage                                                      | Objekt                                                | Beschreibung | Akten-Nr.                | Bild           |
| --------------------------------------------------------- | ----------------------------------------------------- | --- | ------------------------ | -------------- |
| Kurze Steige 7 a (Standort)                               | Wassermühle, sogenannte Bronnenmühle                  | Zweigeschossiger verputzter Massivbau mit steilem Krüppelwalmdach, Rundbogenportalen und Fachwerk-Giebelgeschossen, 16. Jahrhundert | D-5-71-193-401           | weitere Bilder |
| Kurze Steige 7 b (Standort)                               | Ehemalige Scheune                                     | Erdgeschossiger Bruchsteinbau mit Krüppelwalmdach, 16. Jahrhundert                                                                  | D-5-71-193-401 zugehörig | weitere Bilder |
| Kurze Steige 7 a, Kurze Steige 7 b (Standort)             | Ehemaliges Pumpwerk der Rothenburger Wasserversorgung | Zweigeschossiger Walmdachbau mit Fachwerk-Obergeschoss, bezeichnet „1437“, Aufstockung um 18. Jahrhundert                           | D-5-71-193-402           | BW             |
| Kurze Steige 7 a; Kurze Steige 7 b; Nuschweg 9 (Standort) | Holzleitung zum Klingenturm                           | | D-5-71-193-402 zugehörig | BW             |

### Ludlesmühle
| Lage                       | Objekt                                  | Beschreibung                                                                                                 | Akten-Nr.                | Bild           |
| -------------------------- | --------------------------------------- | --- | ------------------------ | -------------- |
| Kurze Steige 14 (Standort) | Mühle, sogenannte Ludlesmühle, Wohnhaus | Zweigeschossiger Putzbau mit steilem Satteldach, weitestgehender Neubau bezeichnet „1899“                    | D-5-71-193-403           | weitere Bilder |
| Kurze Steige 14 (Standort) | Scheune                                 | Erdgeschossiger Putzbau mit vorkragendem Fachwerk-Giebel und seitlichem Anbau, 16. Jahrhundert               | D-5-71-193-403 zugehörig | weitere Bilder |
| Kurze Steige 14 (Standort) | Wirtschaftsgebäude                      | Zweigeschossiger Steildachbau mit Fachwerk-Obergeschoss und großer Ladeluke mit Überdachung, 18. Jahrhundert | D-5-71-193-403 zugehörig | weitere Bilder |
| Kurze Steige 15 (Standort) | Wohnhaus                                | Zweigeschossiger verputzter Giebelbau mit Mansarddach und Rundbogenportal, bezeichnet „1797“                 | D-5-71-193-404           | weitere Bilder |